# Lijst van tijdens de Atjeh-oorlog gesneuvelde officieren
De Atjeh-oorlog (1873-1914) was een koloniale oorlog die het Koninkrijk der Nederlanden voerde met het aanvankelijk oogmerk om de zeevaart door Straat Malakka te beveiligen tegen zeerovers uit Atjeh. Later was het doel het Sultanaat Atjeh onder Nederlands koloniaal gezag te brengen en te houden. Onderstaand een lijst van tijdens die oorlog (zie onderstaand schema) gesneuvelde officieren (tussen 1873-1942). De meeste officieren die sneuvelden werden begraven te Peutjoet.
| Atjeh-oorlog zie ook Poeloe Bras, Poeloe Raja en Atjeh Tram |
|                                                             |

## A
- J.J Agane, eerste luitenant der infanterie (1889), gesneuveld tijdens de Atjehoorlog (1883-1892)
- J.B. van Aken, eerste luitenant der infanterie (29 juli 1902), gesneuveld door een steek van een rentjong in de hals bij het controleren van de pas van een verdacht uitziende Atjehnees in Peudada
- Th.J. Anken, kapitein der infanterie (17 juni 1894), gesneuveld te Tjot Goe tijdens de Atjehoorlog (1892-1896)
- F.A.E. Auffmorth, tweede luitenant der infanterie (17 augustus 1878), overleden aan een voor de vijand opgelopen verwonding te Lambaroe op 16 augustus verkregen tijdens de Atjeh-oorlog (periode 1877-1881)

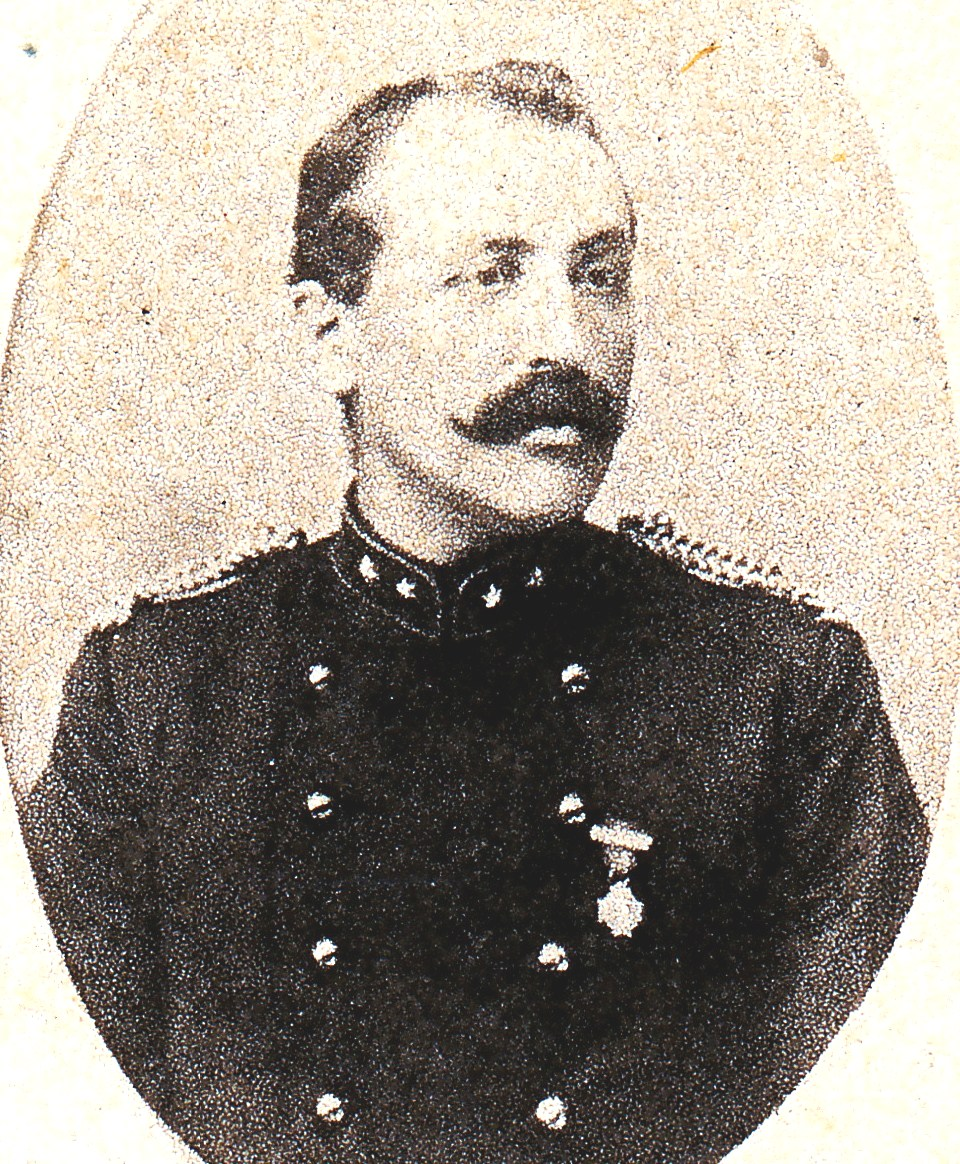
Kapitein der infanterie Th. J. Anken, gesneuveld te Tjot Goe
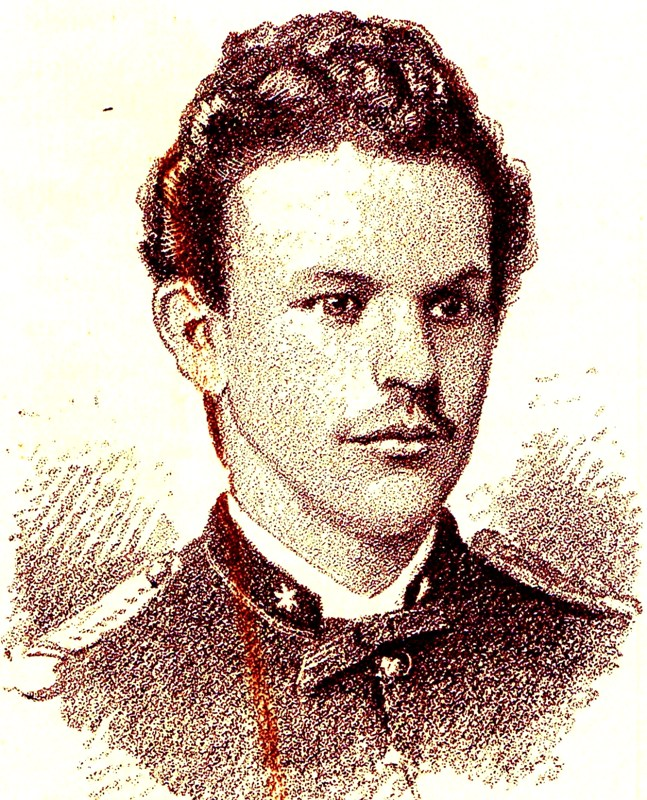
Tweede luitenant Floris Anton Emile Auffmorth (1855-1878), gesneuveld te Lambaroe

## B
- L.F. Baudoin, tweede luitenant der infanterie (13 februari 1876), gesneuveld te Atoe tijdens de Atjeh-oorlog onder generaal Pel
- A. Beekhuis, tweede luitenant der infanterie (1874), gesneuveld tijdens de tweede expeditie naar Atjeh
- E.L.A. Bouman, eerste luitenant der infanterie (1908)
- J. Beets, majoor der infanterie (7 januari 1897), gesneuveld te Lehong tijdens de Atjeh-oorlog (periode 1896-1901)
- A. P. A. A. F. baron de Bounam de Ryckholt, eerste luitenant der infanterie (15 februari 1874), overleden aan de verwondingen opgelopen tijdens de aanval op Ketapang Doewa tijdens de tweede expeditie naar Atjeh
- G.W. Beckman, tweede luitenant der infanterie (22 maart 1876), te Kota Radja overleden aan een op 7 maart tegenover de vijand verkregen wond tijdens de Atjeh-oorlog (periode 1876-1877)
- F.A. Begeman, eerste luitenant der infanterie (6 november 1874), overleden te Kota Radja aan een op 9 oktober verkregen wond tijdens de Atjeh-oorlog onder generaal Pel
- W.J.F. van Bennekom, tweede luitenant der infanterie (30 augustus 1883), gesneuveld te Oleh Moh tijdens de Atjehoorlog 1881-1883
- J.J. van Berg, kapitein der infanterie (7 mei 1879), in het bivak Piëng overleden aan een op 6 mei voor de vijand verkregen wond tijdens de Atjeh-oorlog (periode 1877-1881)
- J.S. van Bijsterveld, eerste luitenant der infanterie (3 februari 1874), overleden aan een op die dag verkregen wond in het bivak van Penajoeng tijdens de tweede expeditie naar Atjeh
- W. van Blijenburg, eerste luitenant der infanterie (19 juni 1903), gesneuveld bij een vijandelijke overvalling in een oerwoud in de nabijheid van kampong Lolo in Korintji (Atjeh)
- J.J. Boeger, eerste luitenant der infanterie (1904)
- W.F. Bonga, eerste luitenant der infanterie (14 oktober 1879), overleden tijdens de mars naar Kroeng Raja tijdens de Atjeh-oorlog (periode 1877-1881)
- L.E. Botter, kapitein der infanterie (24 november 1882), overleden aan een op die dag verkregen wond te Panteh Karang tijdens de Atjehoorlog 1881-1883
- F.W. Bröker, eerste luitenant der infanterie (26 augustus 1877), gesneuveld te Samalanga tijdens de Atjeh-oorlog (periode 1877-1881)
- J.J. Brondgeest, marinier (1873), overleden tijdens de eerste expeditie naar Atjeh
- H.P. de Bruijn, eerste luitenant der infanterie (11 juli 1902), gesneuveld bij Sapi Seunagan
- J. Burg, kapitein der infanterie (14 maart 1885), gesneuveld in de VI Moekims tijdens de Atjehoorlog 1883-1892
- J.J. Burger, eerste luitenant der infanterie (2 november 1904), gesneuveld bij Bloeë Wakeueh

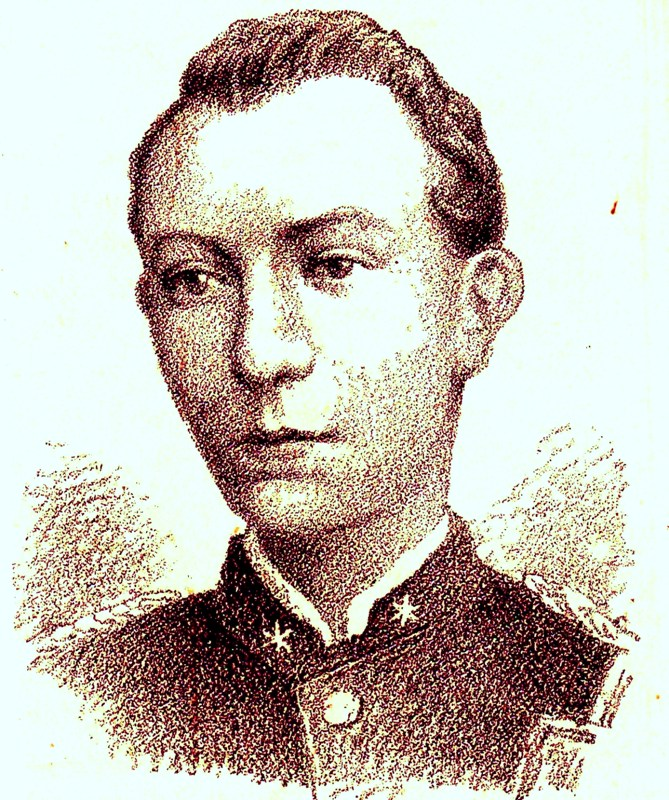
Tweede luitenant der infanterie L.F. Baudoin, gesneuveld te Atoeh
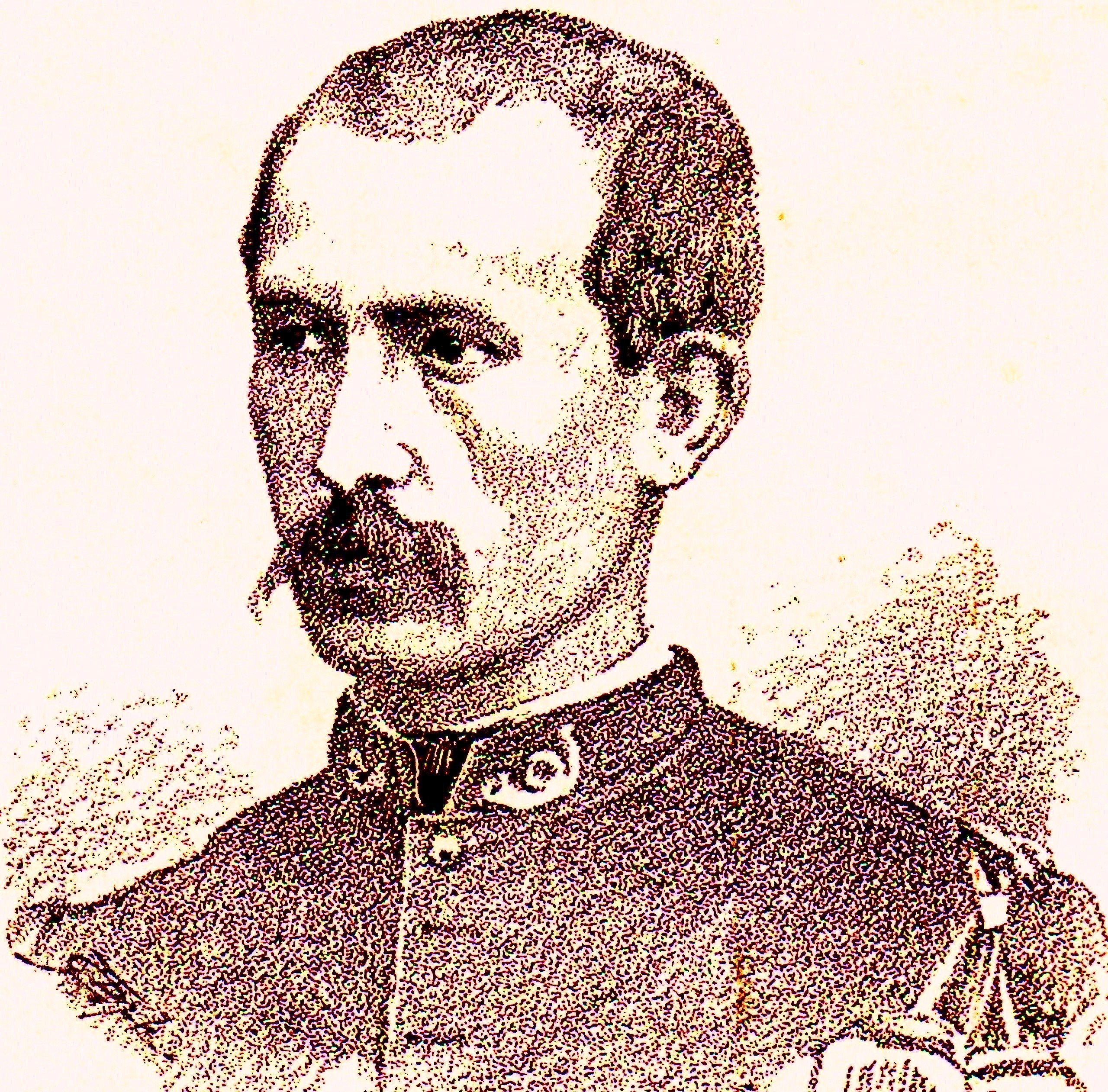
Eerste luitenant der infanterie A. P. A. A. F. baron de Bounam de Ryckholt
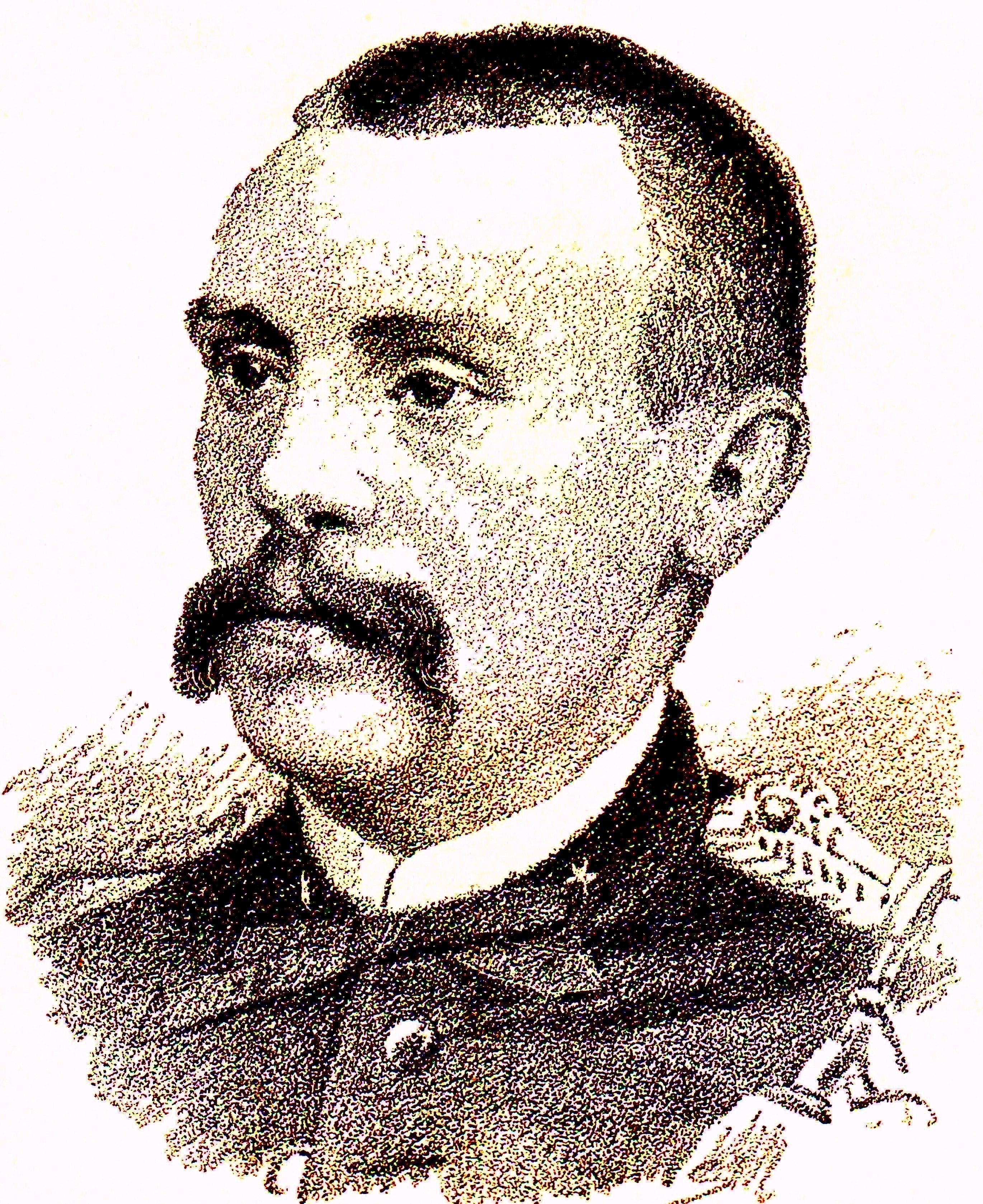
Tweede luitenant der infanterie Albert Beekhuis
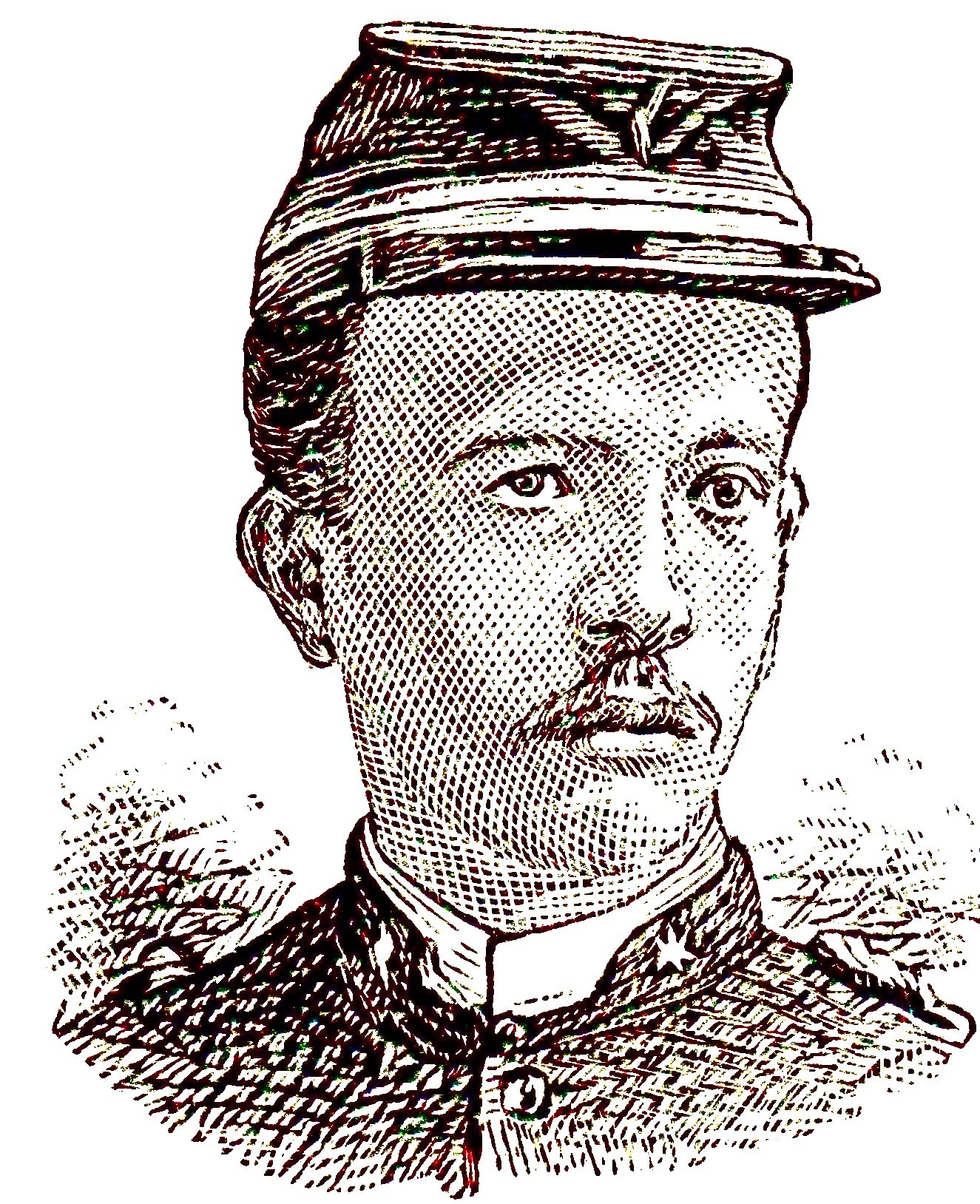
Tweede luitenant W.J.F. van Bennekom (1858-1883)
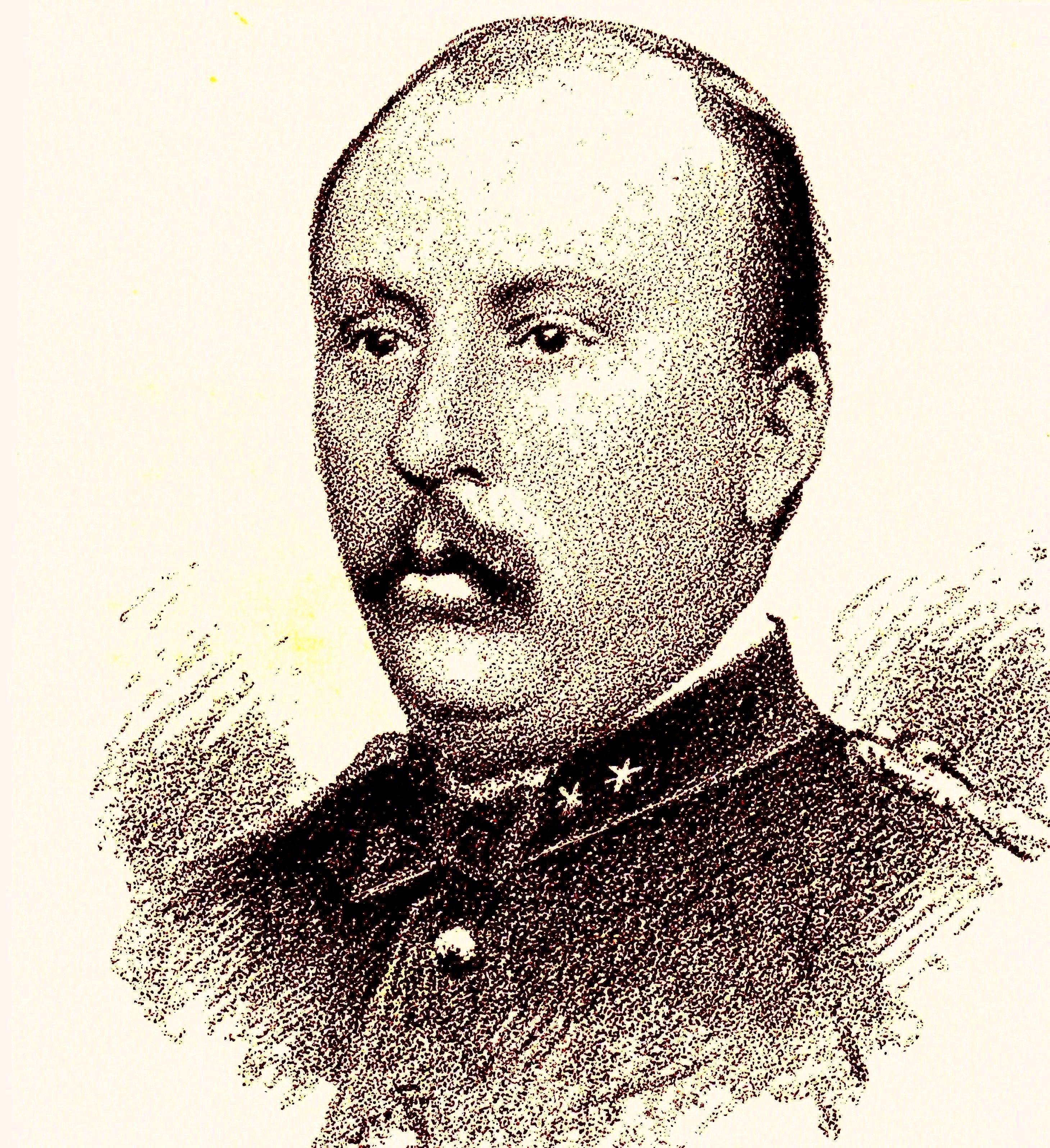
Kapitein der infanterie Jan Josua van Berg
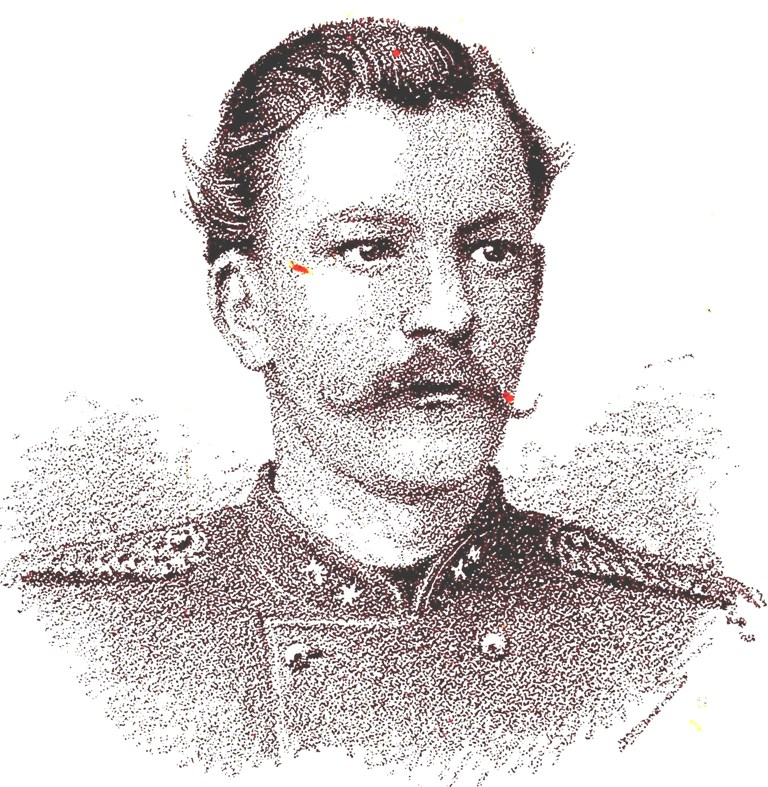
Eerste luitenant der infanterie John Scotius van Bijsterveld
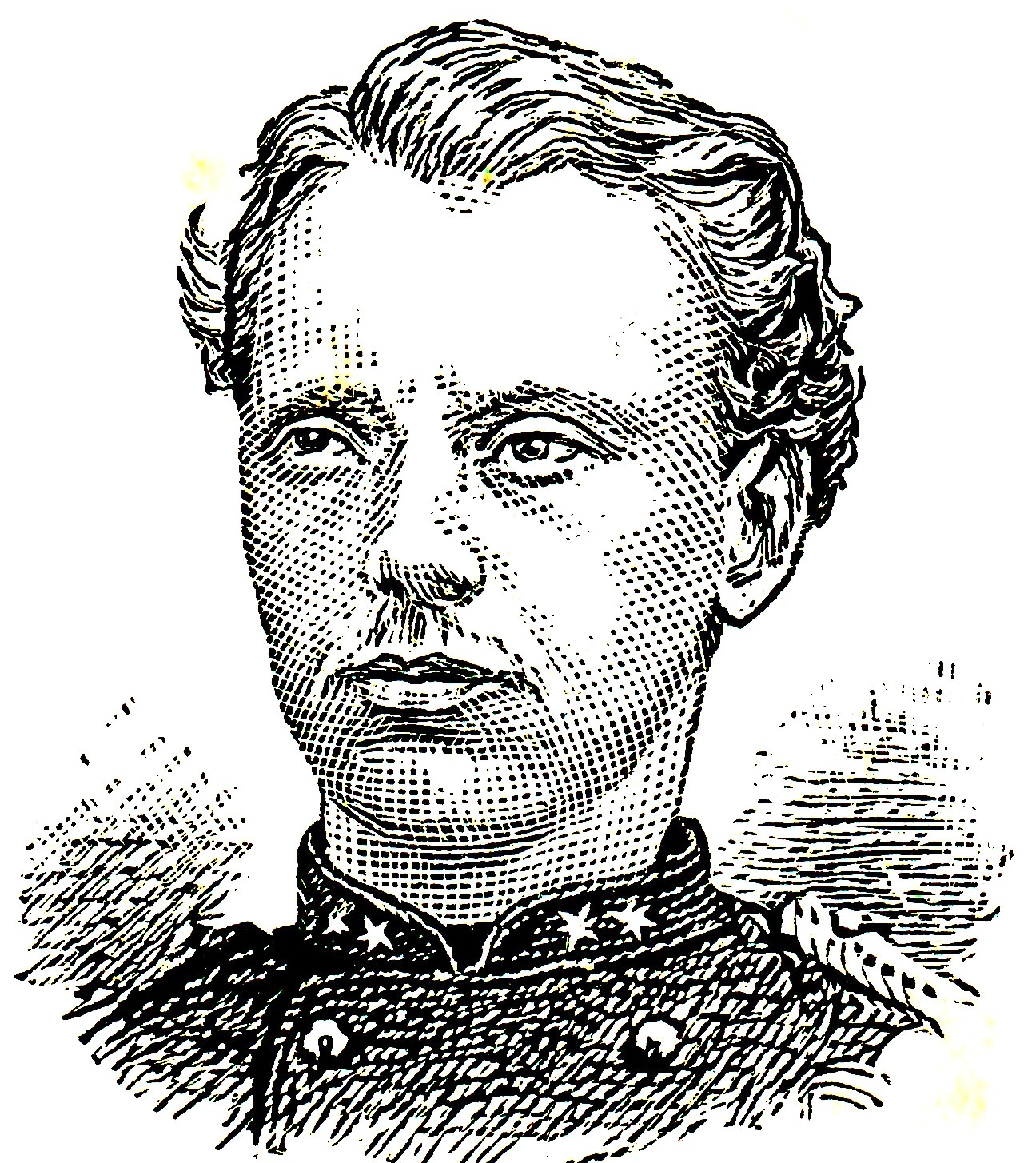
Eerste luitenant der infanterie W.F. Bonga (1852-1879)
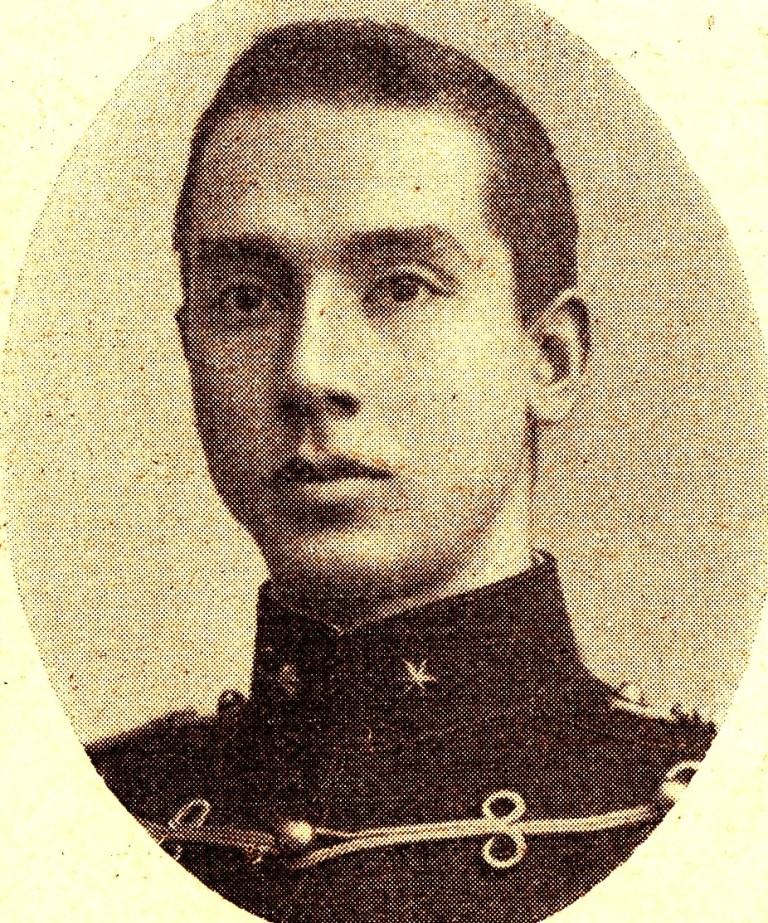
Eerste luitenant E.L.A. Bouman
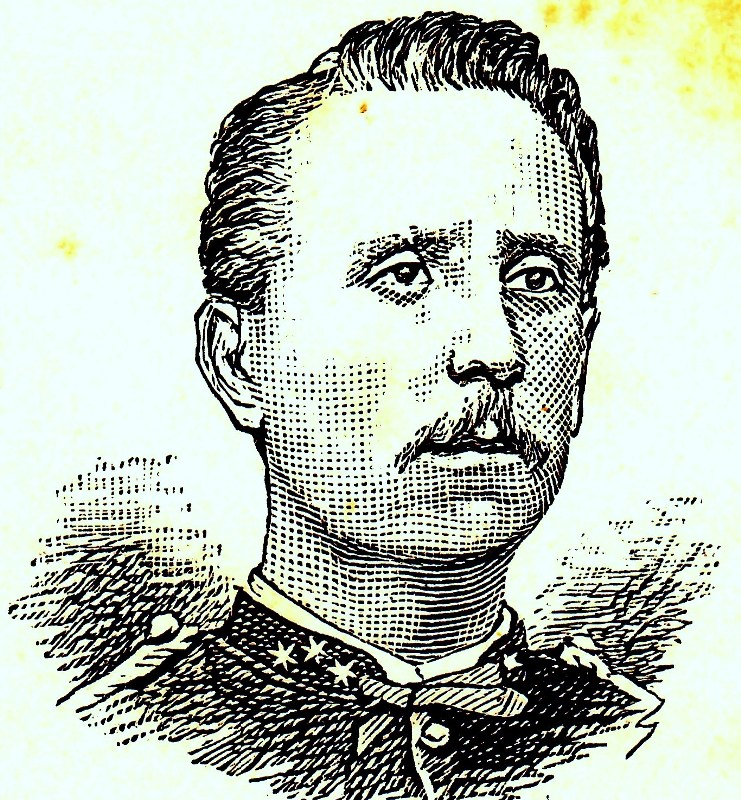
Kapitein der infanterie L.F. Botter (1843-1882)
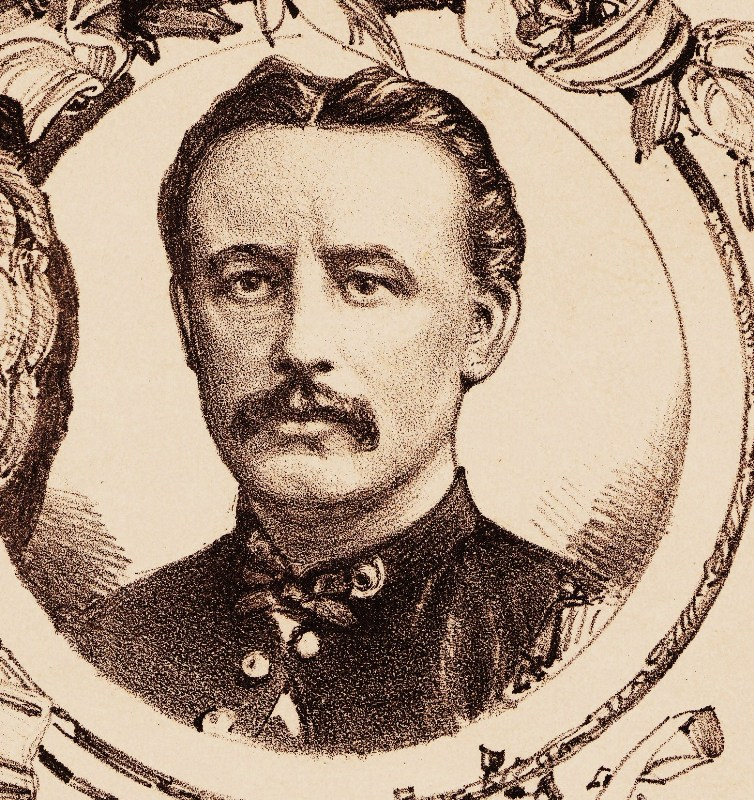
Marinier J. J. Brondgeest
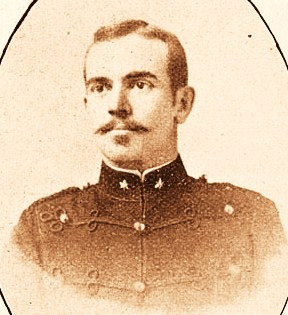
Eerste luitenant H.P. de Bruijn
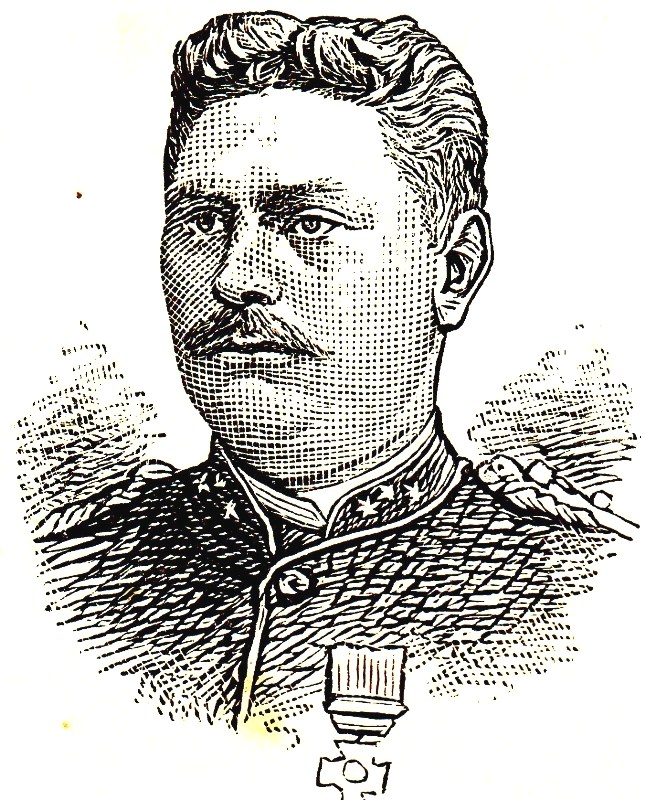
Kapitein der infanterie J. Burg (1844-1885)
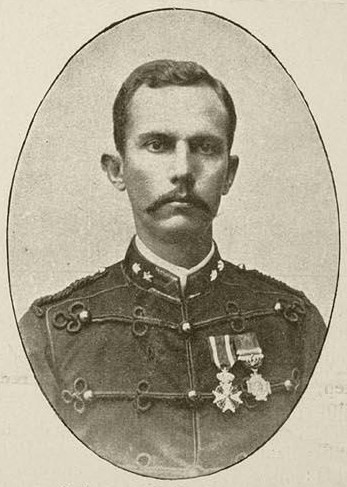
Eerste luitenant der infanterie Jacobus Johannes Burger

## C
- M.J.J.B.H. Campioni, kapitein der infanterie (6 april 1904), gesneuveld bij Djeuram tijdens een klewang-aanval
- J.F.L. Cassa, kapitein der artillerie (1 juli 1878), overleden aan een op 24 juni voor de vijand verkregen wond tijdens de Atjeh-oorlog (periode 1877-1881)
- P.A. Charbon, eerste luitenant der infanterie (1904)
- J.H. Cornelissen, eerste luitenant der infanterie (20 oktober 1891), gesneuveld te Tjot Ira tijdens de Atjehoorlog (1883-1892)

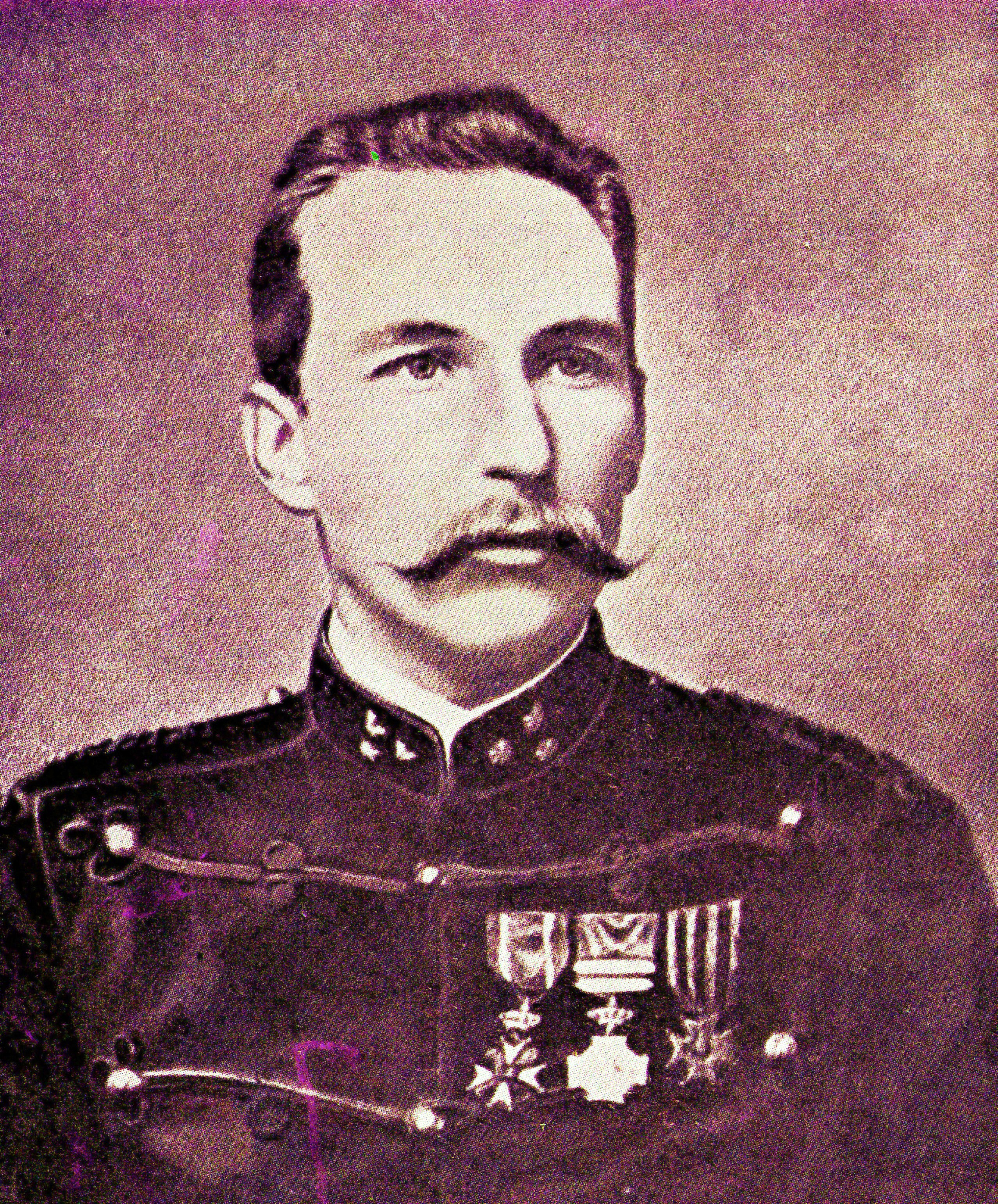
Kapitein Marie Joseph Jan Baptiste Hubert Campioni
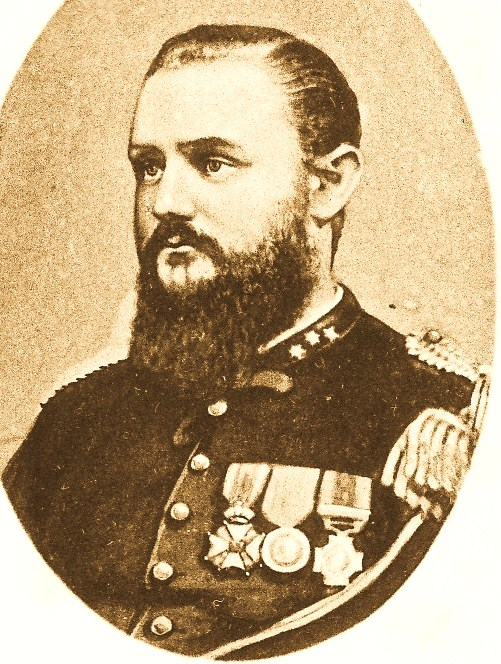
Kapitein Johannes Frederik Laurens Cassa
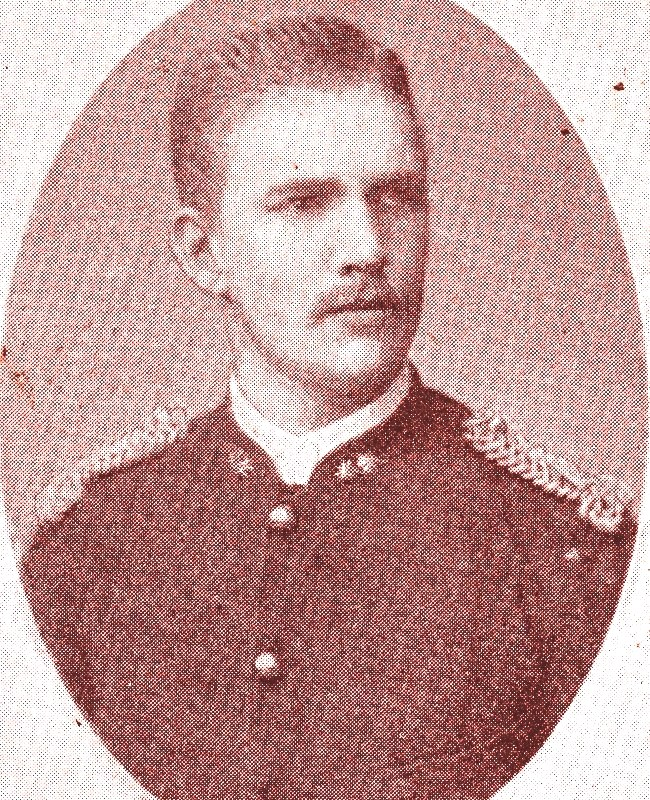
Eerste luitenant der infanterie Johan Henri Cornelissen (1866-1891)

## D
- J.H.A. van Daalen, tweede luitenant der infanterie (14 december 1873), gesneuveld in het bivak te Moesapi tijdens de tweede expeditie naar Atjeh
- H.J. d'Auzon, kapitein der infanterie (9 april 1875), te Kota Radja overleden aan een op die dag verkregen wond tijdens de Atjeh-oorlog onder generaal Pel
- H. Dijkhoff, tweede luitenant der infanterie (januari 1905), gesneuveld bij een huisonderzoek te Samalangan
- P.E.J.H. van Dompseler, majoor der infanterie (30 april 1878), gewond bij de bestorming van de benting Temoelit op 26 augustus 1877; overleden te Elburg aan zijn voor de vijand verkregen verwondingen tijdens de Atjeh-oorlog (periode 1877-1881)
- F.F.R. graaf du Monceau, tweede luitenant der artillerie (5 september 1884), gesneuveld te Lampermej tijdens de Atjehoorlog 1883-1892

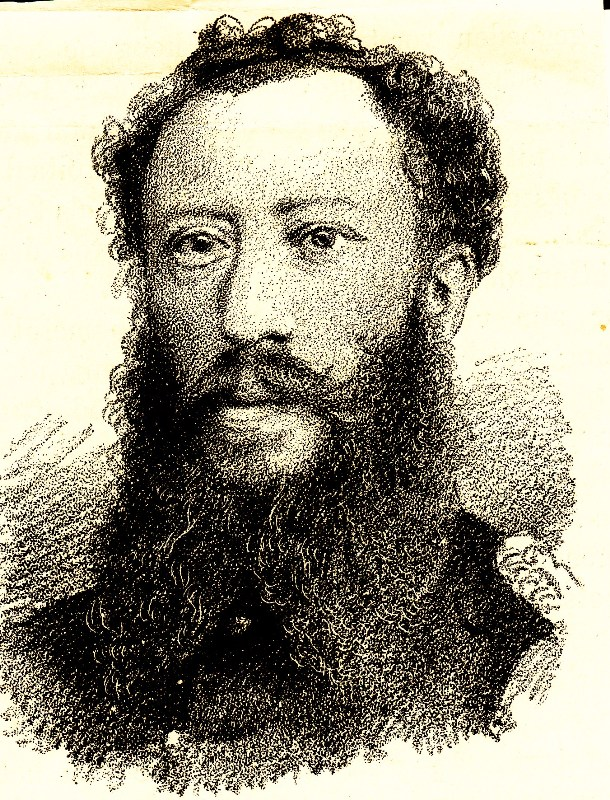
Kapitein der infanterie H.J. d'Auzon
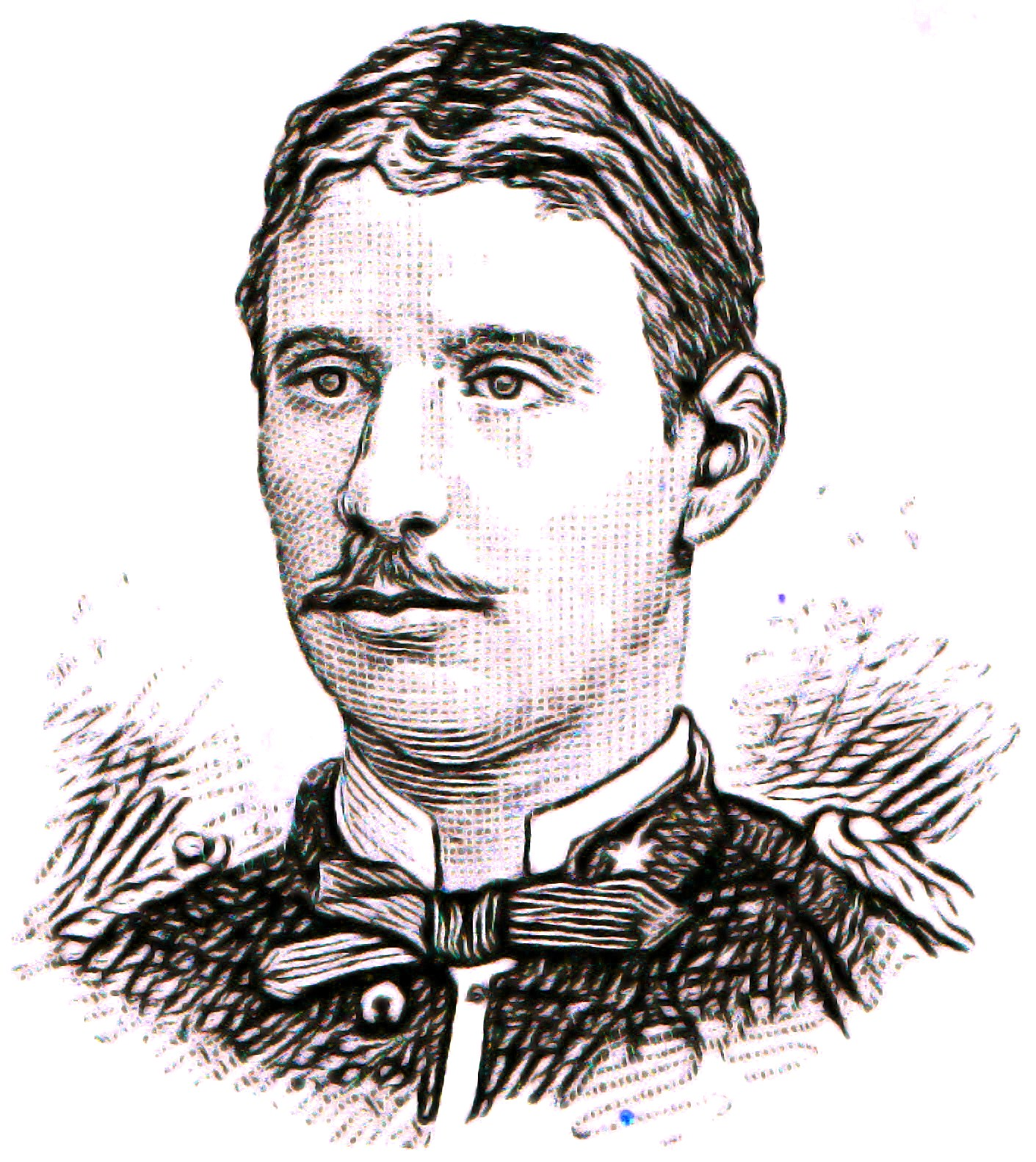
Tweede luitenant François Felix René Dumonceau

## E
- S. van Eendenburg, tweede luitenant der infanterie (26 oktober 1911), gesneuveld te Keudè Blang Bajoe
- W.C.H. Eicholtz, kapitein der infanterie (17 januari 1874), overleden aan een op 10 december 1873 verkregen wond, op reis van Atjeh naar Padang tijdens de tweede expeditie naar Atjeh
- E.G.T. von Ende, eerste luitenant der infanterie (2 mei 1875), te Kota Radja overleden aan een die dag voor de vijand verkregen wond tijdens de Atjeh-oorlog onder generaal Pel
- J.J. Engelvaart, luitenant ter zee eerste klasse (10 april 1873), overleden aan uitputting en zware vermoeienissen tijdens het bezetten van de Mesigit tijdens de eerste Atjeh-expeditie
- J.W. Ernste, eerste luitenant-adjudant der infanterie (26 december 1875), te Kota Radja overleden aan een op die dag verkregen wond tijdens de Atjeh-oorlog onder generaal Pel
- H. Ermerins, eerste luitenant der infanterie (1901), overleden tijdens de Atjeh-oorlog (periode 1896-1901)
- T.F. Eskenhausen, luitenant der infanterie (augustus 1897), vermoord te Atjeh tijdens de Atjeh-oorlog (periode 1896-1901)
- J.A.J.T.E. Esser, tweede luitenant der infanterie (22 februari 1875), overleden te Kota Radja aan een op 1 februari 1875 voor de vijand verkregen wond tijdens de Atjeh-oorlog onder generaal Pel
- J.T.H. Eurees, eerste luitenant der infanterie (1906)

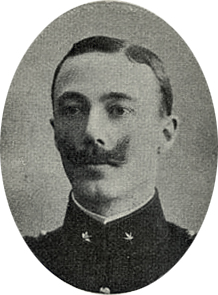
Tweede luitenant der infanterie Simon van Eendenburg
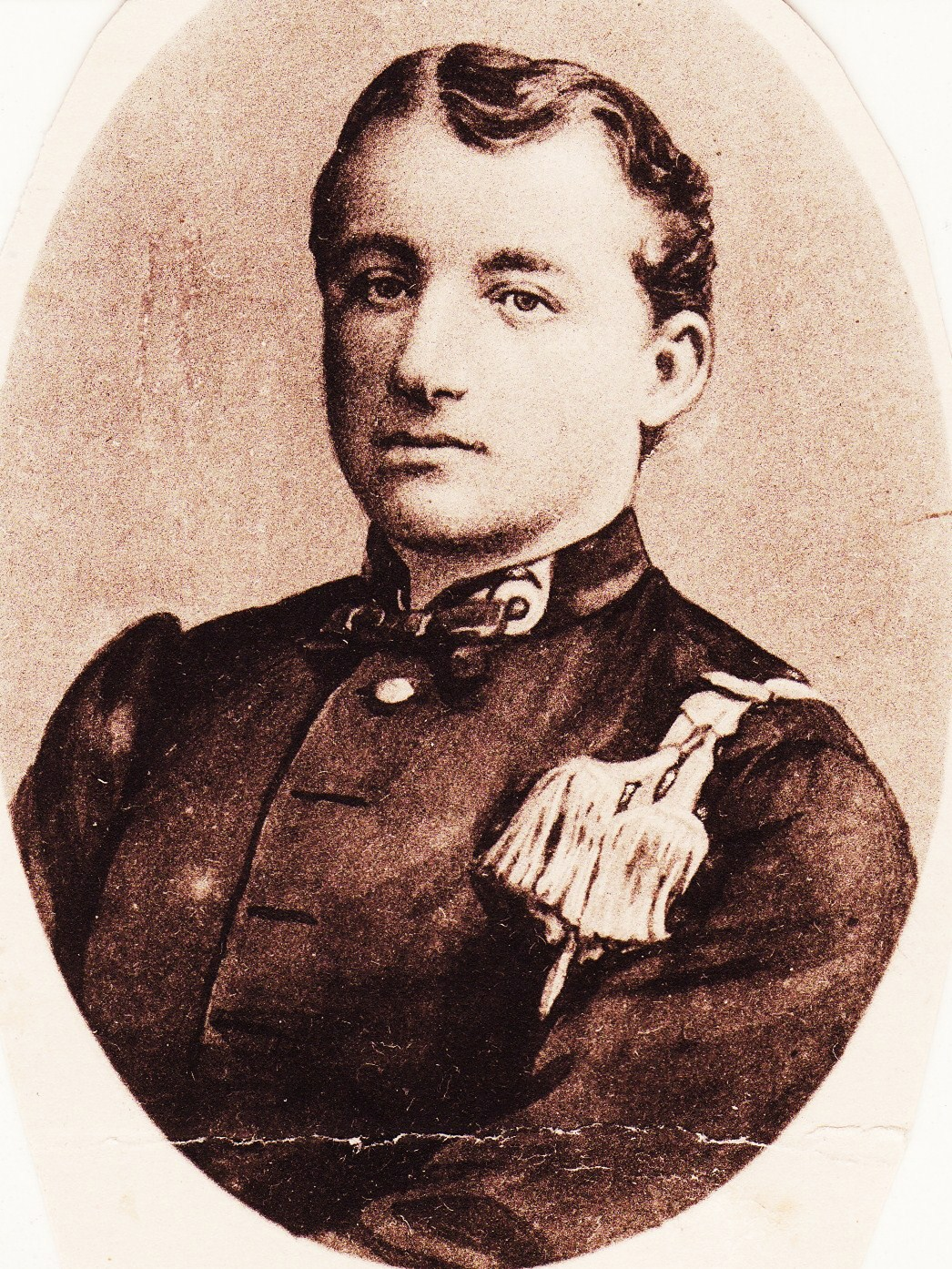
Eerste luitenant der infanterie Emiel Gustav Theodor von Ende
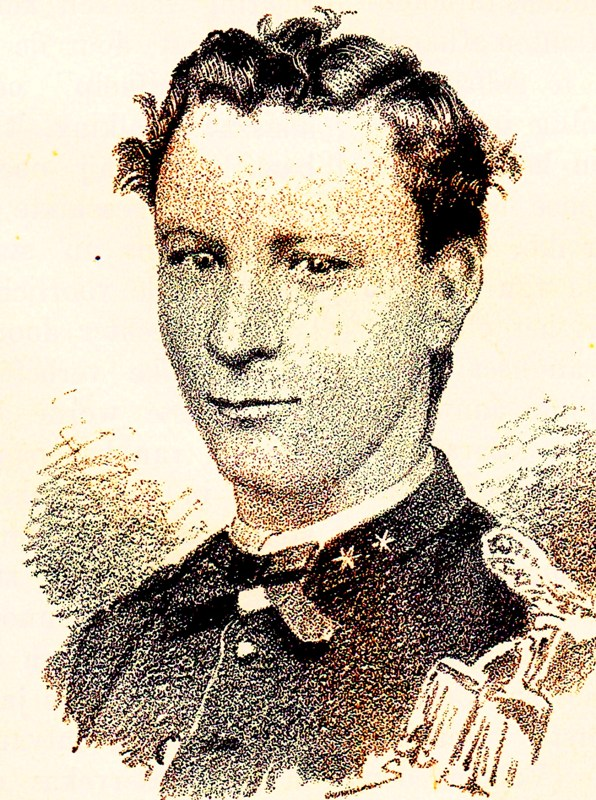
Eerste luitenant der infanterie J.W. Ernste
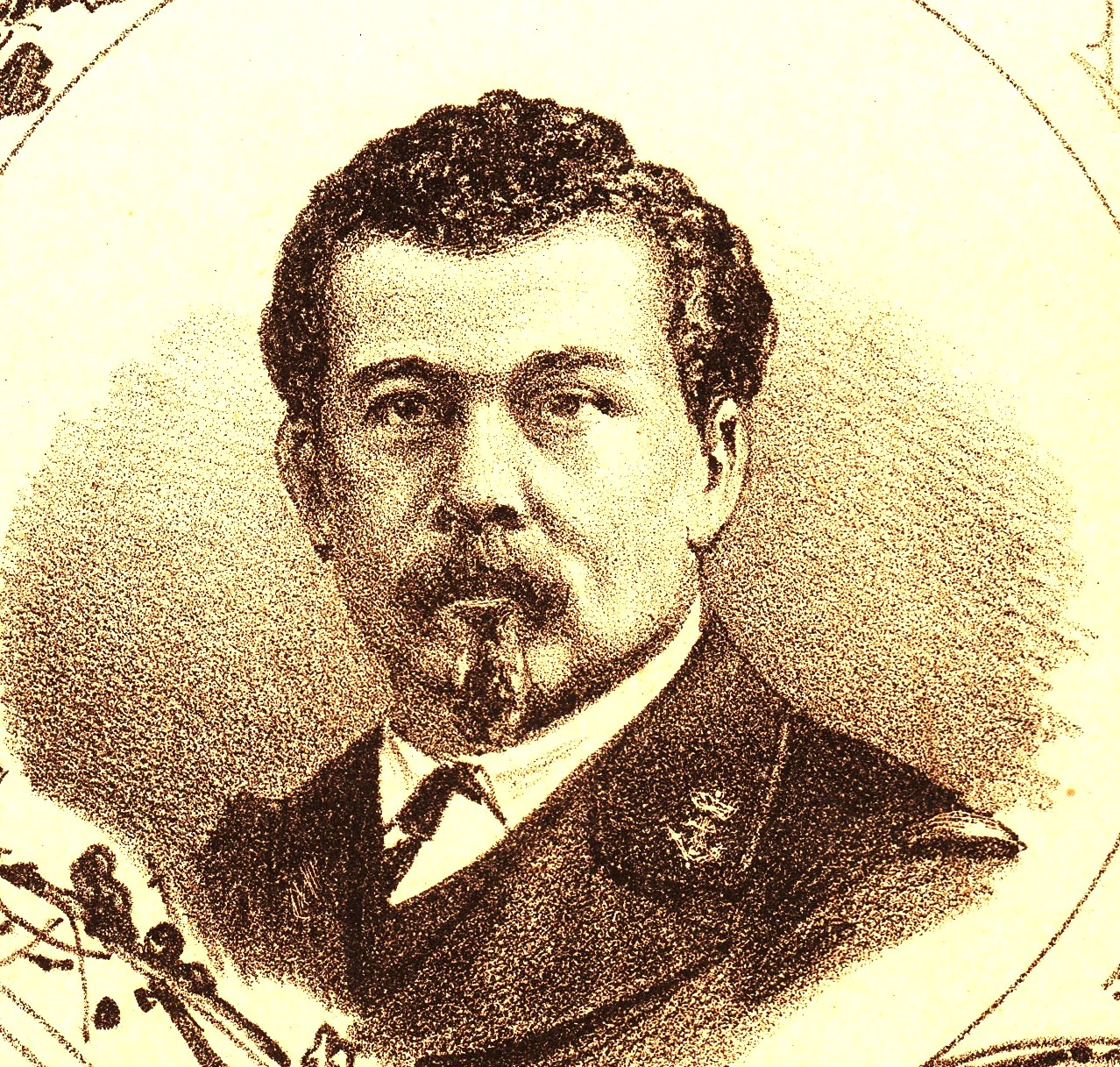
Luitenant ter zee eerste klasse Johannes Jacobus Engelvaart (1839-1873)
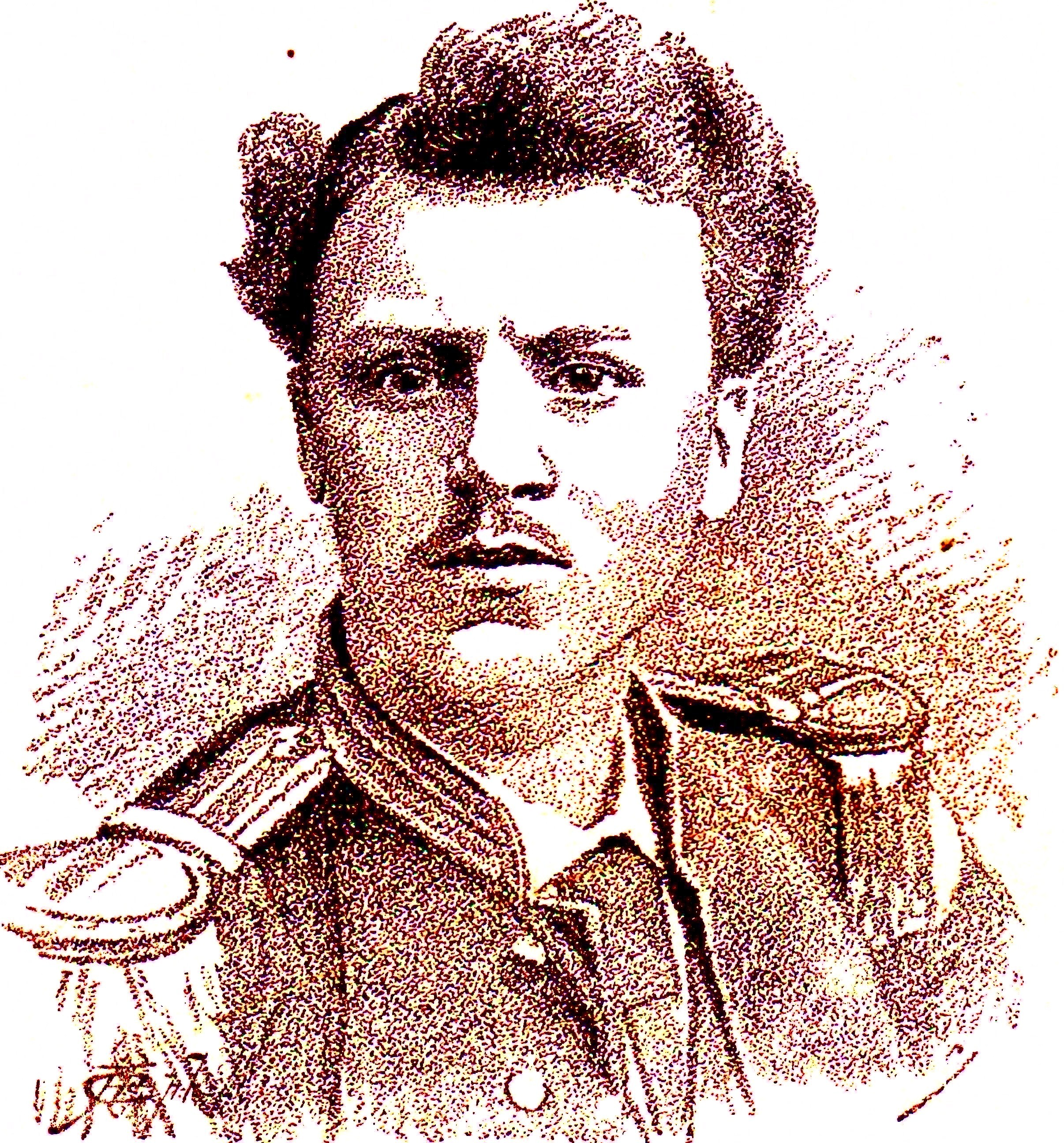
Tweede luitenant der infanterie Johan Adriaan Jacob Theodoor Eliza Esser

## F
- G.A. Ferguson, eerste luitenant der infanterie (8 februari 1890), gesneuveld te Pantej Perak tijdens de Atjehoorlog (1883-1892)
- J.Ch.A. Fischer, eerste luitenant der infanterie (1900), overleden tijdens de Atjeh-oorlog (periode 1896-1901)
- P.F.T. la Fors, kapitein der infanterie (26 december 1873), gesneuveld bij een verkenning vanuit Penajoeng tijdens de tweede expeditie naar Atjeh

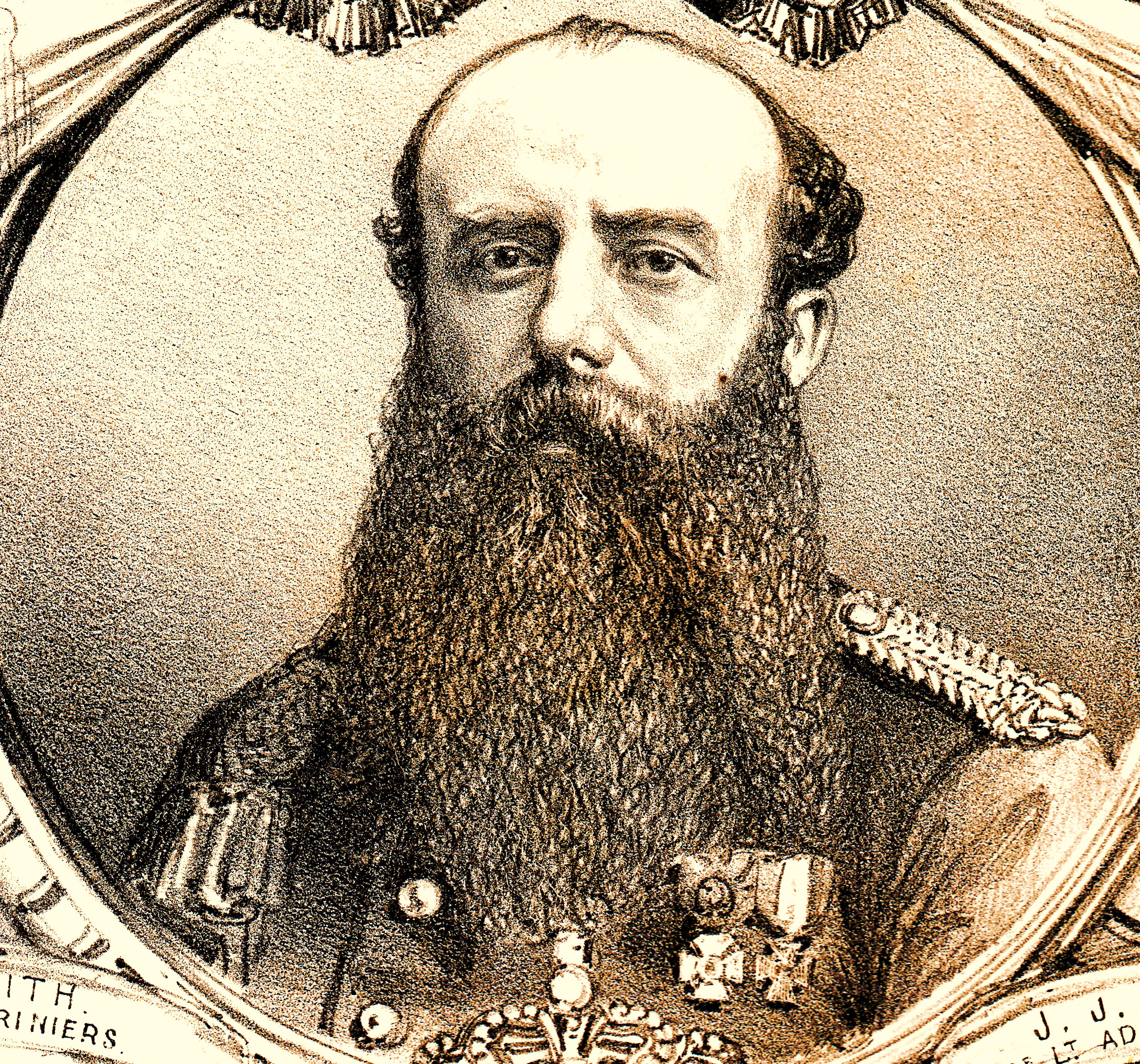
Kapitein der infanterie P.F.T. la Fors

## G
- J.J.A. Gaade, eerste luitenant der infanterie (8 mei 1889), gesneuveld tijdens de Edi-expeditie tijdens de Atjehoorlog (1883-1892)
- G.A.H.J. Gandenberger, tweede luitenant der infanterie (18 april 1873), overleden aan de verwondingen opgelopen op 16 april tijdens de eerste expeditie naar Atjeh
- F.P.A. Geluk, kapitein der infanterie (1895), gesneuveld tijdens de Atjehoorlog (1892-1896)
- W.T.N. von Geusau, kapitein der infanterie (26 juli 1889), gesneuveld bij het gevecht te Kota Pohama tijdens de Atjehoorlog (1883-1892)
- J. Goldenberg, eerste luitenant der infanterie, gedetacheerd bij het Indische leger (juli 1898), gesneuveld gedurende een aanval op Endjoeng tijdens de Atjeh-oorlog (periode 1896-1901)
- Jean Louis Granpré Molière, eerste luitenant der artillerie (11 augustus 1877), overleden aan een die dag verkregen wond te Samalanga tijdens de Atjeh-oorlog (periode 1877-1881)
- J. van Greuningen, eerste luitenant der infanterie (20 september 1897), gesneuveld bij Kroeng Raba tijdens de Atjeh-oorlog (periode 1896-1901)

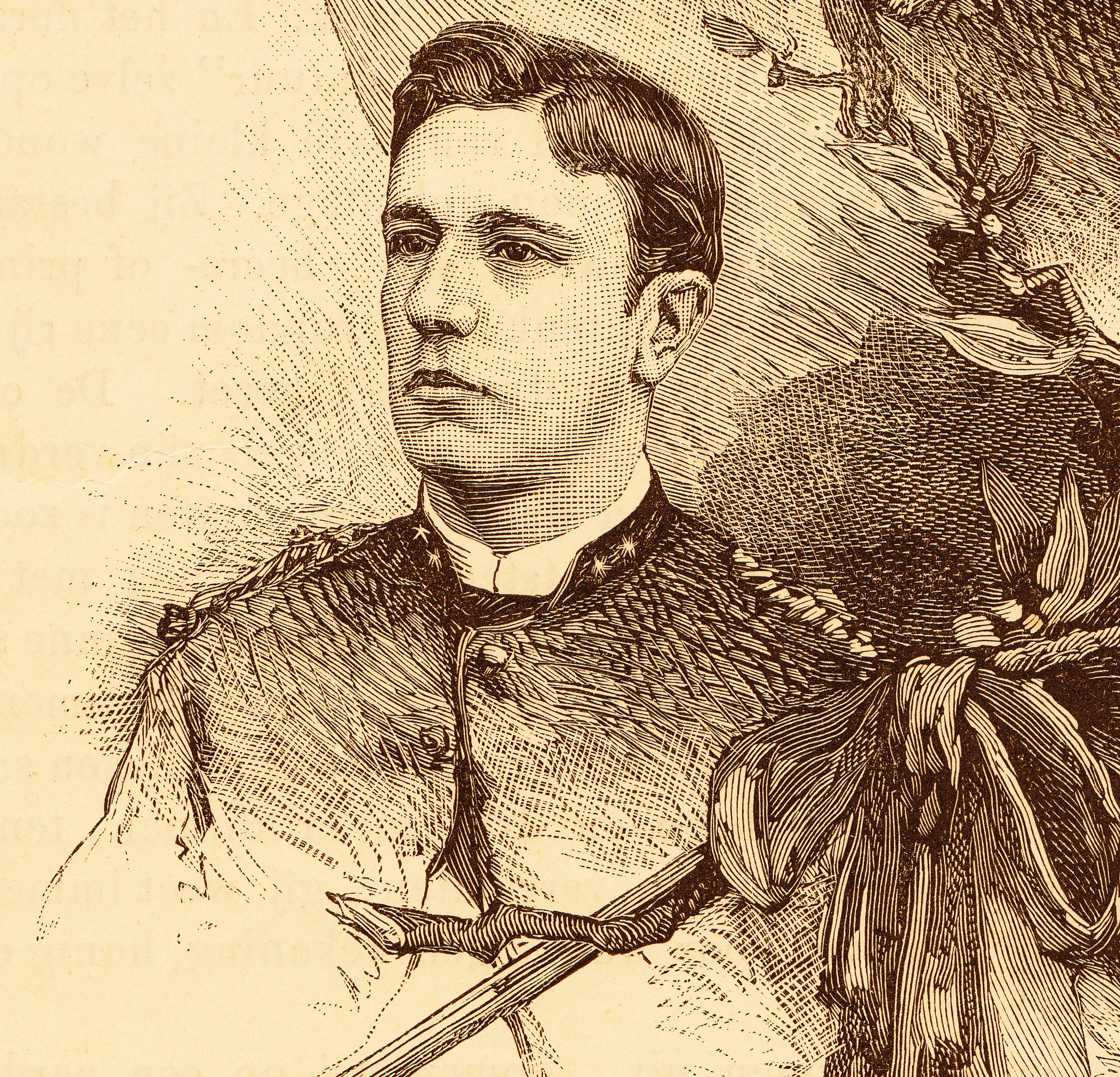
Eerste luitenant der infanterie Jacobus Johannes Adrianus Gaade
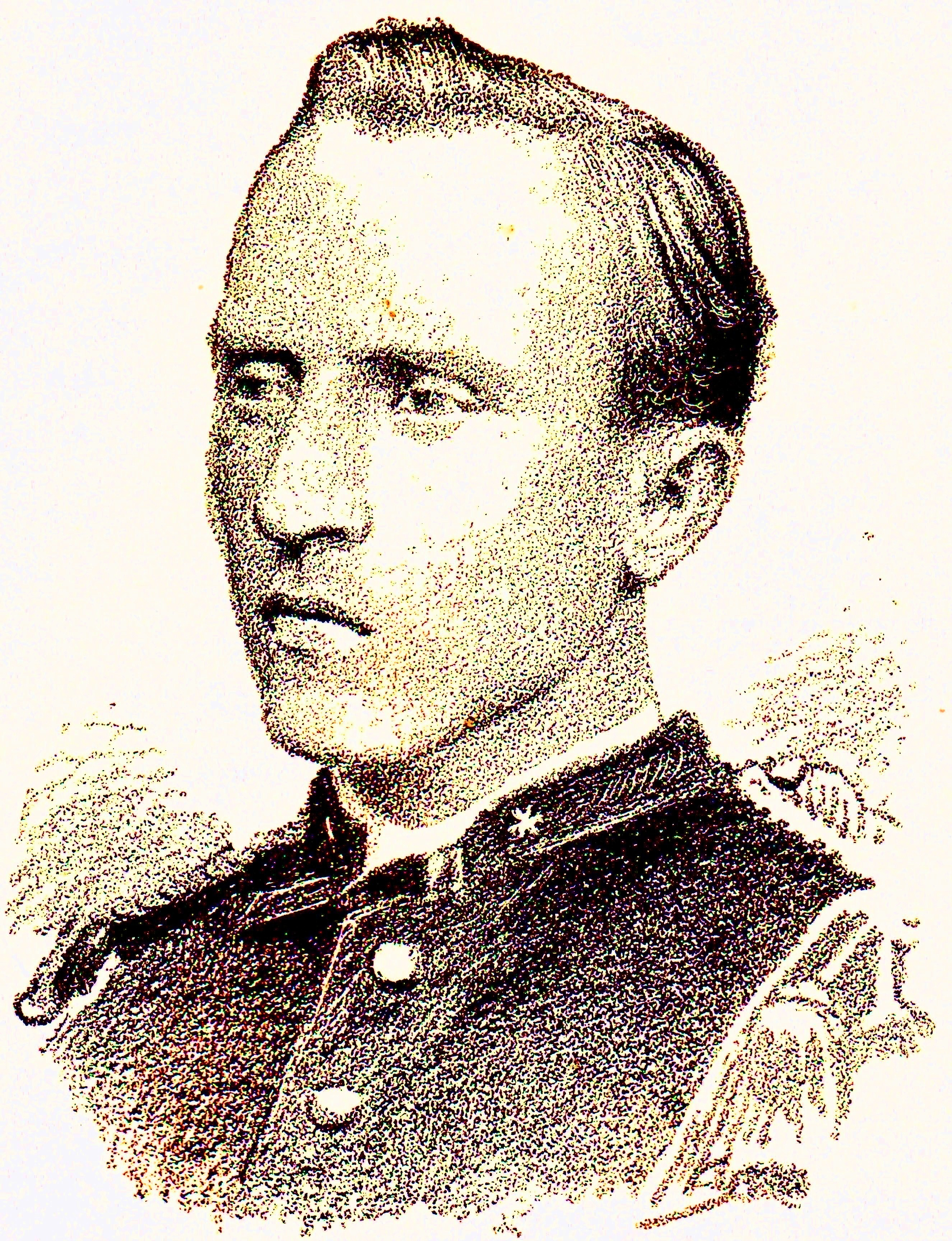
Tweede luitenant der infanterie George Heinrich Adolph Joseph Gandenberger
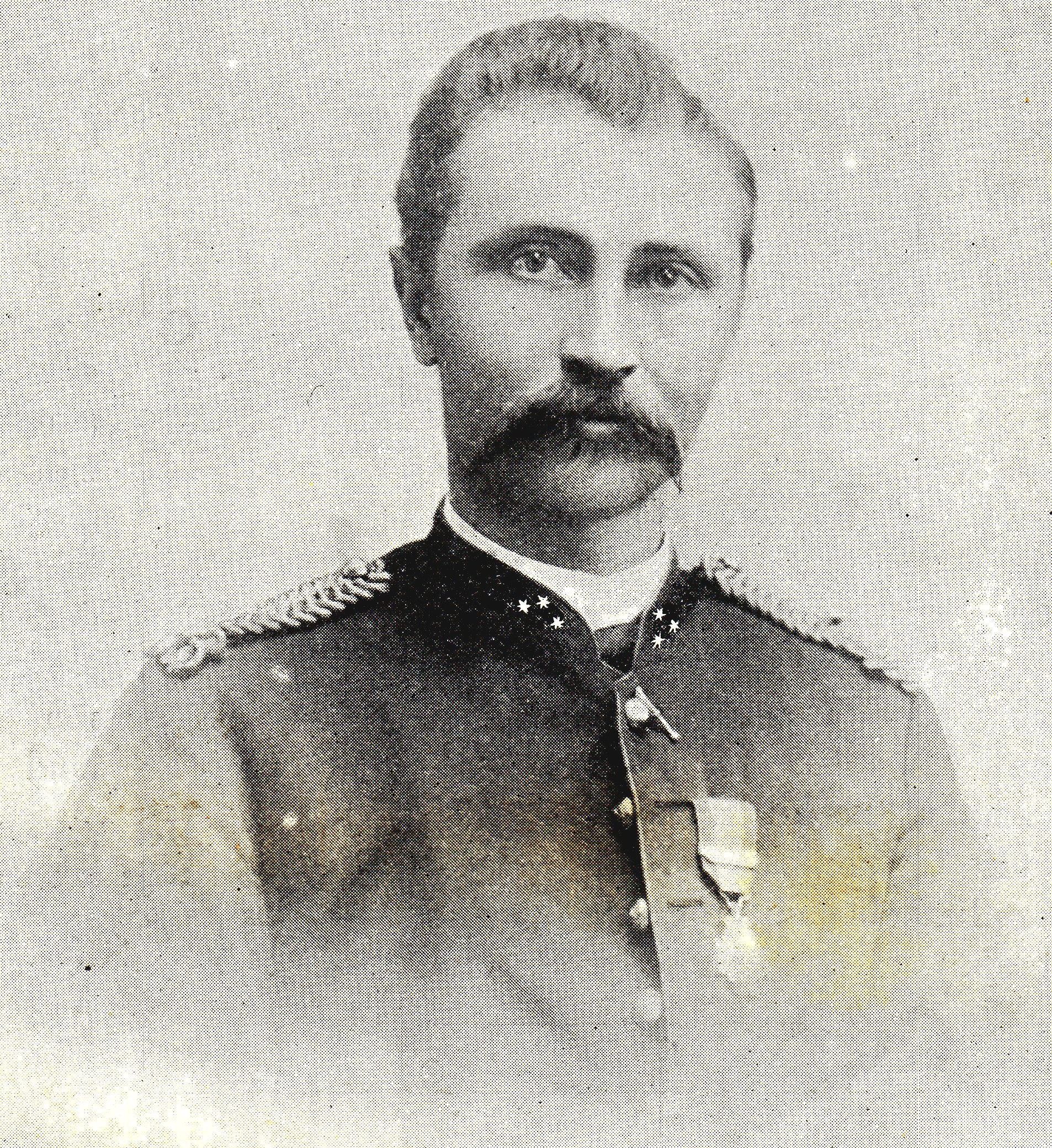
Kapitein der infanterie E.P.A. Geluk
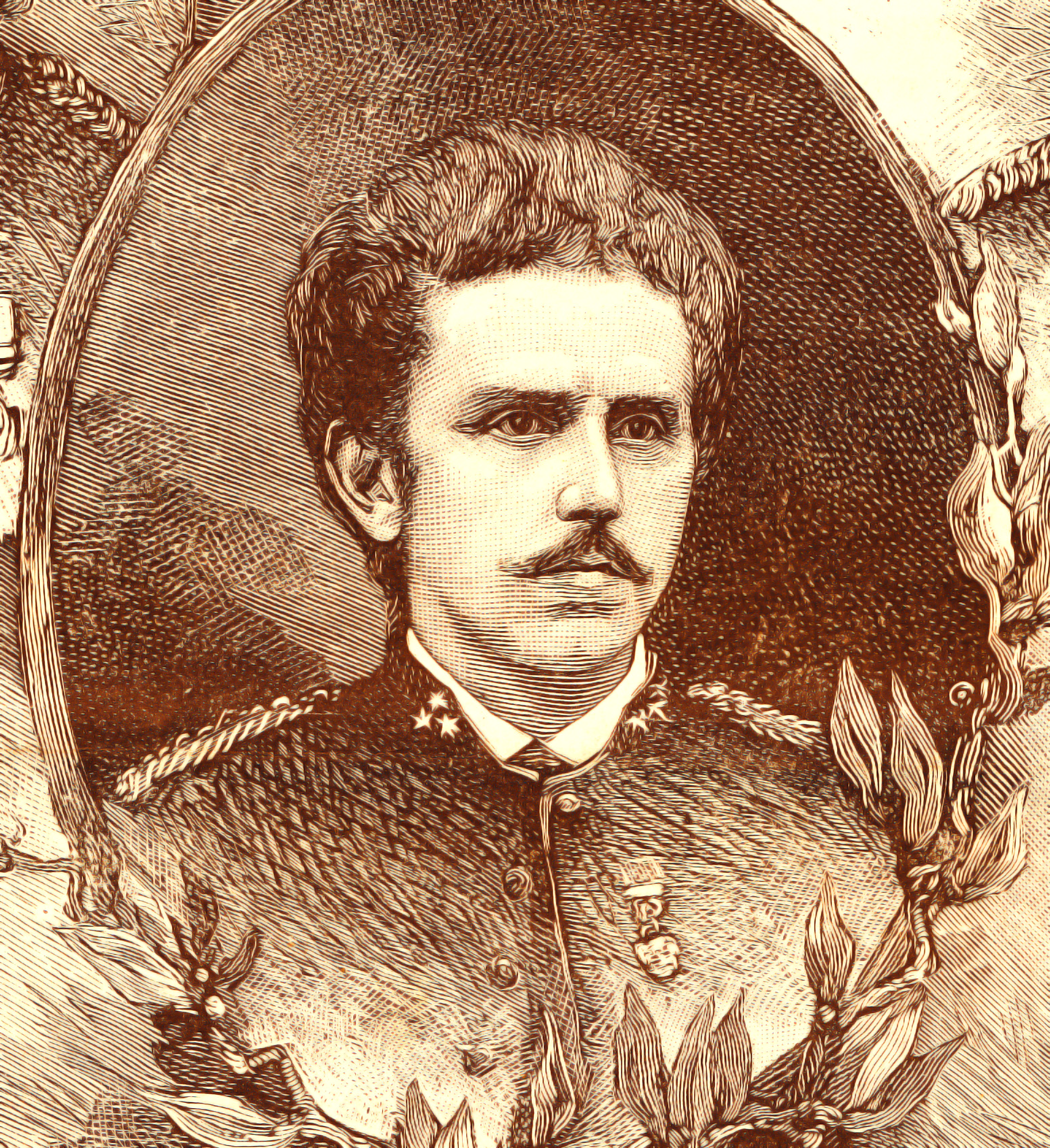
Kapitein der infanterie Willem Theodore Nicolaas von Geusau
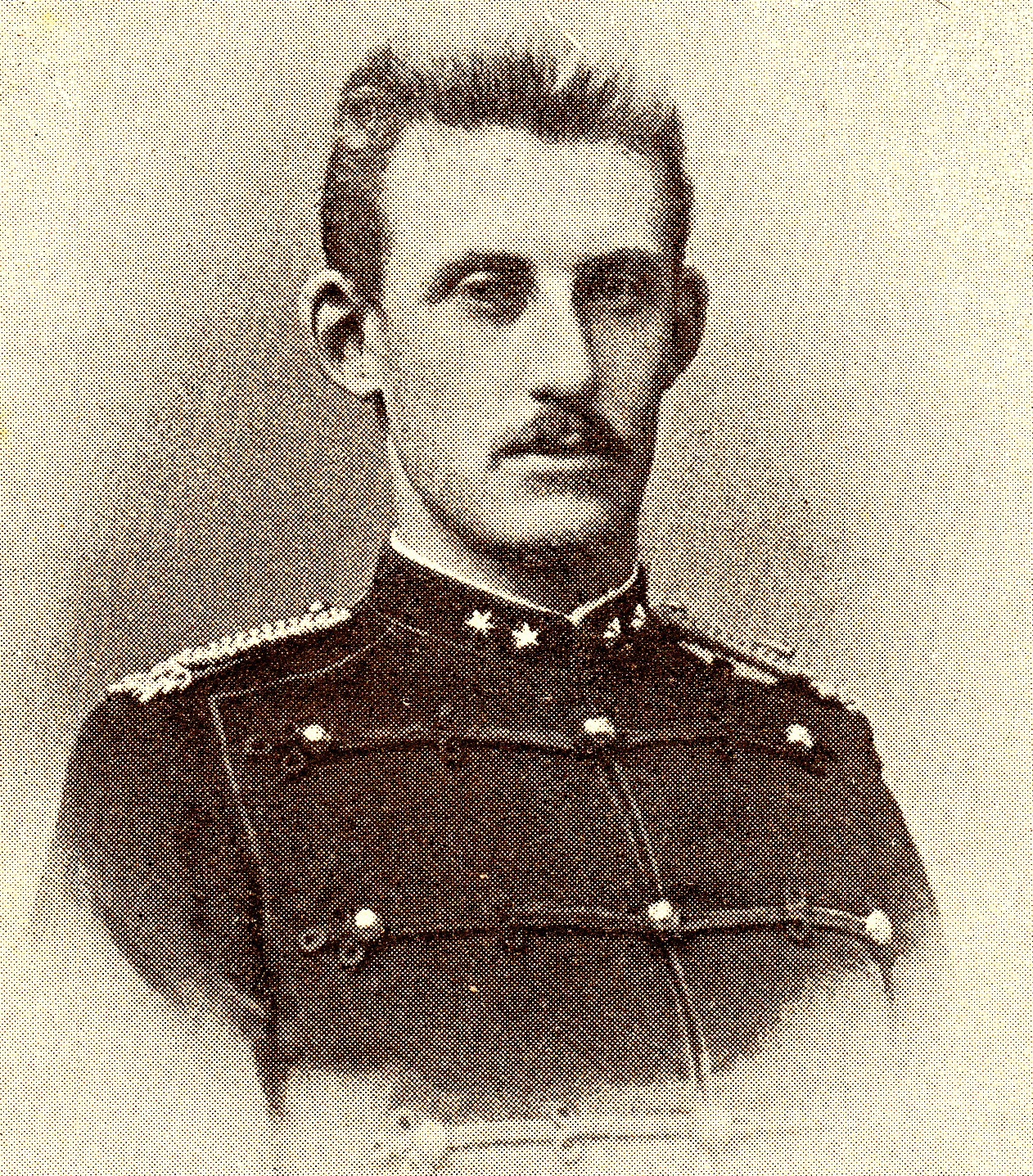
Eerste luitenant der infanterie Johannes Goldenberg
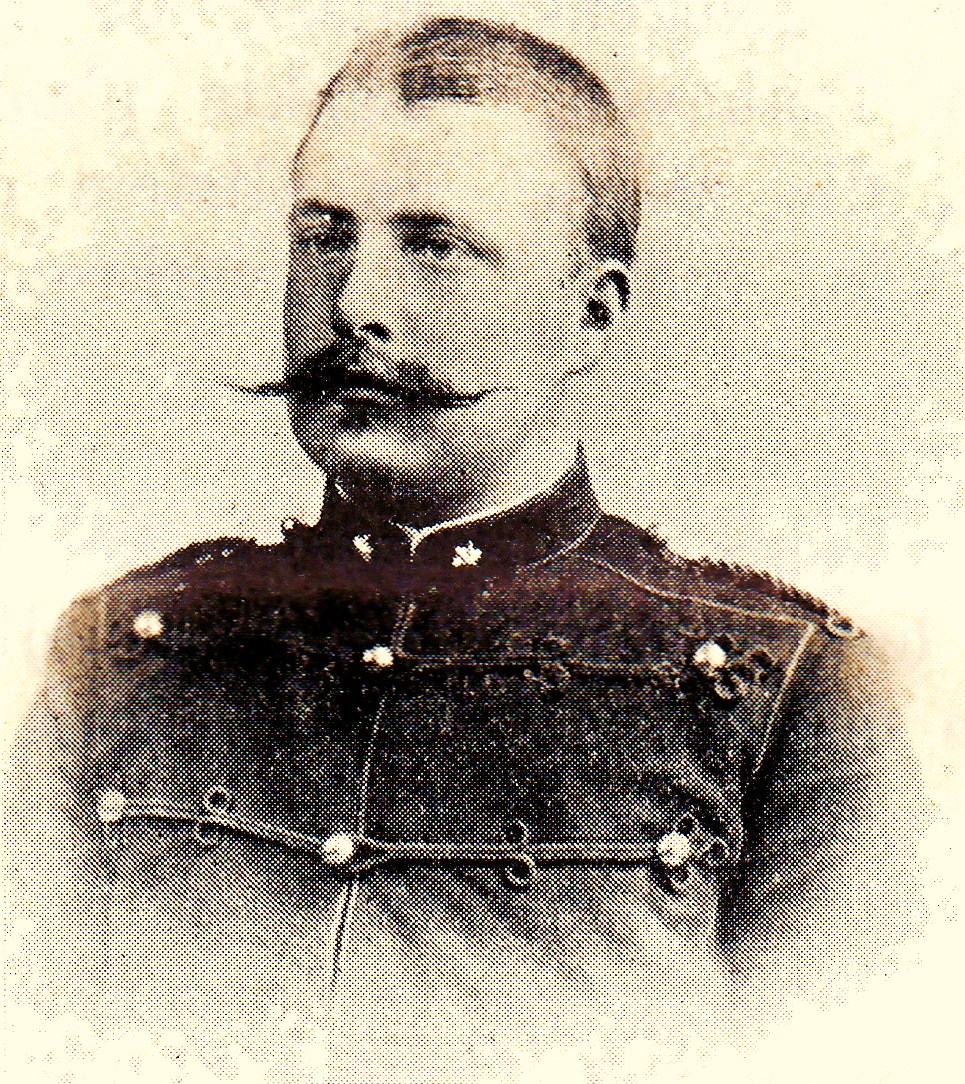
Eerste luitenant der infanterie Joannes van Greuningen

## H
- P.C. Haalmeyer, eerste luitenant der infanterie (19 mei 1902), gesneuveld door een klewanghouw over schedel en borst tijdens de terugtocht uit Meulaboh
- N. Hageman, eerste luitenant der genie (26 juli 1889), gesneuveld bij het gevecht te Kota Pohama tijdens de Atjehoorlog (1883-1892)
- A.J. Haga, kapitein der infanterie (1933), gesneuveld te Lhong
- P. Haout, tweede luitenant der infanterie (19 juni 1878), gesneuveld bij Blang Pria tijdens de Atjeh-oorlog (periode 1877-1881)
- D. Hauft, tweede luitenant der infanterie (1878), gesneuveld tijdens de Atjeh-oorlog (periode 1877-1881)
- G.C.J. Hemmes, tweede luitenant der infanterie (19 maart 1874), overleden aan een voor de vijand op 6 februari verkregen wond te Padang tijdens de tweede expeditie naar Atjeh
- H. van Hennekeler, eerste luitenant van het Nederlandse leger, gedetacheerd (7 januari 1897), gesneuveld te Lehong tijdens de Atjeh-oorlog (periode 1896-1901)
- A.H. van de Hoeve, kapitein der infanterie (1903)
- P.C.G. Hissink, eerste luitenant der infanterie (17 december 1884), gesneuveld in kampong Rahad tijdens de Atjehoorlog 1883-1892
- J.W.C.C. Hoijnck van Papendrecht, kapitein der infanterie (3 mei 1876), gesneuveld tijdens een nachtelijke overvalling te Lampagger tijdens de Atjeh-oorlog (periode 1876-1877)
- P.C.M.A. Hoolboom (2 oktober 1892), gesneuveld nabij Kaloet tijdens de Atjehoorlog (1892-1896)
- A.J. Hoven, tweede luitenant der infanterie (22 juni 1877), overleden te Blang Ni aan die dag opgelopen verwondingen voor de vijand tijdens de Atjeh-oorlog (periode 1876-1877)

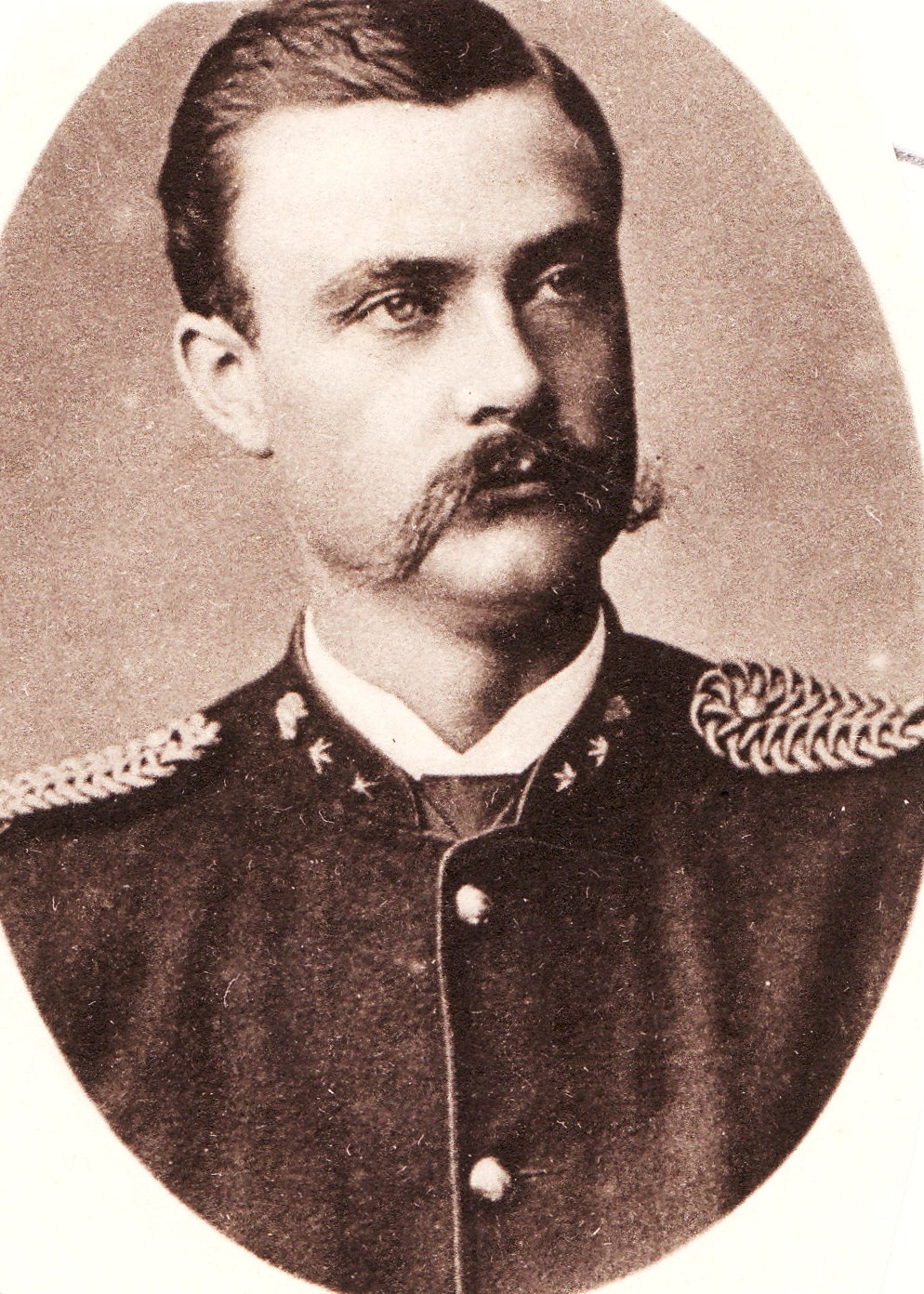
Eerste luitenant der infanterie Nicolaas Hageman
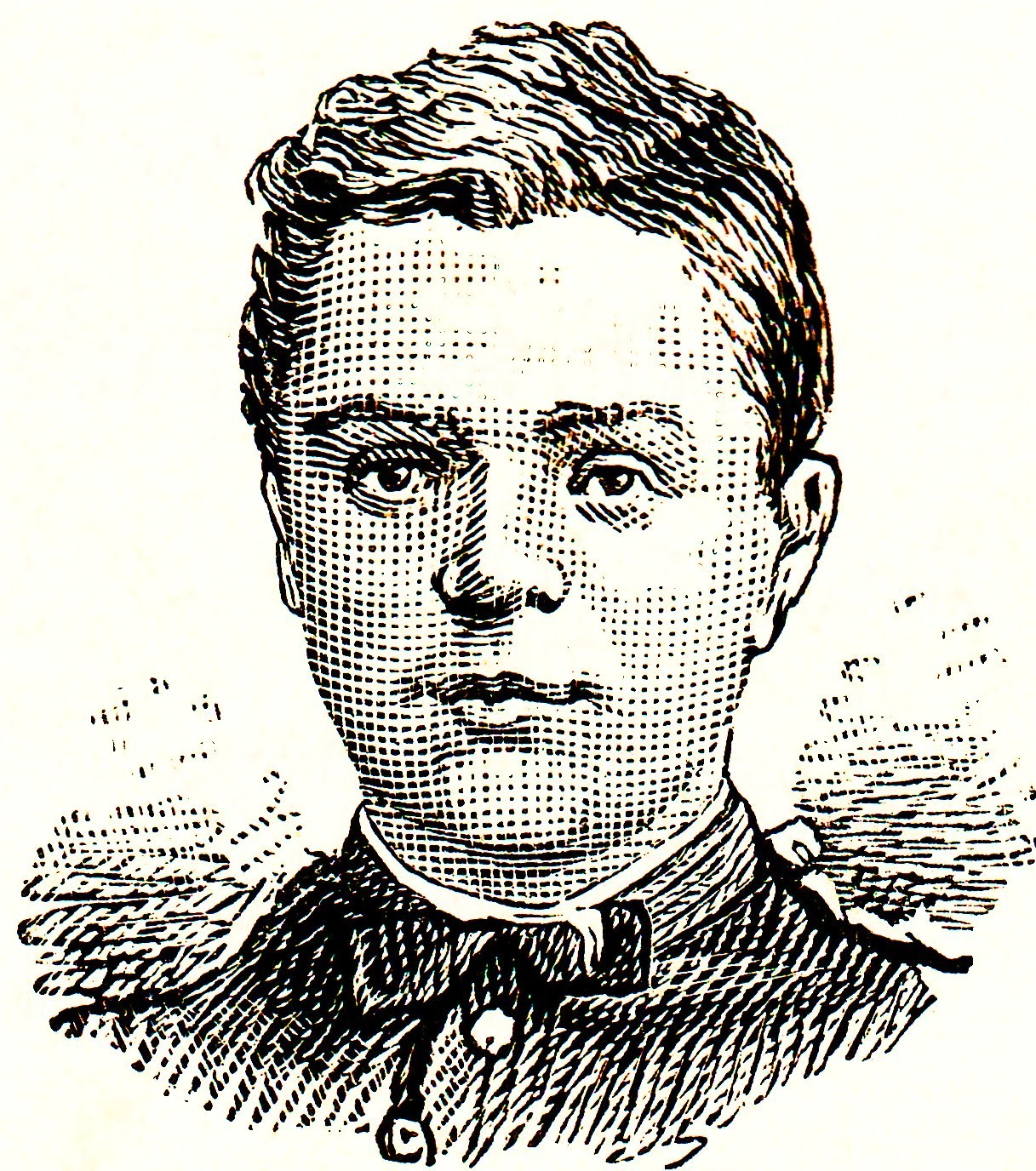
Tweede luitenant der infanterie P. Haout (1851-1878)
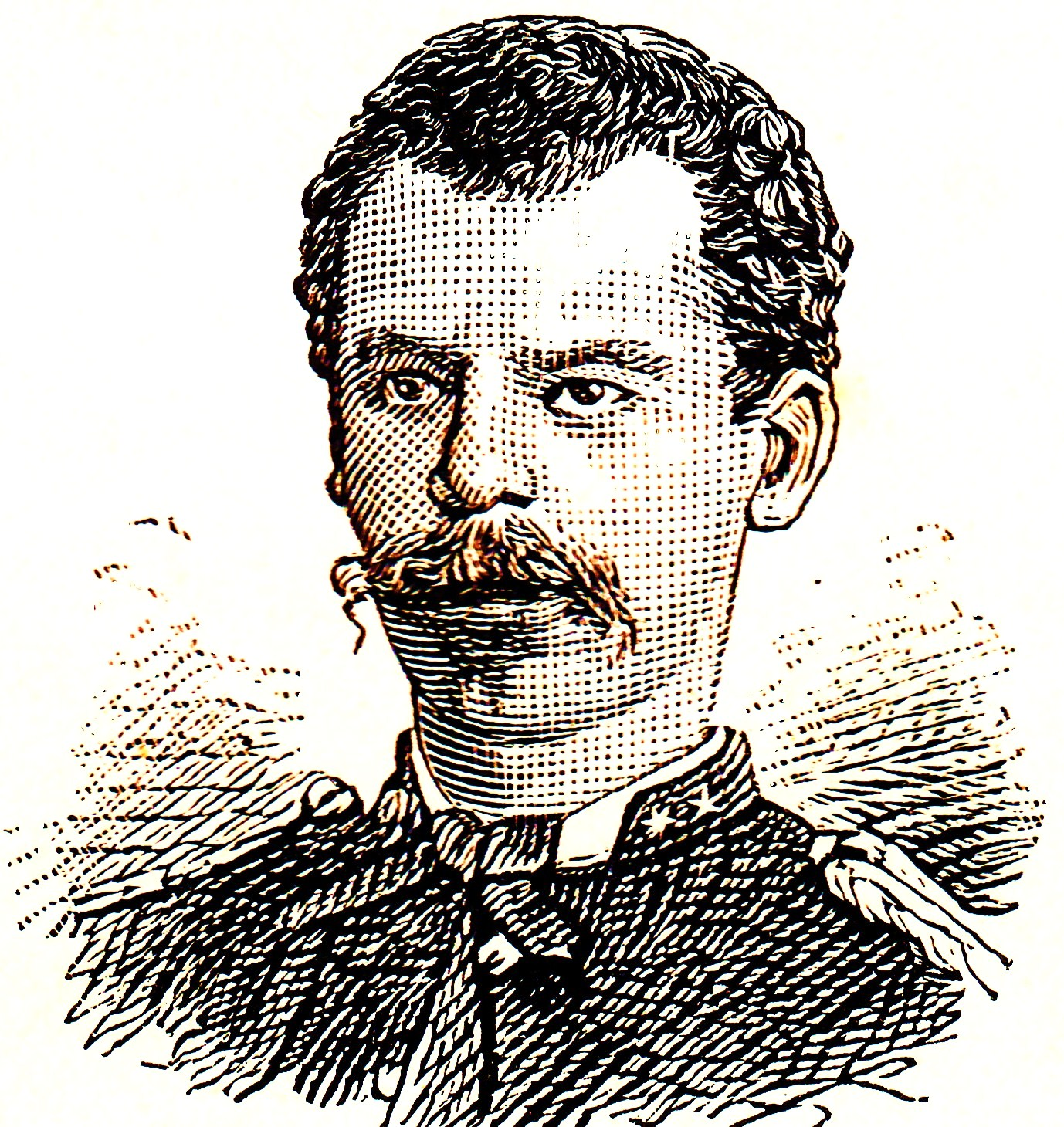
Eerste luitenant der infanterie P.C.G. Hissink (1854-1884)
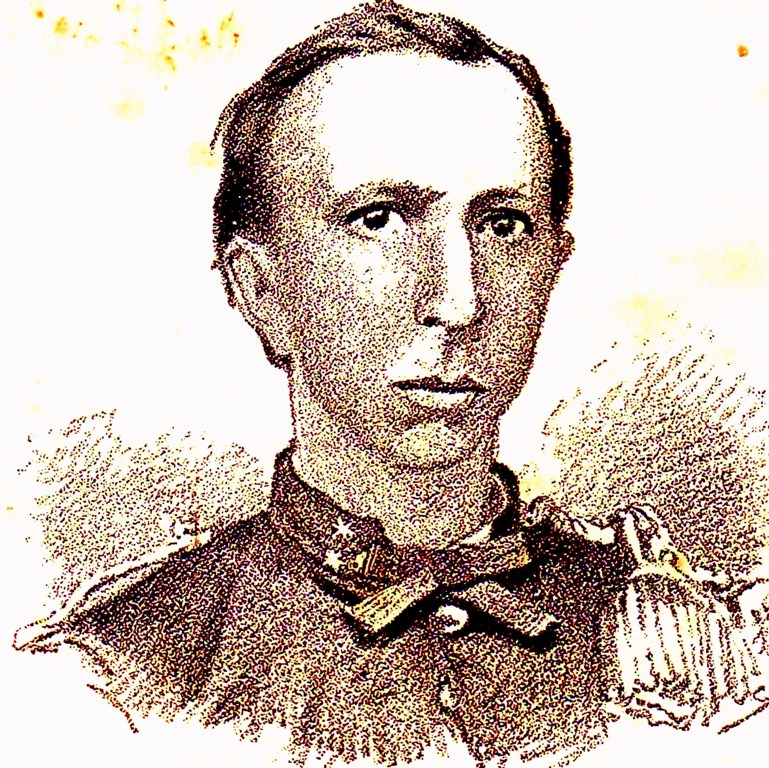
Kapitein der infanterie J.J.W.C. Hoynck van Papendrecht
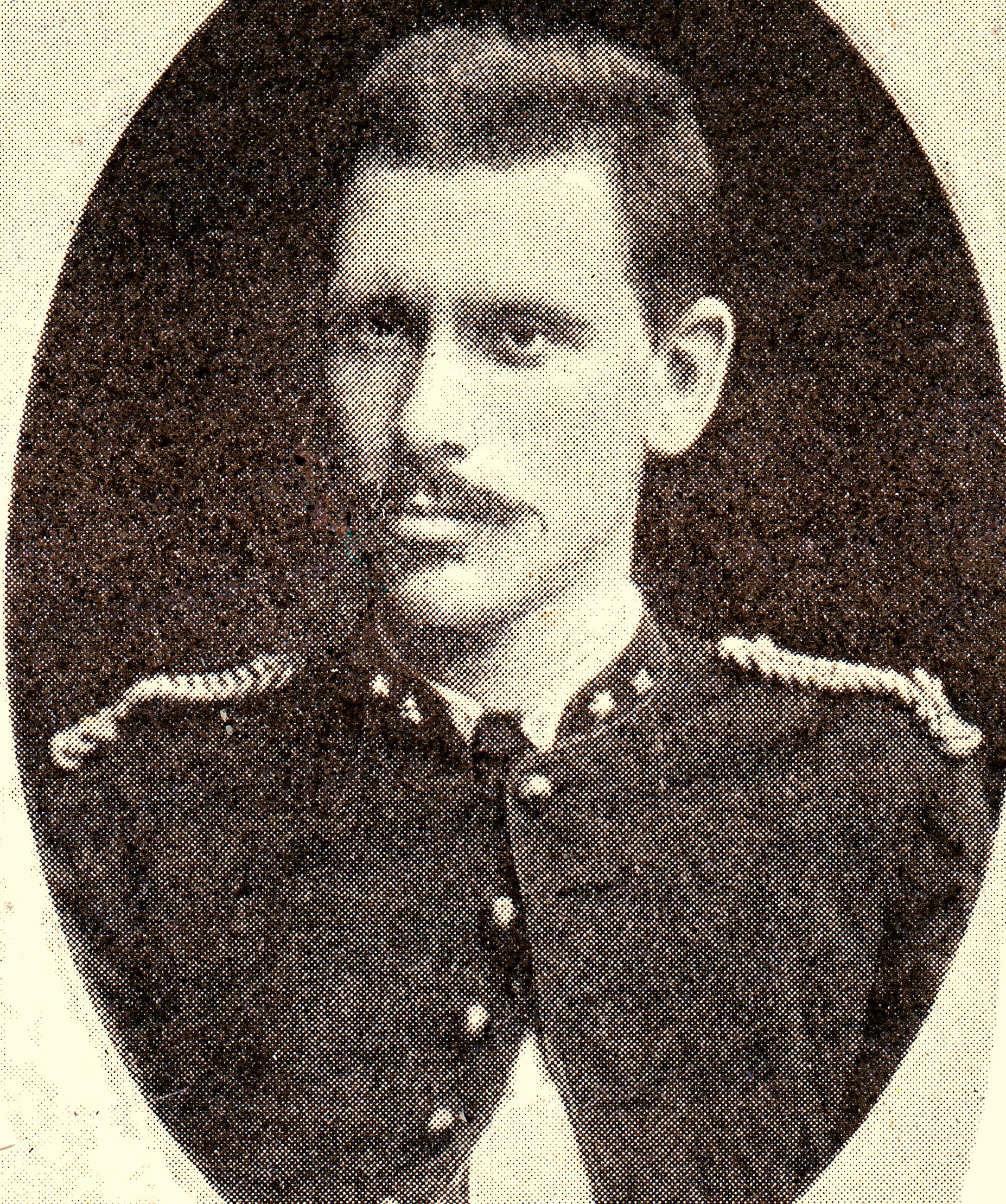
Eerste luitenant der infanterie P.C.M.A. Hoolboom (1853-1892)

## J
- H. Jacobs, kapitein der infanterie (1896), gesneuveld bij de aanval op Gliëng in mei 1897 tijdens de Atjeh-oorlog (periode 1896-1901)
- Jan Jacob Karel de Moulin (1896), na een verblijf van vier dagen overleed hij plotseling te Kota Radja.
- H.J. Jonker, kapitein der infanterie (11 augustus 1877), gesneuveld te Samalanga tijdens de Atjeh-oorlog (periode 1877-1881)

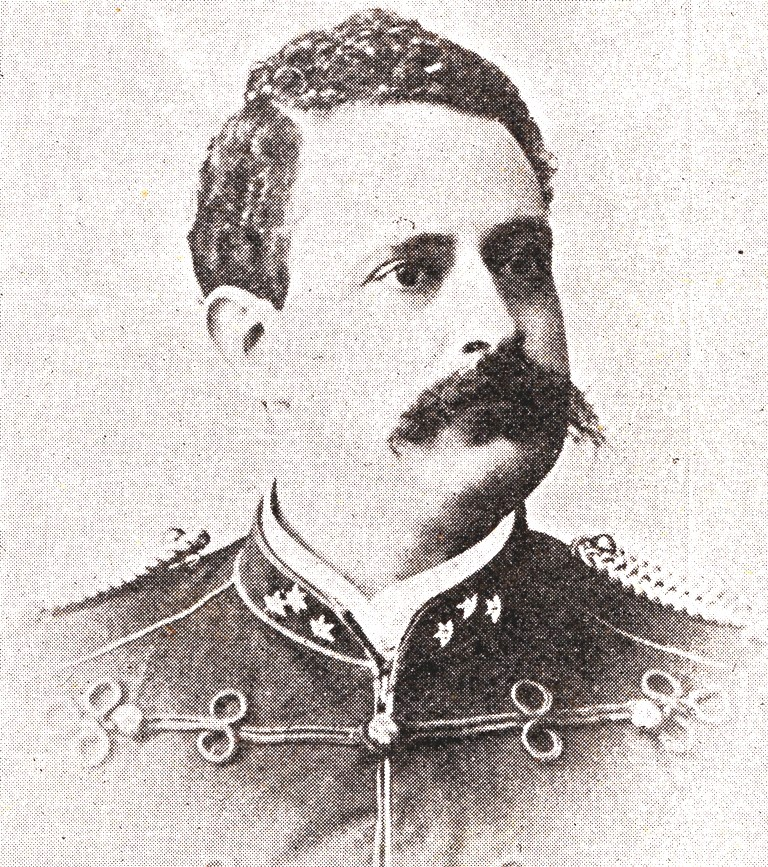
Kapitein der infanterie H. Jacobs
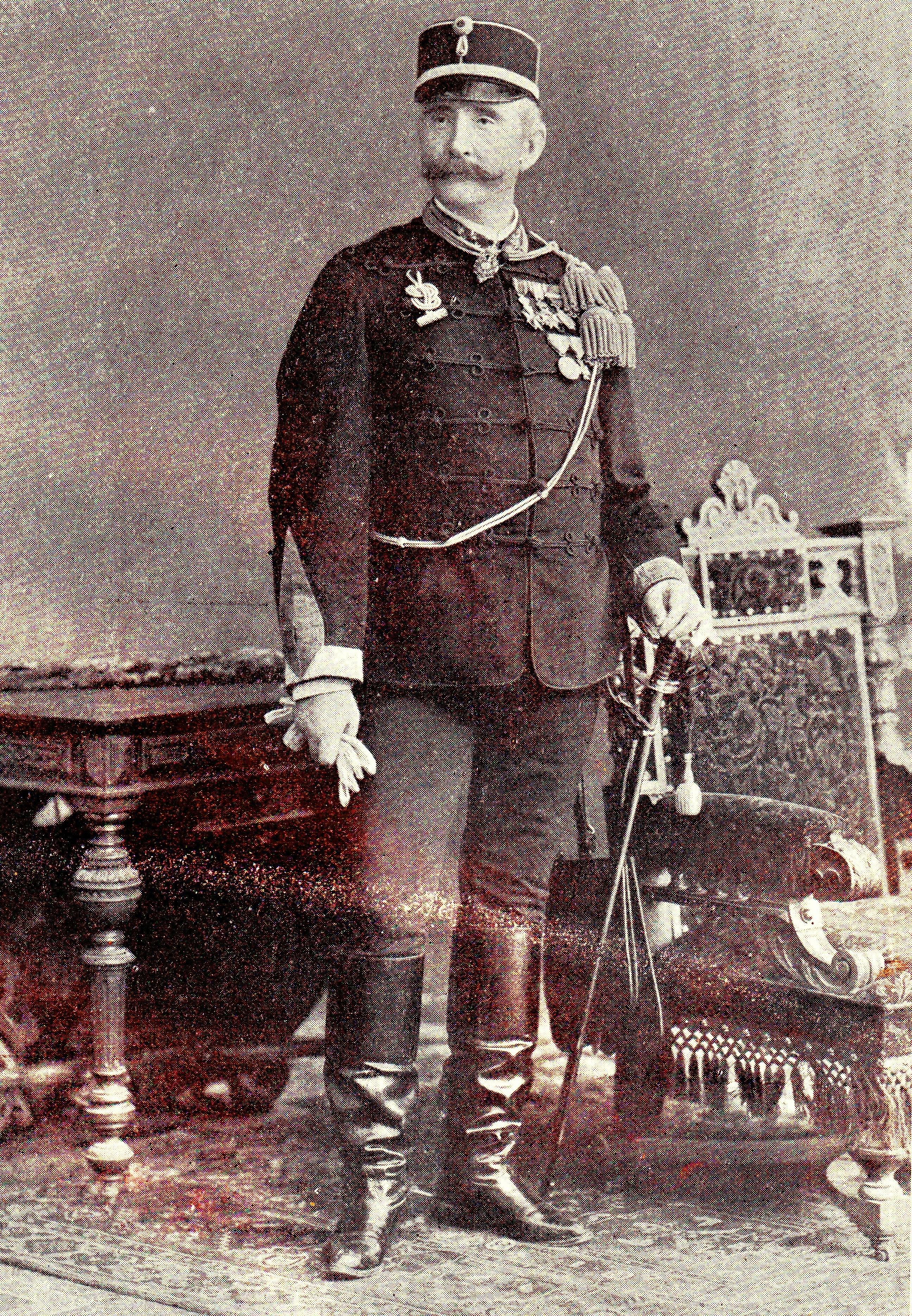
Jan Jacob Karel de Moulin

## K
- A.H. Kalis, eerste luitenant der infanterie (19 juni 1878), gesneuveld te Gedoeng tijdens de Atjeh-oorlog (periode 1877-1881)
- H. van Kenekeler, eerste luitenant der infanterie (1897), overleden tijdens de Atjeh-oorlog (periode 1896-1901)
- E.L. Kerrebijn, tweede luitenant der infanterie (1 januari 1885), gesneuveld te Anak Bate tijdens de Atjehoorlog 1883-1892
- A.I.P.H. Kessler, kapitein der infanterie (1900), overleden tijdens de Atjeh-oorlog (periode 1896-1901)
- H.O.W.L. Kramer, kapitein der infanterie (1896), gesneuveld tijdens de Atjeh-oorlog (periode 1896-1901)
- J.H.R. Köhler, generaal-majoor (14 april 1873), opperbevelhebber van de eerste expeditie naar Atjeh en gesneuveld aldaar op 14 april 1873
- P.R.D. de Kok, eerste luitenant der infanterie (21-22 februari 1902); in de nacht van 21 op 22 november 1902 met een groep militairen omgekomen op de Piada-rivier (Noordkust Atjeh); de prauw kwam onder vijandelijk vuur en kantelde, waarbij de inzittenden verdronken
- W. van Kregten, eerste luitenant der infanterie (?), gesneuveld als civiel bestuurder van Tjalang en aldaar gedood
- C.G.A. Krohne, eerste luitenant der infanterie (1896), gesneuveld tijdens de Atjeh-oorlog (periode 1896-1901)
- H.D.W.L. Kroner, kapitein der infanterie (1896), gesneuveld tijdens de Atjeh-oorlog (periode 1896-1901)
- J.A. van der Kruk, kapitein der artillerie (5 februari 1876), overleden te Lampenehen aan een op 4 februari voor de vijand verkregen wond tijdens de Atjeh-oorlog onder generaal Pel
- H. Kuijper, eerste luitenant der artillerie (24 april 1874), overleden aan de gevolgen van een op 15 februari verkregen wond in het hospitaal van Oenarang (uiteindelijk aan dysenterie) tijdens de tweede expeditie naar Atjeh

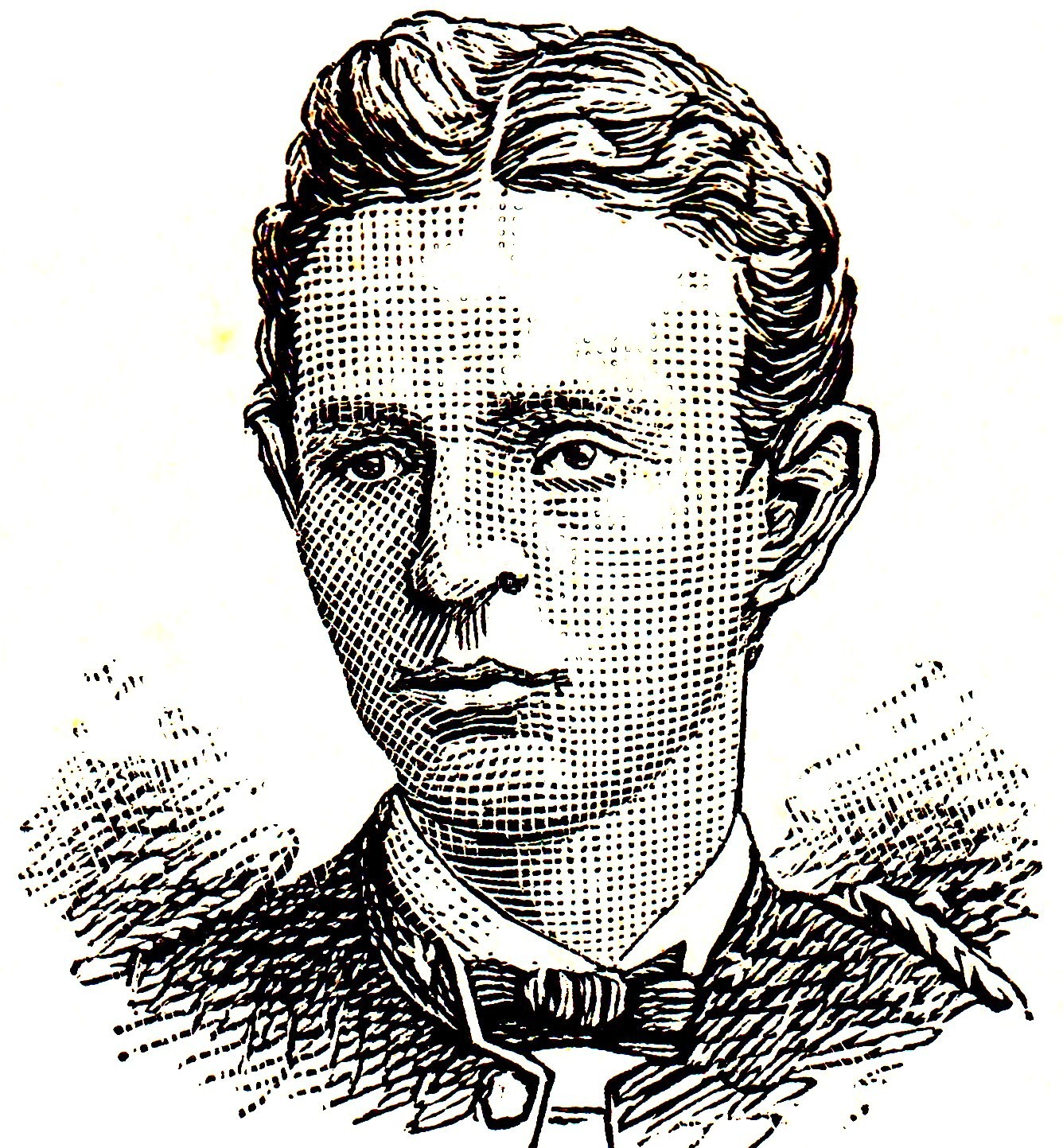
Tweede luitenant der infanterie Emile Leonard Kerrebijn (1861-1885)
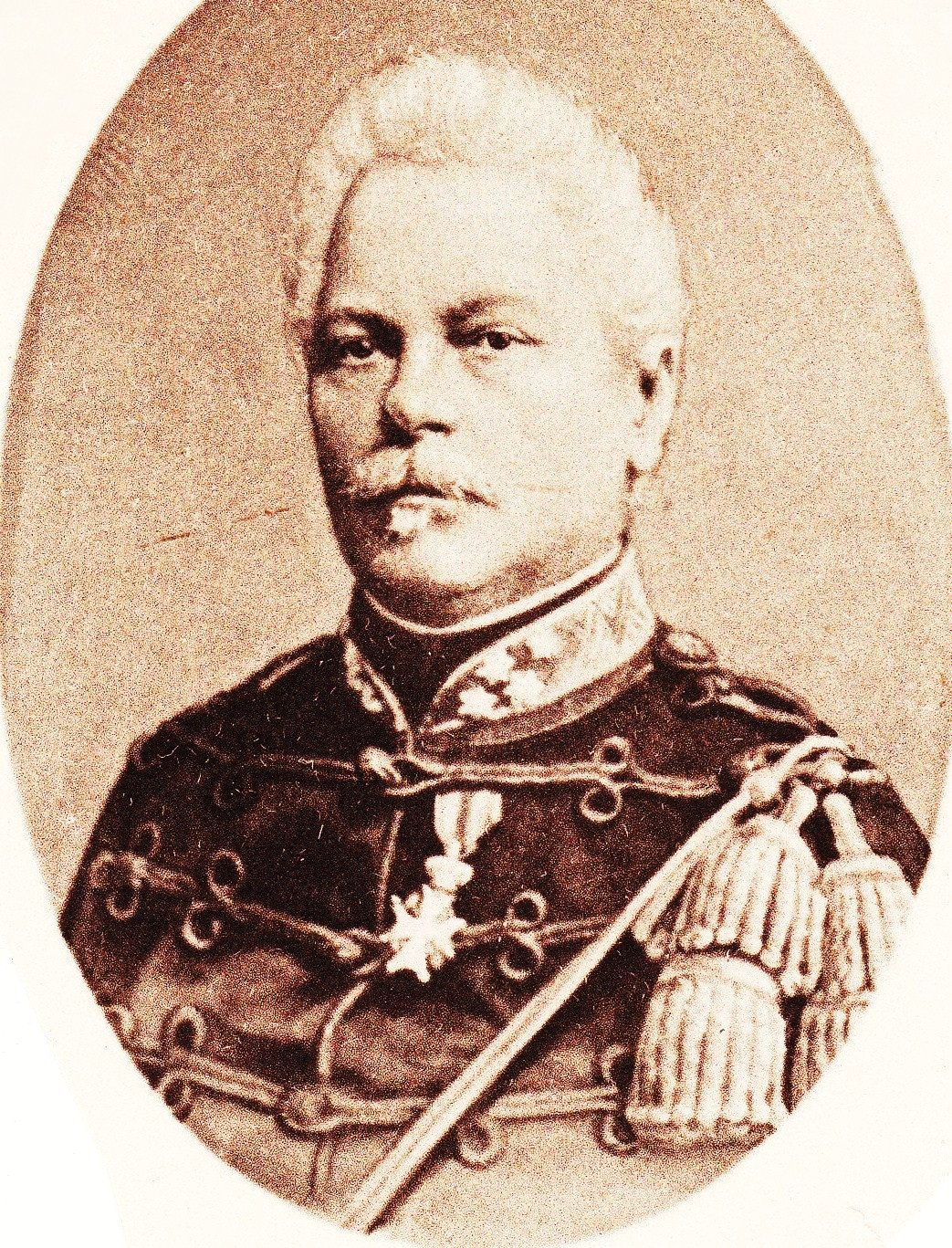
generaal Johan Harmen Rudolf Köhler
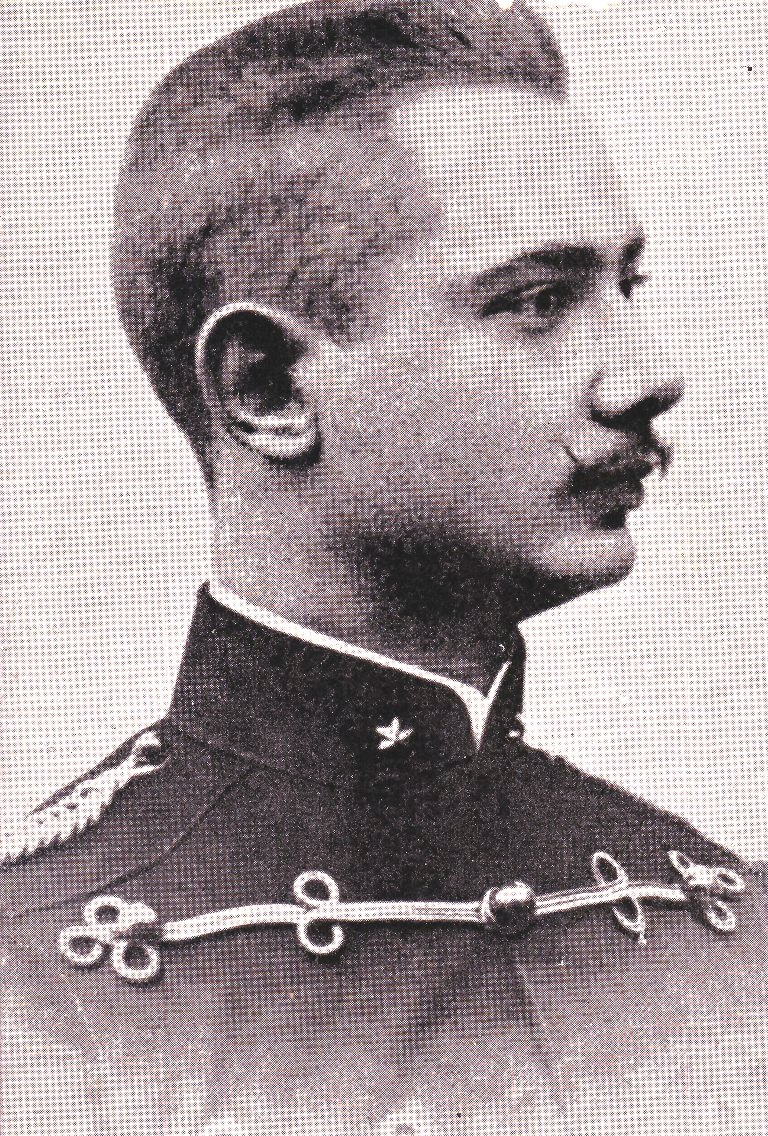
Eerste luitenant der infanterie Pieter Rudolph David de Kok (1877-1902)
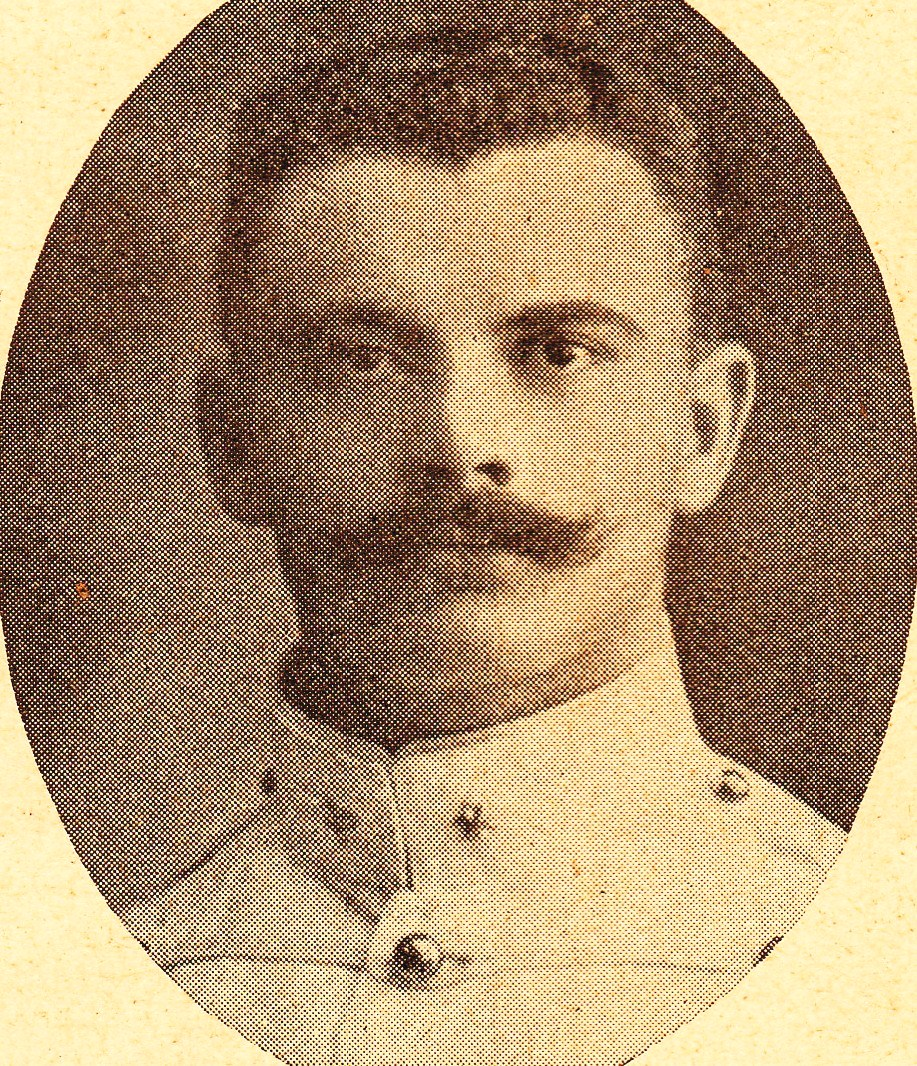
Eerste luitenant der infanterie W. van Kregten
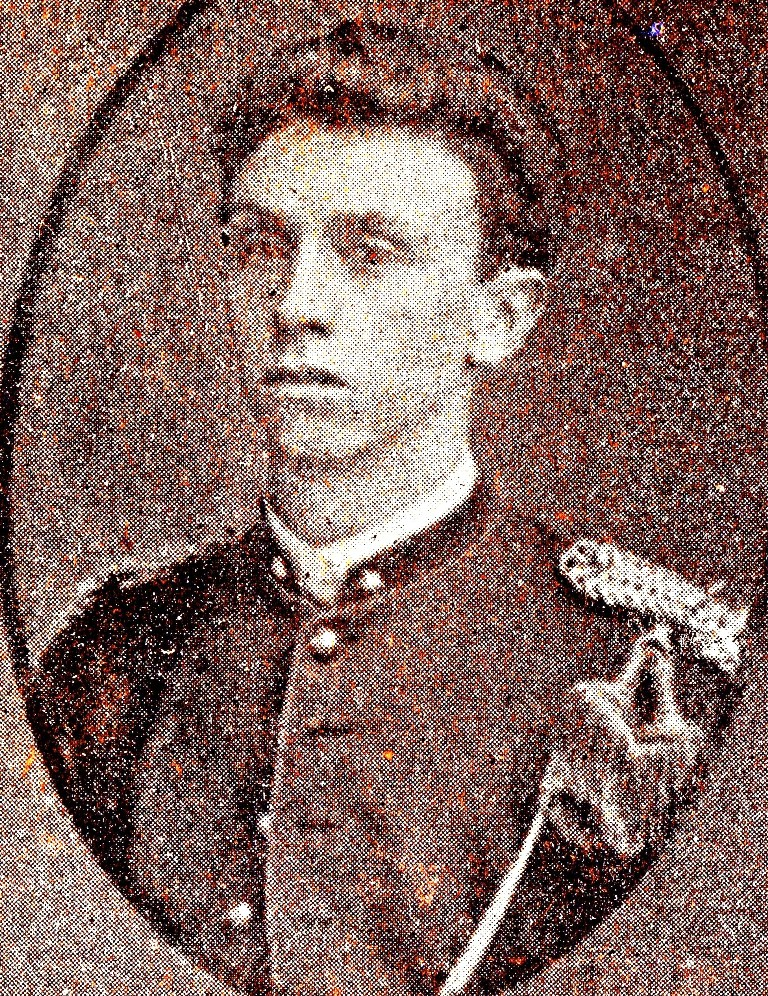
Kapitein der infanterie Herman Oscar Wilhelm Ludwig Kramer
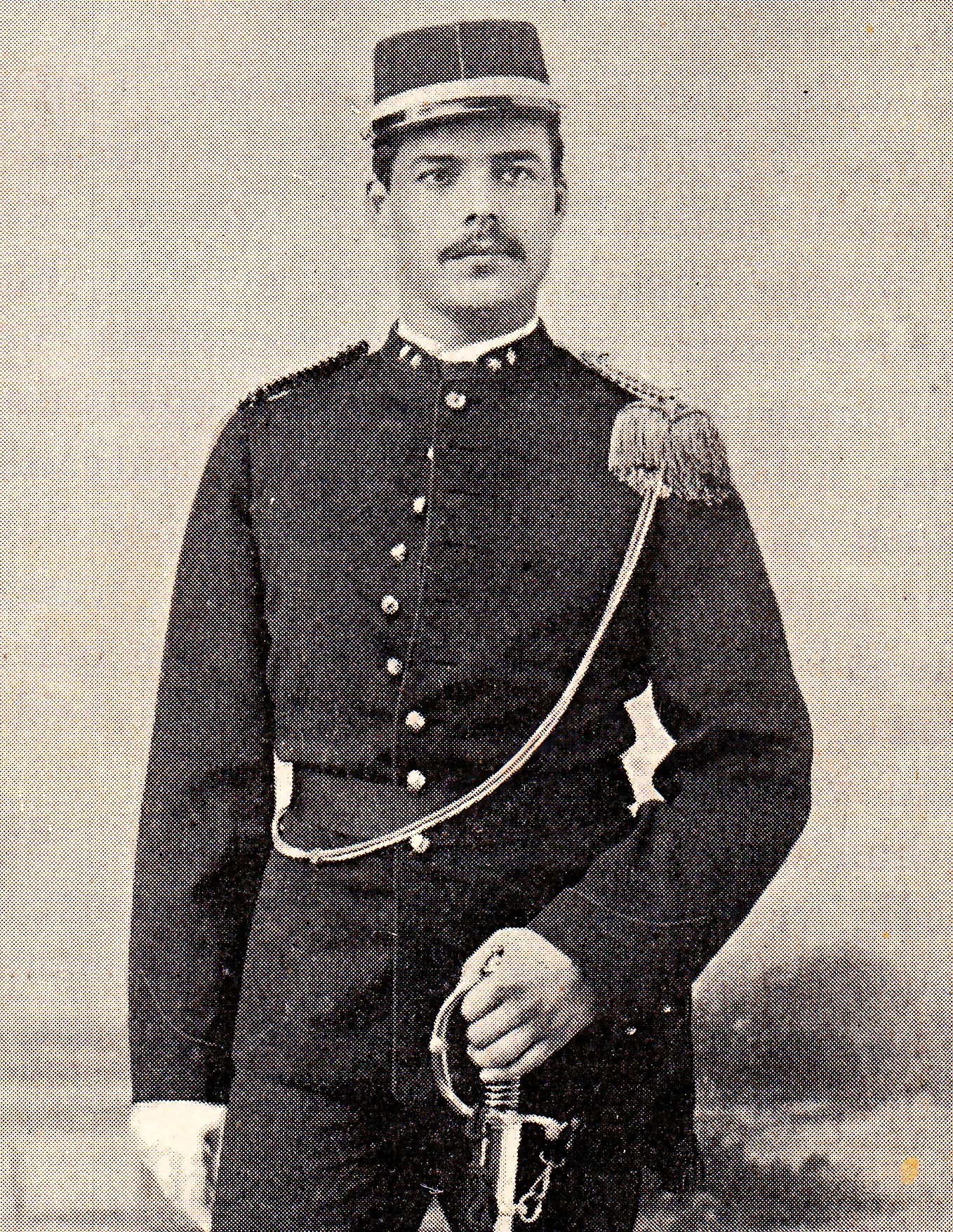
Eerste luitenant der infanterie Carl George August Krohne

## L
- L.V. Ledeboer, tweede luitenant der infanterie (10 augustus 1903), op verraderlijke wijze gedood tijdens het doorzoeken van woningen in het door de Nederlandse troepen de dag tevoren genomen Poelau Tengah in Korintji
- C. van Leeuwen, eerste luitenant der infanterie (29 januari 1874), overleden aan een op die dag verkregen wond in de veldambulance te Penajoeng tijdens de tweede expeditie naar Atjeh
- R. Lodewijk, tweede luitenant der infanterie (1874), overleden tijdens de tweede expeditie naar Atjeh
- J. Lojenga, kapitein der infanterie (11 augustus 1877), gesneuveld te Samalanga tijdens de Atjeh-oorlog (periode 1877-1881)

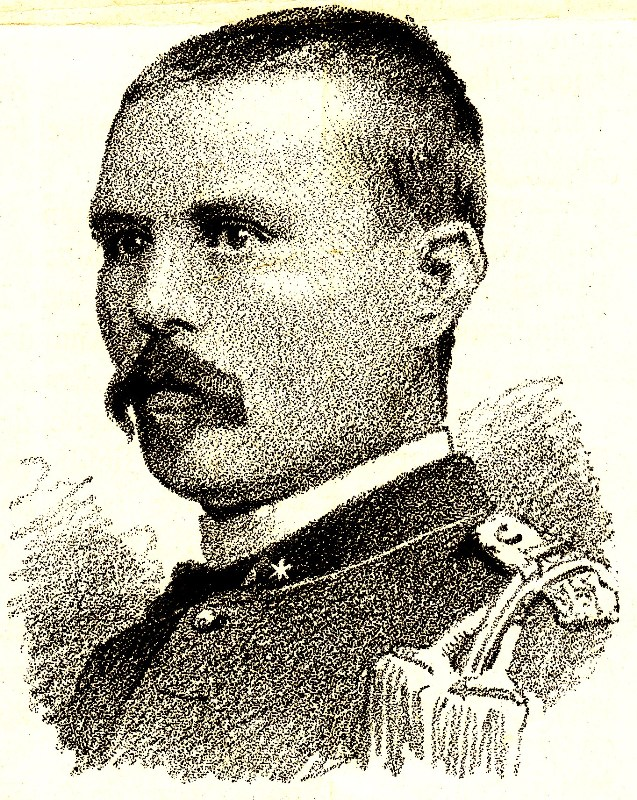
Tweede luitenant der infanterie R. Lodewijk
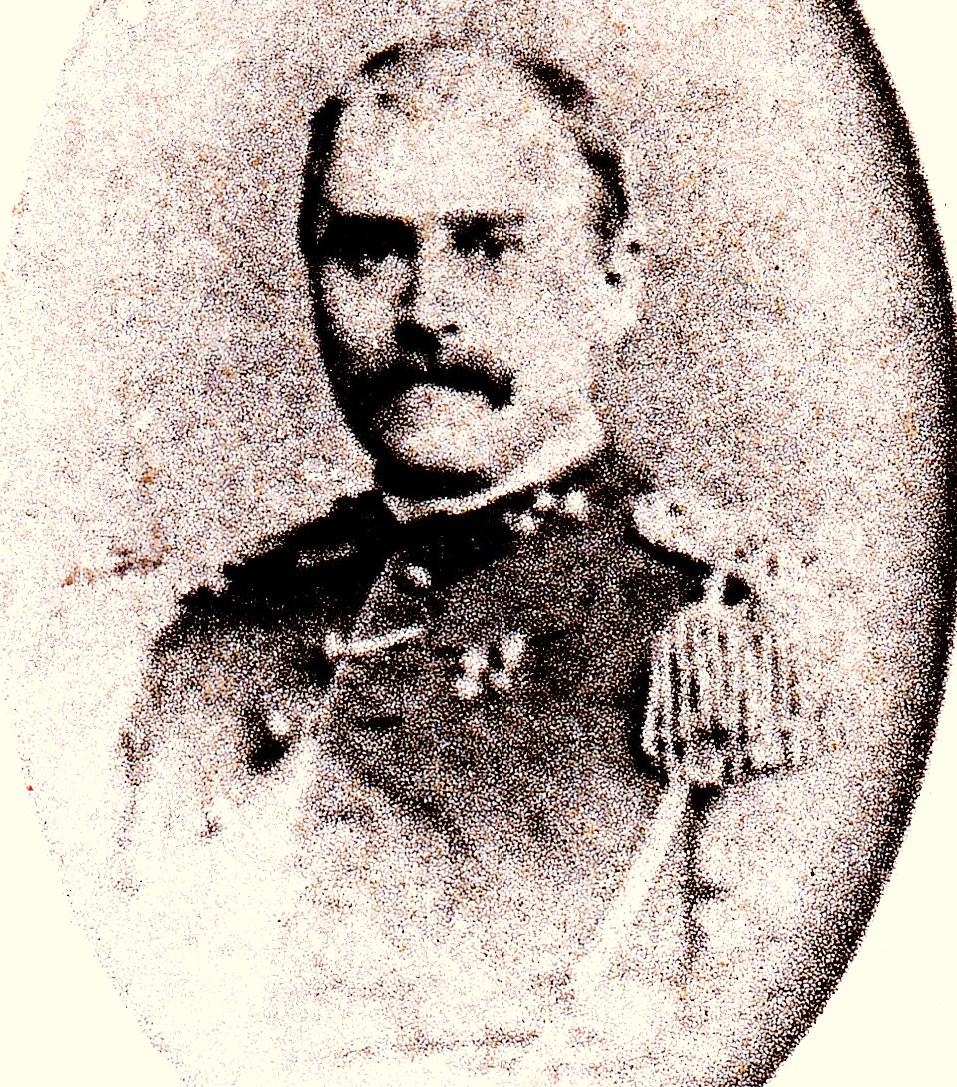
Kapitein der infanterie J. Lojenga

## M
- H.L. Maarschalk, eerste luitenant der infanterie (1896), gesneuveld bij Tjot Rang tijdens de Atjeh-oorlog (periode 1896-1901)
- Th.A. de Man, eerste luitenant der infanterie (29 juni 1878), gesneuveld in de kloof Glitaroem tijdens de Atjeh-oorlog (periode 1877-1881)
- L.W.F.J. Mann, eerste luitenant der genie (6 maart 1907), vermoord door Teungkoe Léjman bij station Beureunoeu
- W.L.E.V. von Massow, eerste luitenant der infanterie (9 juli 1874), overleden aan een op 28 juni voor de vijand verkregen wond te Kota Radja tijdens de Atjeh-oorlog onder generaal Pel
- P.E.F.A. von Mauntz, kapitein der infanterie (4 maart 1874), overleden aan de gevolgen van een op 6 februari tegenover de vijand verkregen wond; overleden te Paija Combo (Sumatra's Westkust) tijdens de tweede expeditie naar Atjeh
- F.J.W. Mekern, majoor der infanterie (1 januari 1876), te Kota Radja overleden aan een op 26 december 1875 voor de vijand verkregen wond tijdens de Atjeh-oorlog onder generaal Pel
- P.E.H. Michels, eerste luitenant (1900), overleden tijdens de Atjeh-oorlog (periode 1896-1901)
- W.A.M. Molenaar, eerste luitenant der infanterie (11 augustus 1926), postuum ridder in de Militaire Willems-Orde
- A.A. van Mourik, eerste luitenant der infanterie (8 september 1896), in het dal Lamteh-Lepong gevaarlijk gewond en niet lang daarna overleden tijdens de Atjeh-oorlog (periode 1896-1901)
- J. Muller, eerste luitenant-kwartiermeester (31 december 1874), gesneuveld tijdens de affaire rond Longbatta tijdens de Atjeh-oorlog onder generaal Pel

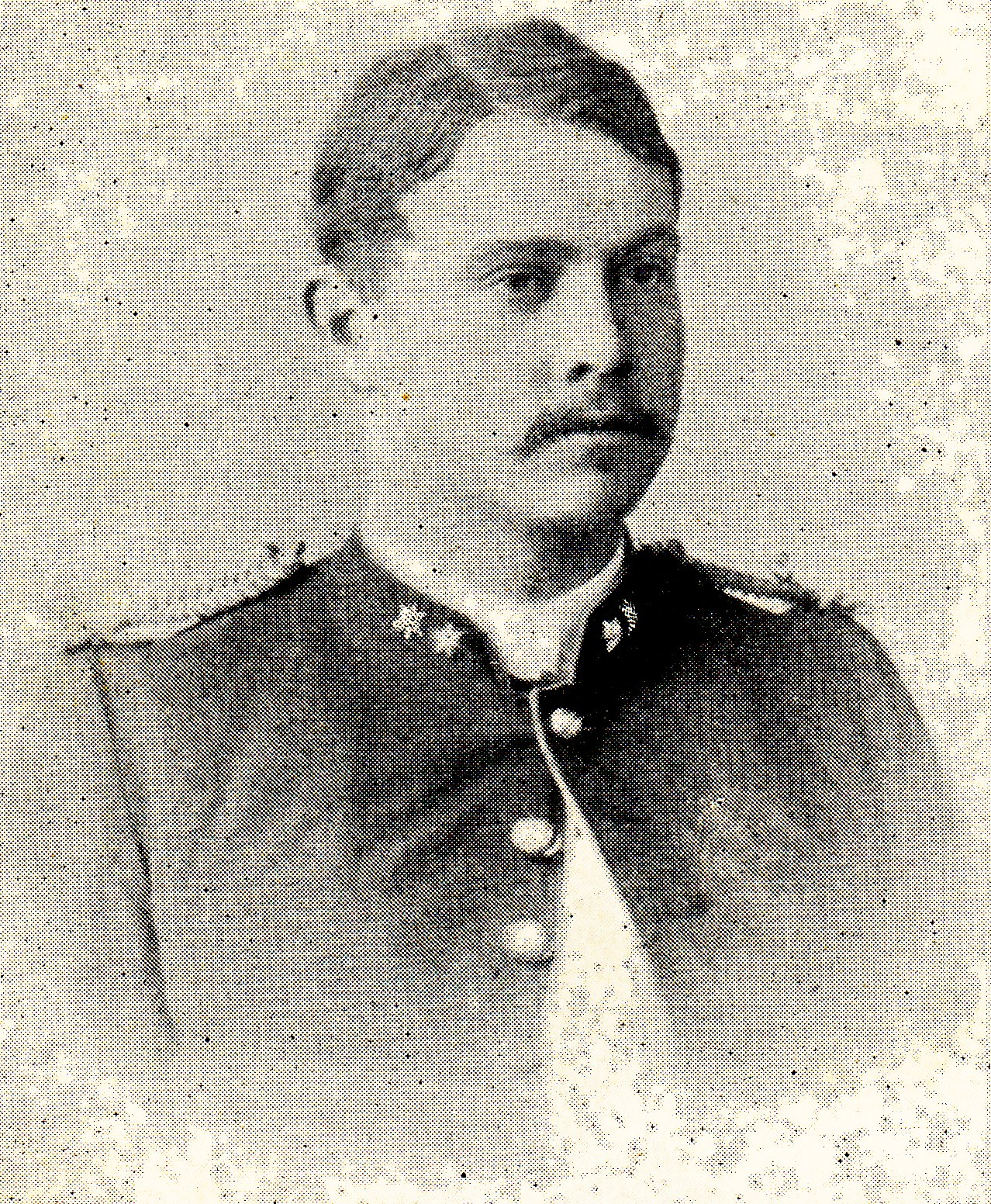
Eerste luitenant der infanterie Henricus Lucas Maarschalk (1867-1896)
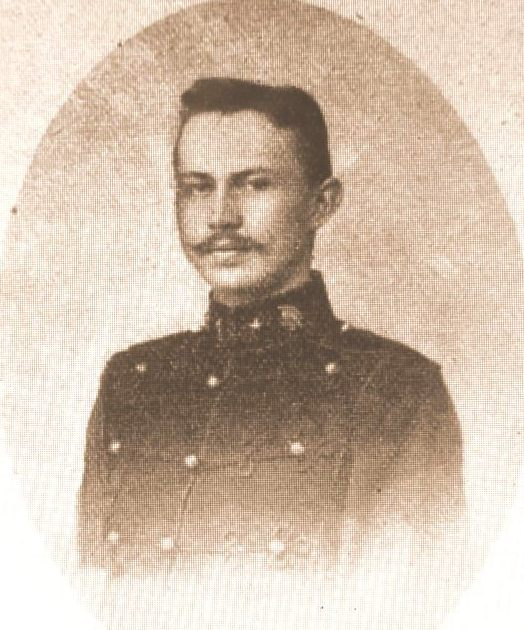
Eerste luitenant der genie L.W.F.J. Mann (1880-1907)
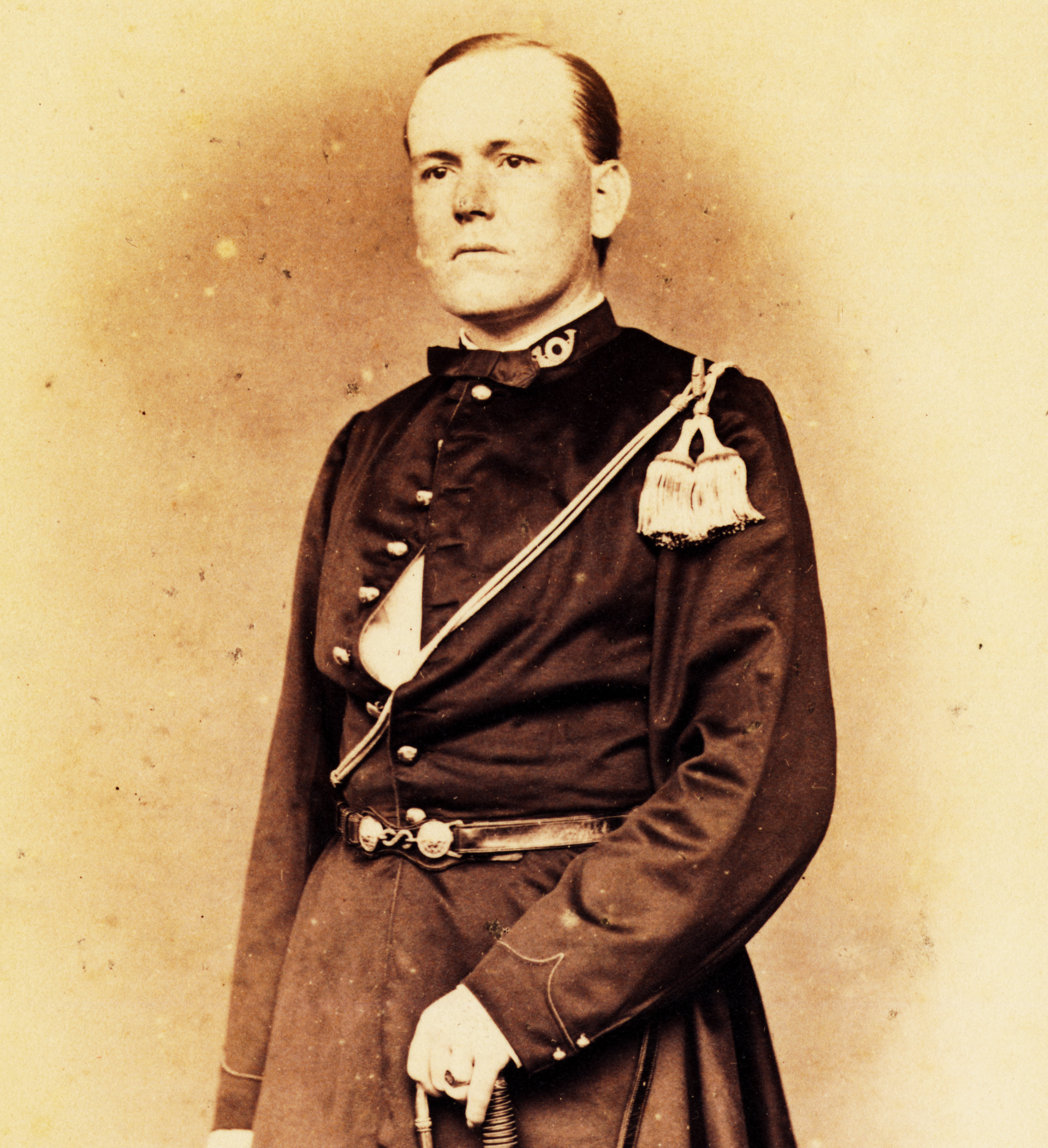
Eerste luitenant Wilhelm Ludwig Eduard Valentin von Massow
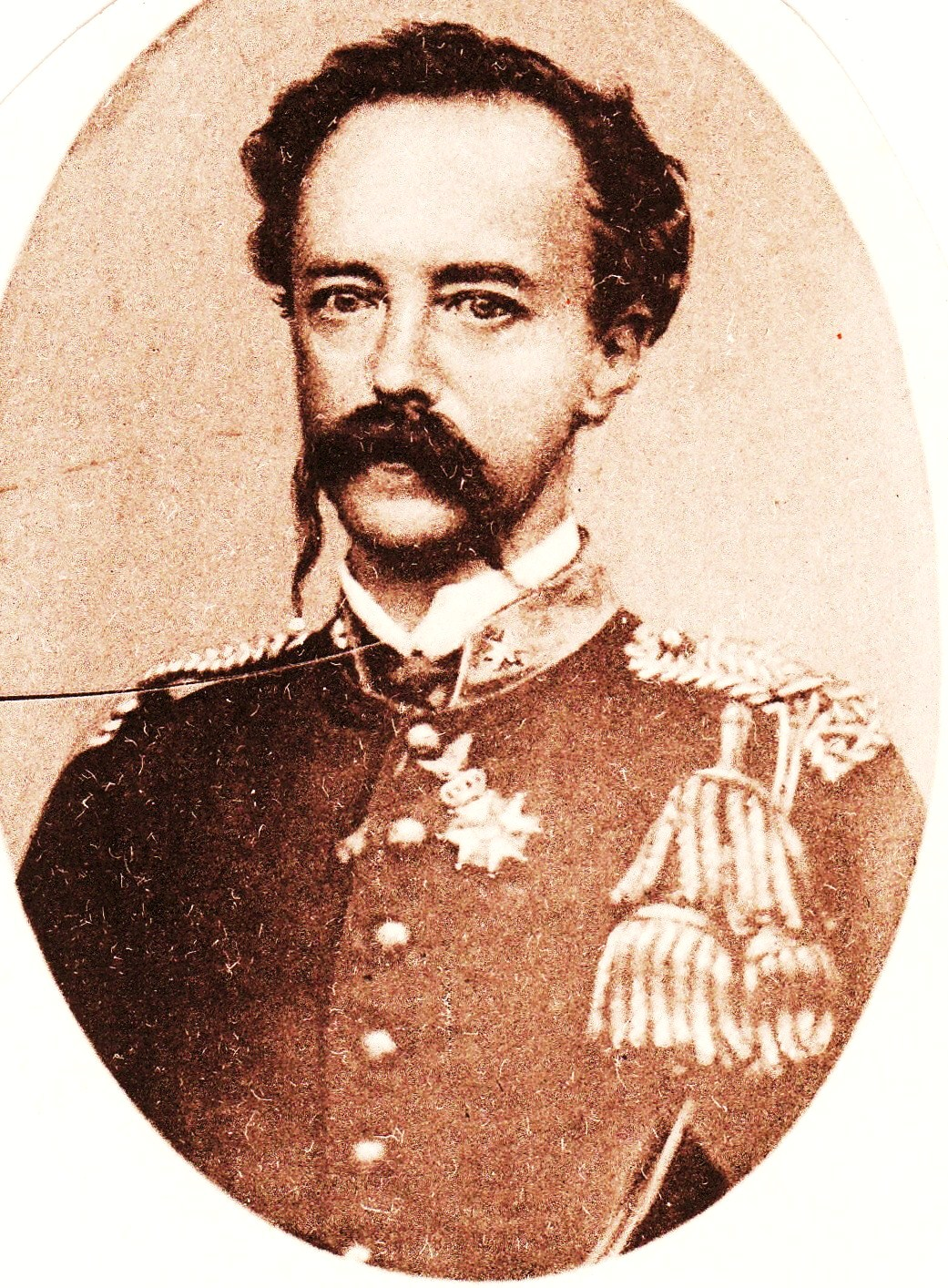
Kapitein Fredericus Johan Wilhelm Mekern
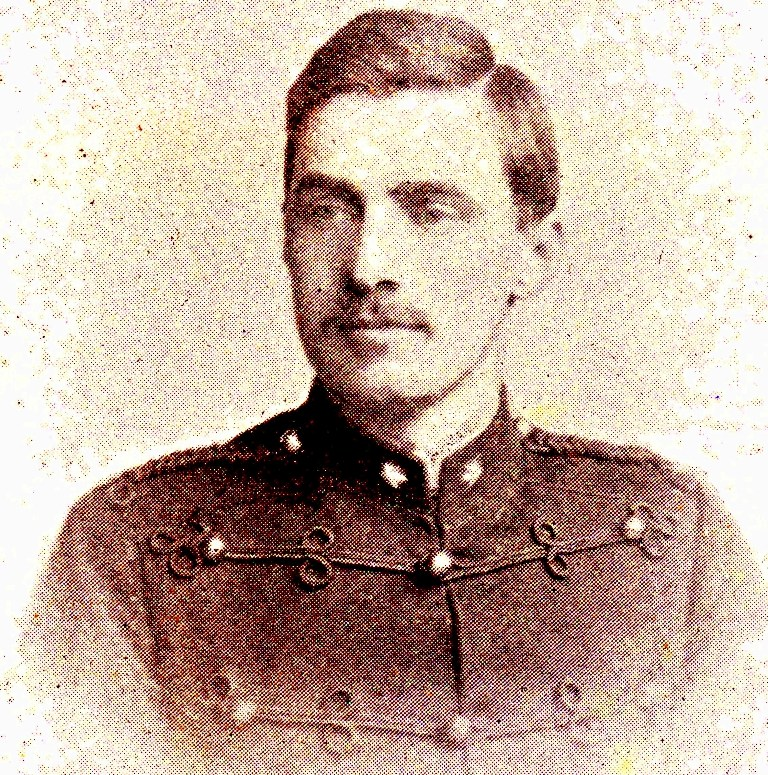
Eerste luitenant der infanterie Albertus Adrianus van Mourik (1872-1897)

## N
- C.L. Nijenhuis, tweede luitenant der infanterie (8 augustus 1882), overleden aan op 7 augustus verkregen wonden te Pajaoe tijdens de Atjehoorlog 1881-1883
- J.H. Nuijsink, kapitein der infanterie (27 september 1876), te Panteh Perak overleden aan een op 14 september voor de vijand verkregen wond tijdens de Atjeh-oorlog (periode 1876-1877)

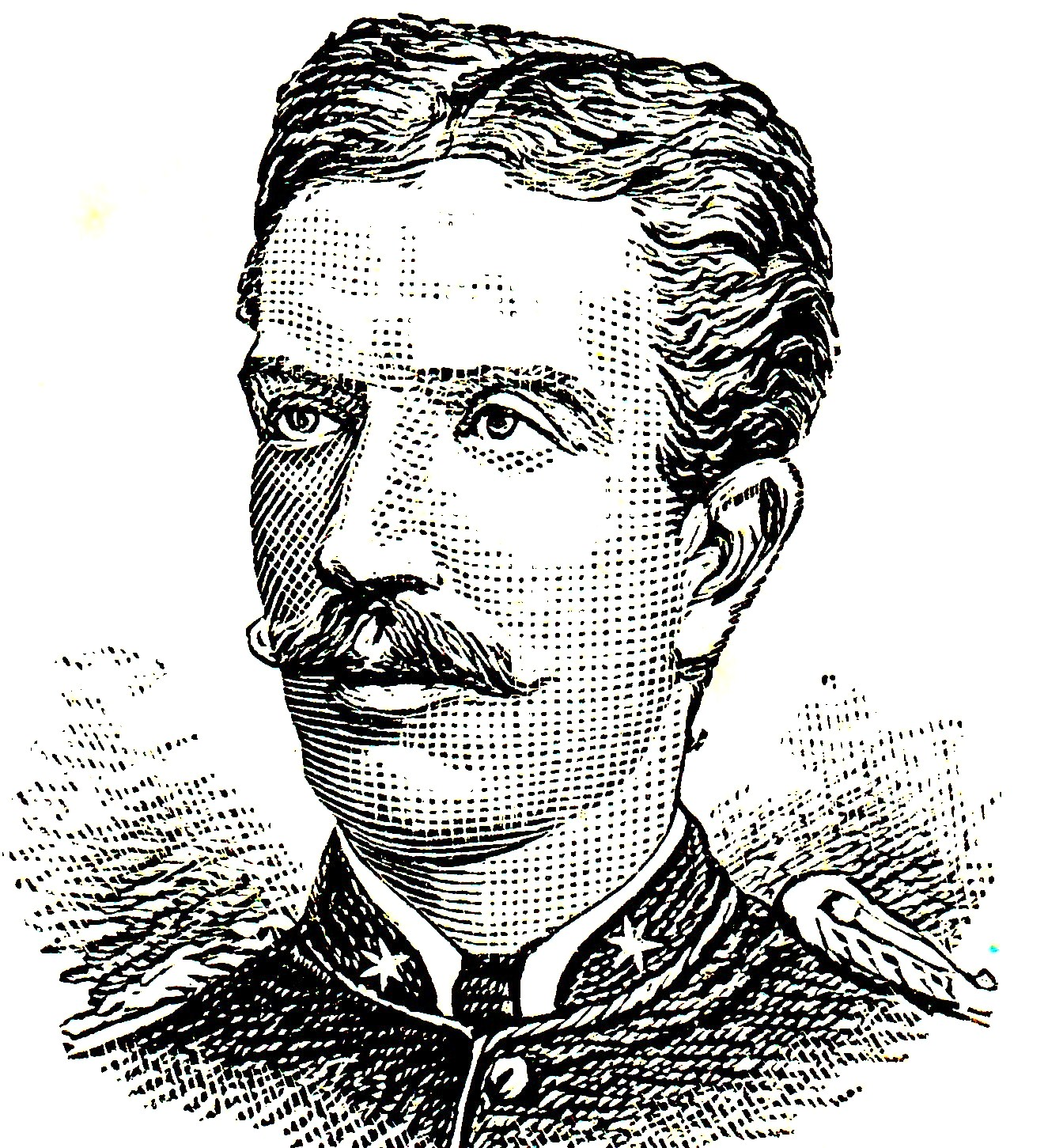
Tweede luitenant der infanterie C.L. Nijenhuis
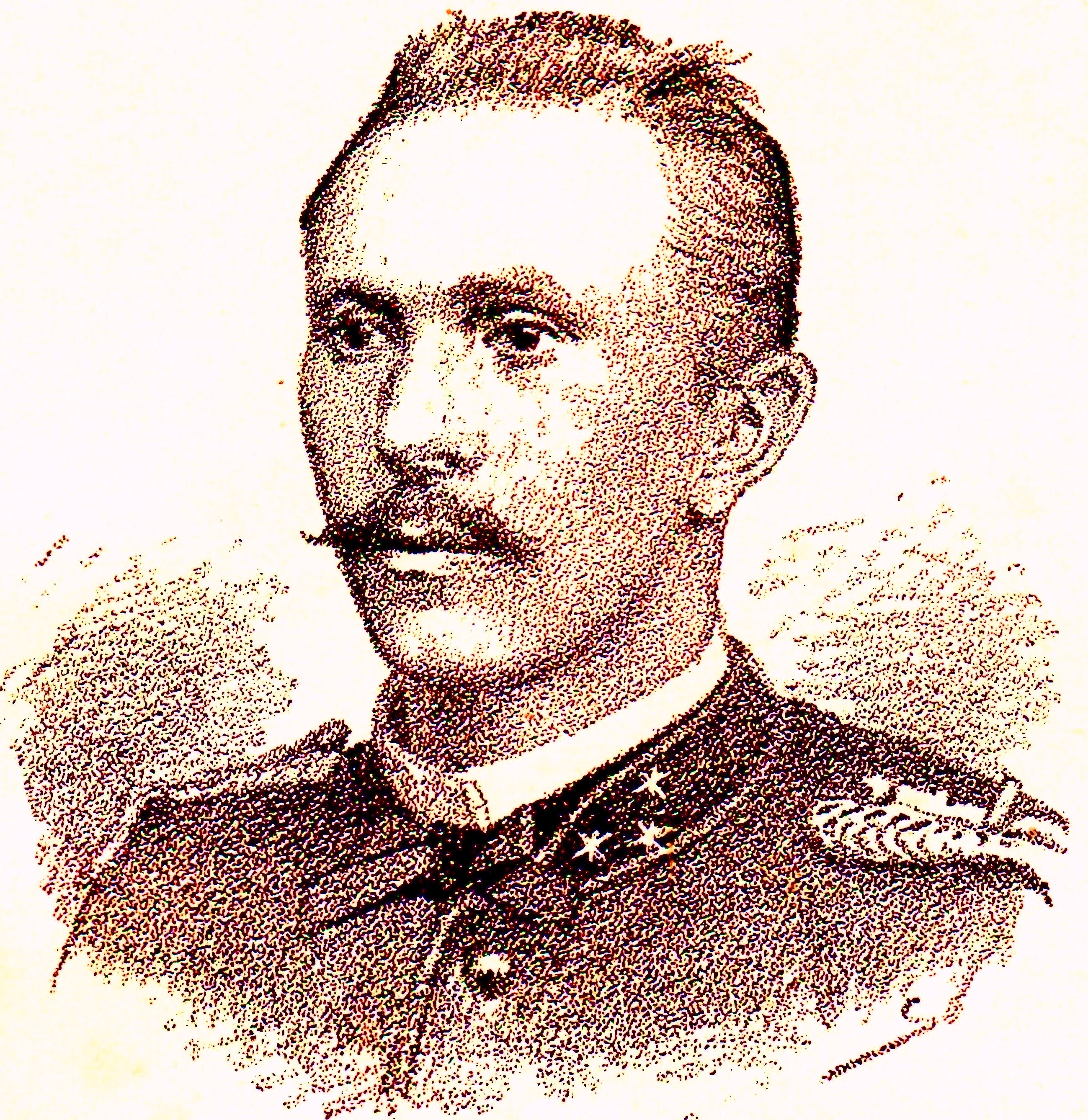
Kapitein der infanterie Joachim Hendrik Nuijsink

## O
- E.C. Ontrop, tweede luitenant der infanterie (3 augustus 1878), te Panteh Perak overleden aan een op 1 augustus voor de vijand verkregen wond tijdens de Atjeh-oorlog (periode 1877-1881)
- J.H.A.P. Overman, kapitein der infanterie (oktober 1897), overleden ten gevolgde van uitputting op mars tijdens de Atjeh-oorlog (periode 1896-1901)

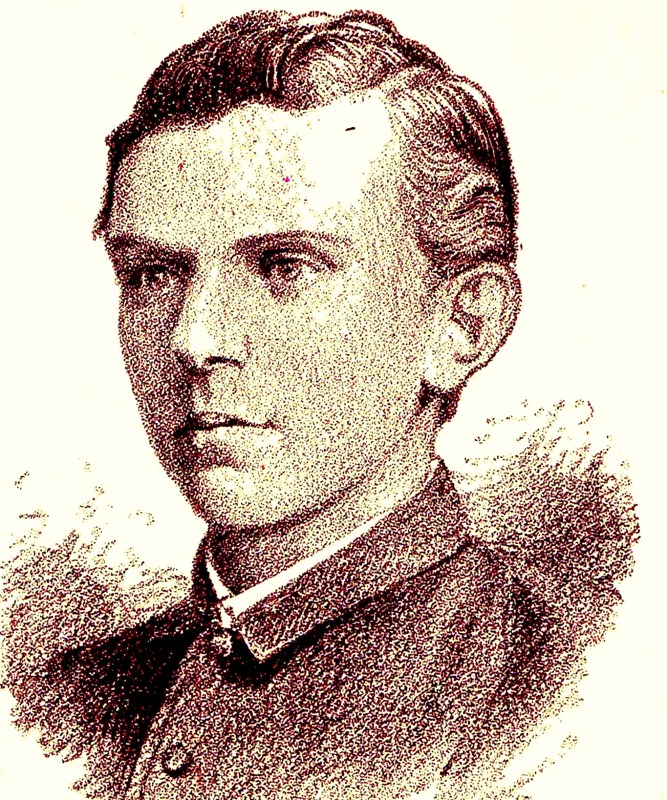
Tweede luitenant der infanterie E.C. Ontrop
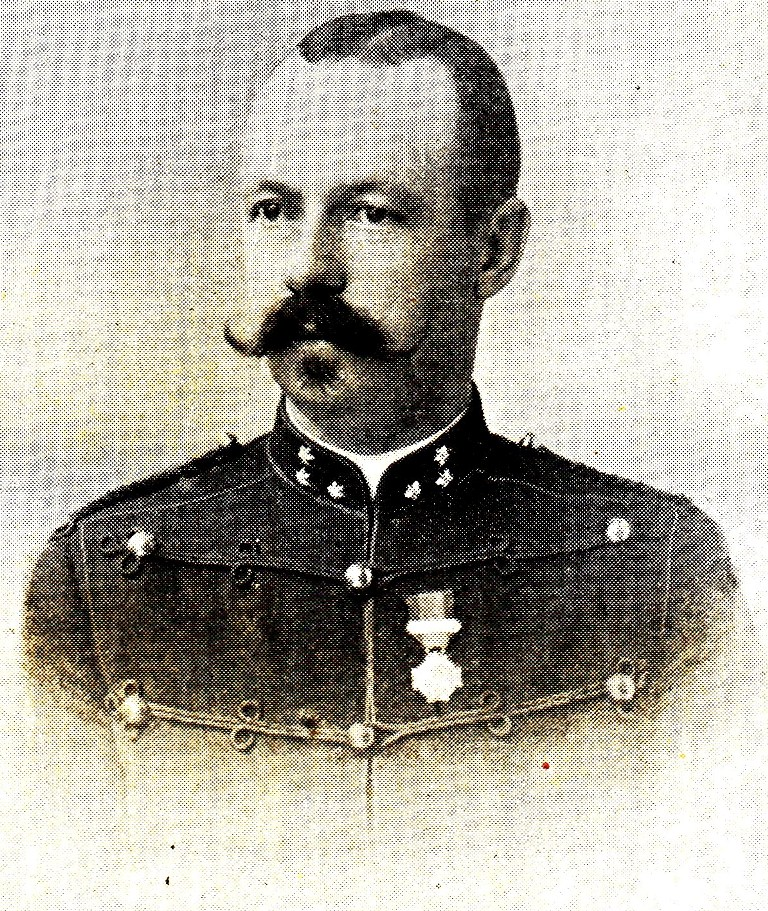
Kapitein der infanterie J.H.A.P. Overman

## P
- J. van den Pauwert, kapitein der infanterie (15 februari 1876), overleden aan een op diezelfde dag verkregen wond te Kaijoe Loh tijdens de Atjeh-oorlog onder generaal Pel
- Joannes Paris, kapitein der infanterie (3 april 1926), gesneuveld bij kapong Sapik en postuum ridder in de Militaire Willems-Orde
- Johannes Ludovicius Jakobus Hubertus Pel, generaal-majoor (23 februari 1876), gesneuveld bij Tunggai, Lamgugop[1]

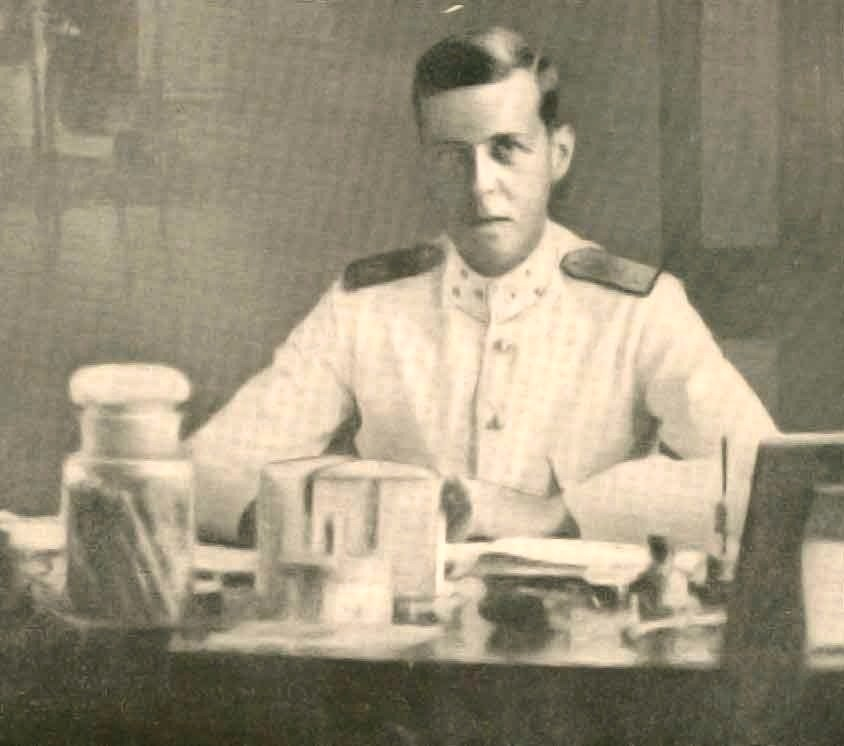
Kapitein der infanterie Joannes Paris
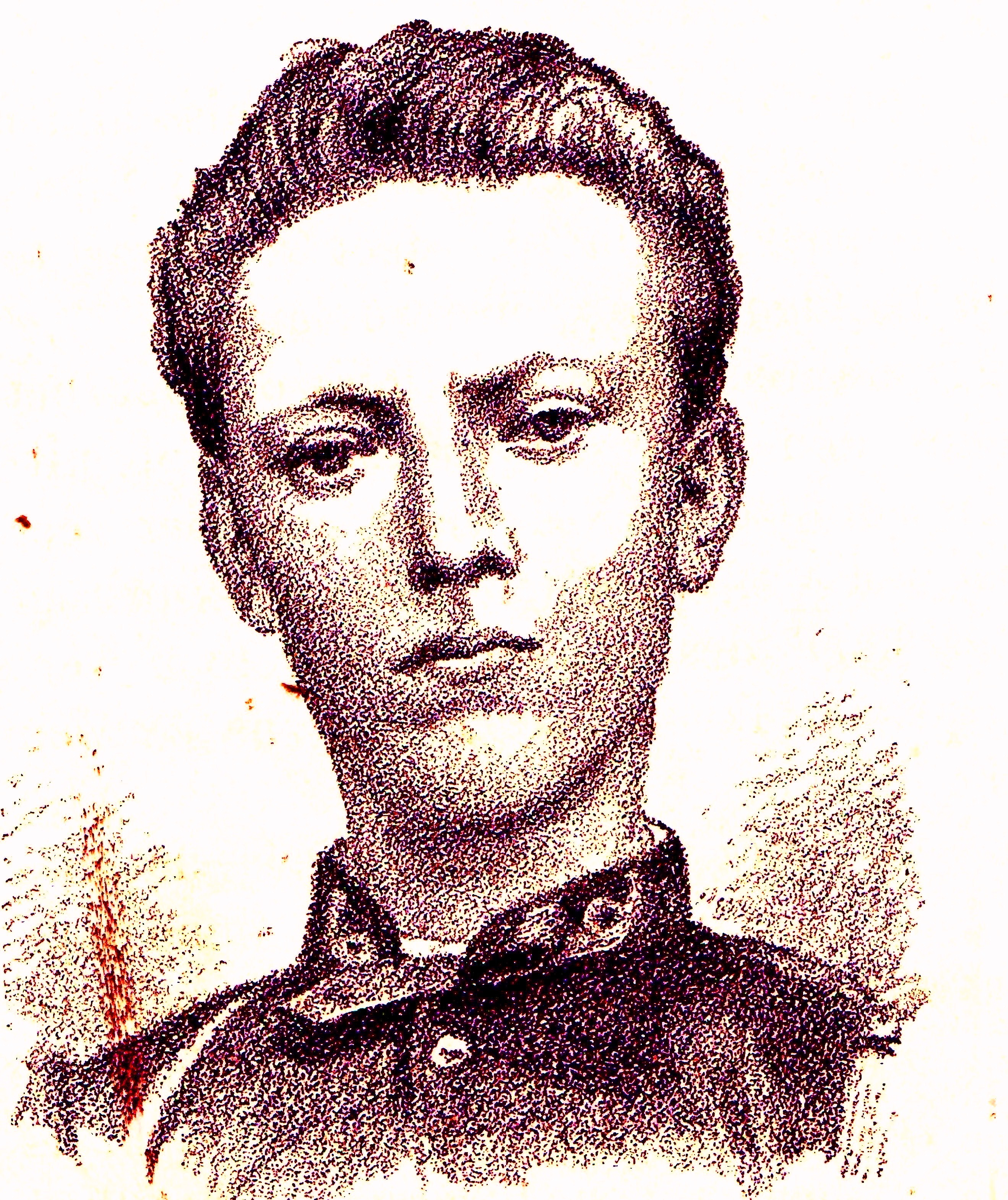
Kapitein der infanterie Johannes van den Pauwert
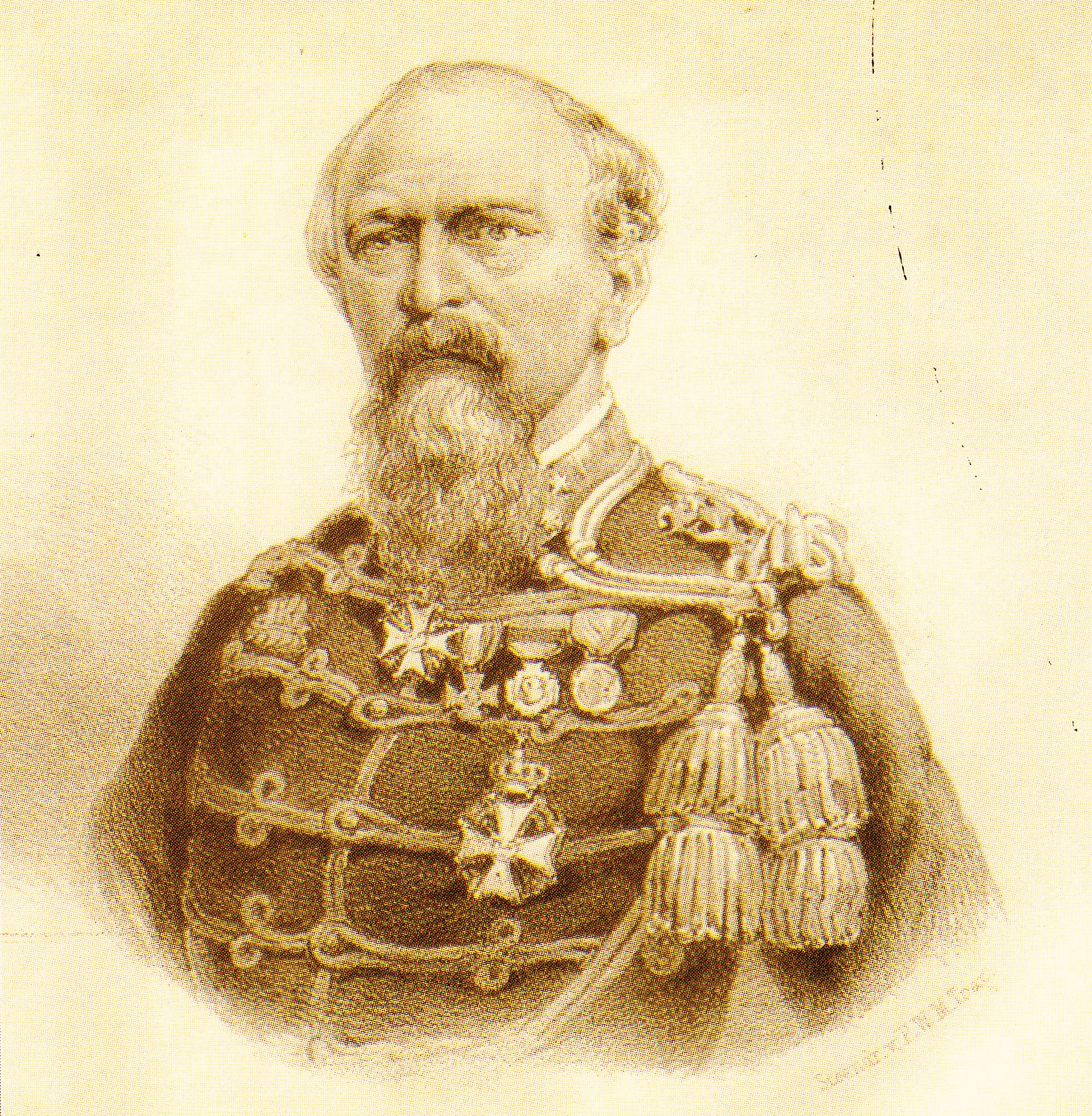
Generaal-Majoor Johannes Ludovicius Jakobus Hubertus Pel

## R
- G.A. Raaijmakers, eerste luitenant der infanterie (13 januari 1874), overleden aan de gevolgen van de op die dag verkregen wond in de veldambulance van Penajoeng tijdens de tweede expeditie naar Atjeh
- W.D.C. Regensburg, eerste luitenant der infanterie (24 januari 1876), gesneuveld bij een nachtelijke aanval op de versterking te Lemboe tijdens de Atjeh-oorlog onder generaal Pel
- N. van de Roemer, eerste luitenant der infanterie (3 mei 1876), gesneuveld tijdens een nachtelijke overvalling te Lampagger tijdens de Atjeh-oorlog (periode 1876-1877)
- A.R. Rudolph, eerste luitenant der genie (21 januari 1889), gesneuveld door het springen van een torpedogranaat tijdens de Atjehoorlog (1883-1892)

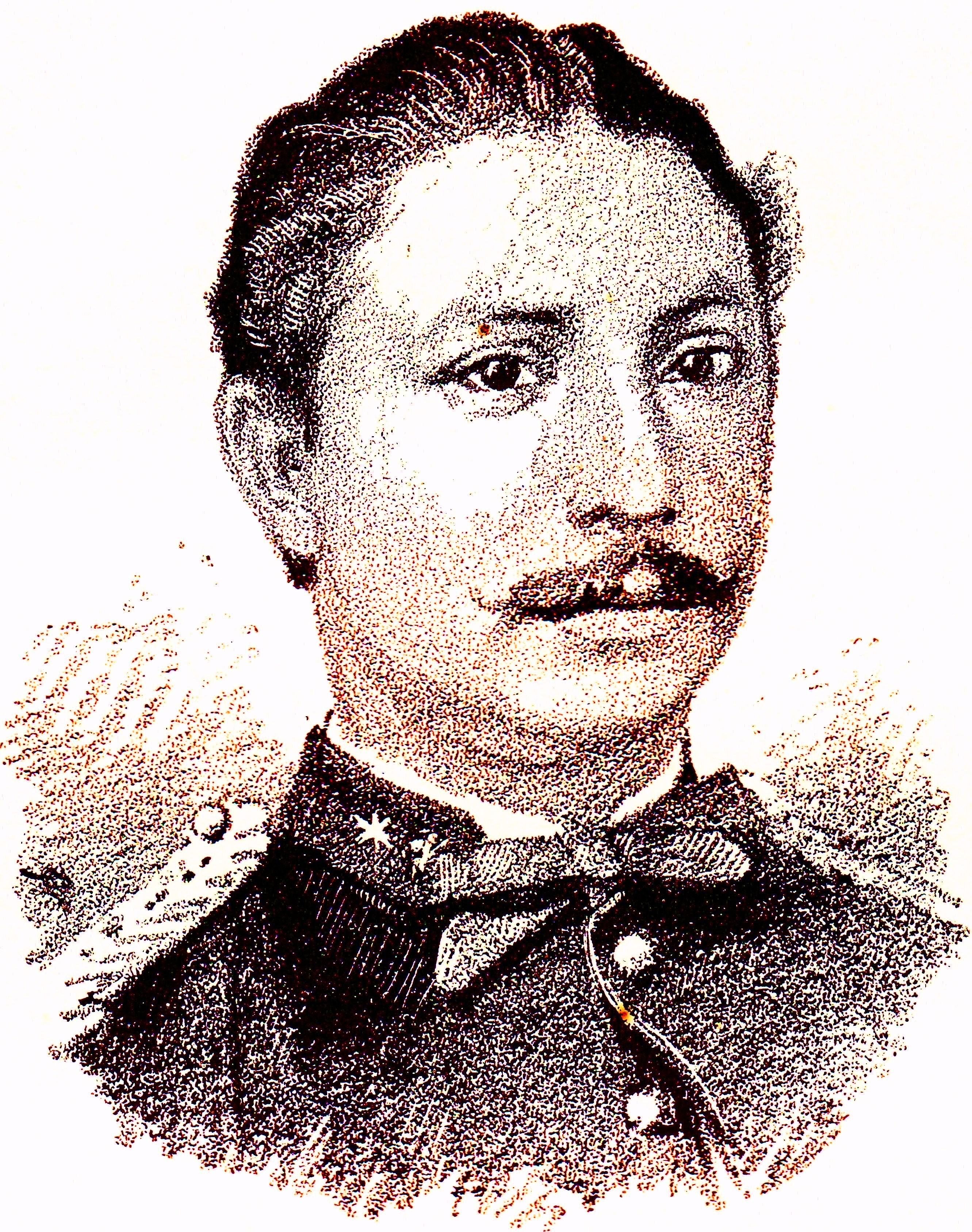
Eerste luitenant der infanterie Gustaaf Adolf Raaijmakers
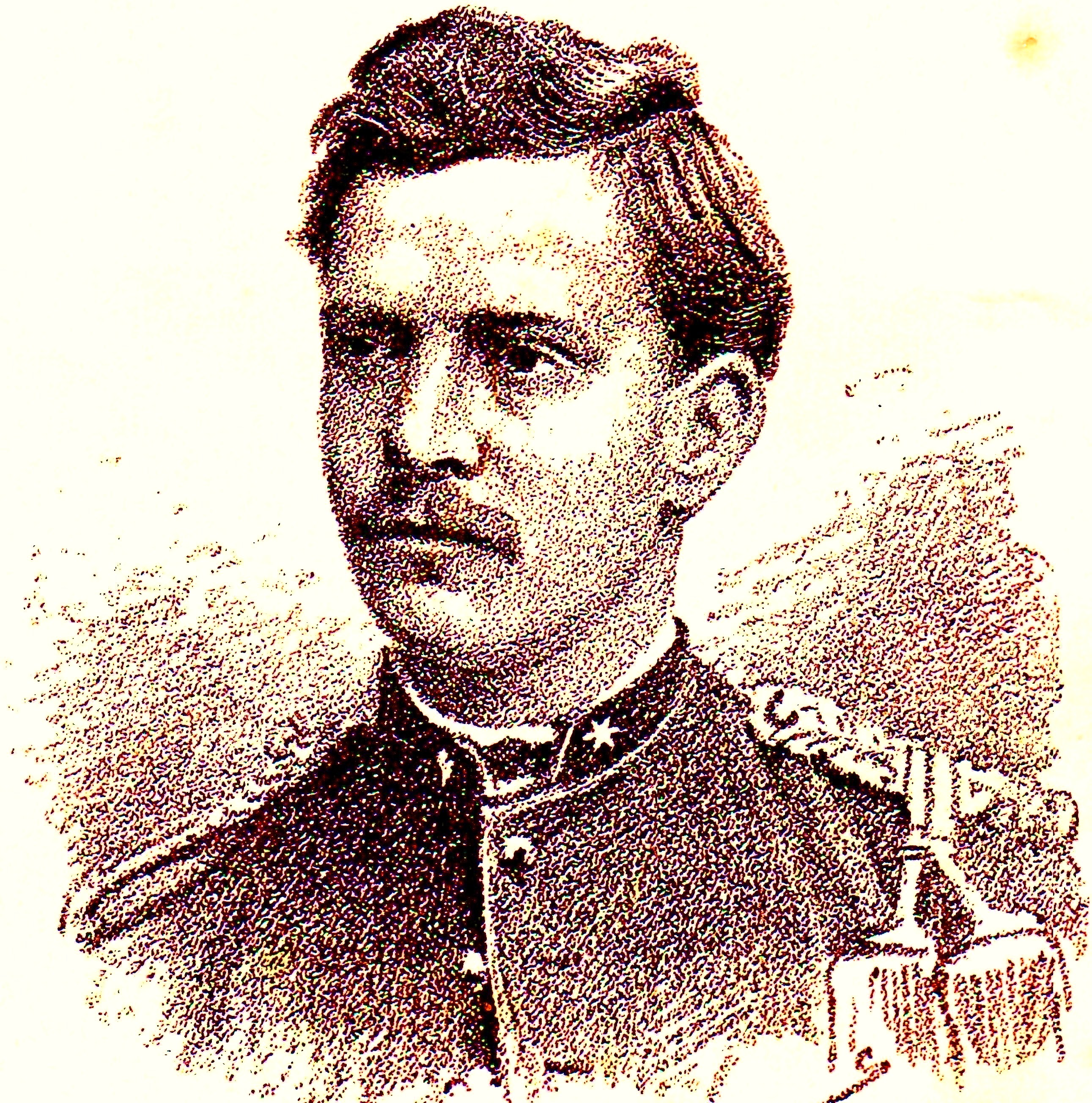
Eerste luitenant der infanterie N. van de Roemer
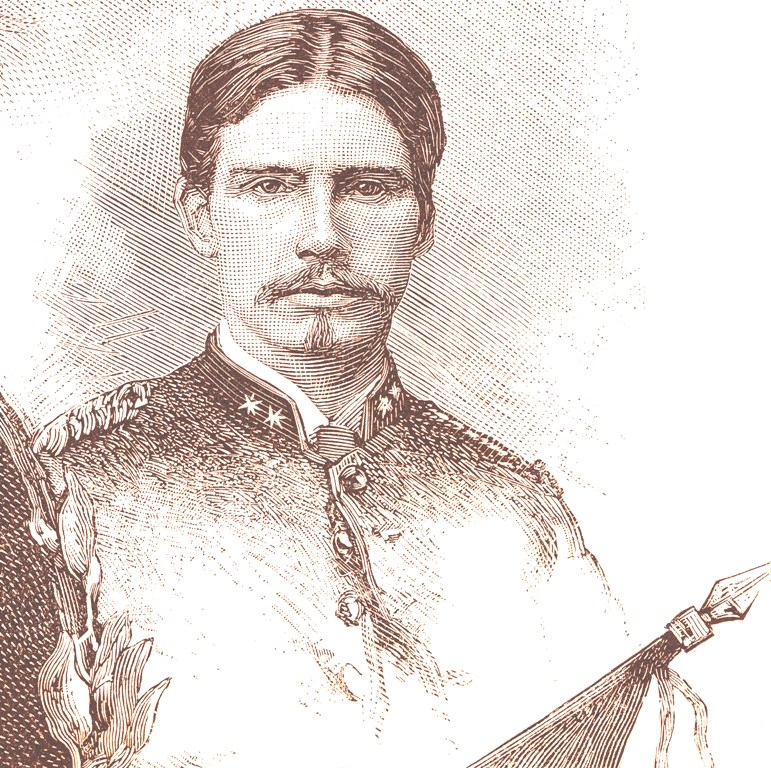
Eerste luitenant der genie Alexander Frederik Rudolph (1857-1889)

## S
- D.J. Schäfer, eerste luitenant der infanterie (18 mei 1886), overleden aan voor de vijand verkregen wonden te Pantej Perak tijdens de Atjehoorlog 1883-1892)
- W.B.J.A. Scheepens, luitenant-kolonel der infanterie (17 oktober 1913), overleden aan de gevolgen van een aanval door een Atjehnees met een rentjong en ridder in de Militaire Willems-Orde
- G.M.P. Scheuer, kapitein der infanterie (1896), gesneuveld bij de aanval op Gliëng in mei 1897 tijdens de Atjeh-oorlog (periode 1896-1901)
- Ch.E. Schmidt, kapitein der infanterie (1933)
- J.A.L. Schoenmaeckers, eerste luitenant der infanterie (25 december 1873), gesneuveld bij de aanval op de versterkte kampong Lemboe en Langoegroep tijdens de tweede expeditie naar Atjeh
- H.E. Schoggers, kapitein der infanterie (17 augustus 1878), overleden aan een op 16 augustus voor de vijand verkregen wond tijdens de Atjeh-oorlog (periode 1877-1881)
- A.G. Schröder, tweede luitenant der artillerie (25 juli 1875), overleden aan een op 24 juli tegenover de vijand verkregen wond tijdens de Atjeh-oorlog onder generaal Pel
- J.J.G. Schuit, eerste luitenant der infanterie (6 mei 1879), gesneuveld te Panteh Karang tijdens de Atjeh-oorlog (periode 1877-1881)
- C.E. Sepp, kapitein der infanterie (2 mei 1873), overleden aan verwonding opgelopen op 16 april 1873 tijdens de eerste expeditie naar Atjeh
- G.C.C. Simmermacher, eerste luitenant der infanterie (17 januari 1876), gesneuveld bij het afdalen in de IV Moekims in de kloof van Blang Kallan tijdens de Atjeh-oorlog onder generaal Pel
- D.G. Sloet van Zwanenburg, eerste luitenant der infanterie (27 juni 1874), overleden aan de gevolgen van een op 19 juni voor de vijand verkregen wond te Kota Radja tijdens de tweede expeditie naar Atjeh
- B.C.M. Smelt, eerste luitenant der infanterie (19 mei 1899), overleden in kampong Tjaluk te Segli aan zijn voor de vijand verkregen verwondingen tijdens de Atjeh-oorlog (periode 1896-1901)
- G.G.H. Smit, eerste luitenant der infanterie (1904)
- J.P. Smith, eerste luitenant der mariniers (23 januari 1874), gesneuveld tijdens de strijd om de Mesigit (overleden in het bivak Penajoeng) tijdens de tweede expeditie naar Atjeh
- H. Snijder, eerste luitenant der infanterie (8 januari 1884), gesneuveld tijdens het nemen van de Gedei te Tenom, vermist en de 9de januari werd zijn lijk uit de rivier de Kroeng Oen opgevist met klewanghouwen over hoofd en aangezicht tijdens de Atjehoorlog 1883-1892
- F.C. Victor de Steenhuijsen, kapitein der infanterie (13 mei 1878), te Segli overleden aan een op 12 mei voor de vijand verkregen wond tijdens de Atjeh-oorlog (periode 1877-1881)
- G.J.H. van Steijn van Hensbroek, eerste luitenant der infanterie (1 september 1902), overleden te Panté Lhong aan zijn voor de vijand verkregen verwondingen
- J. Surber, eerste luitenant der infanterie (15 april 1873), gesneuveld tijdens de eerste expeditie naar Atjeh
- J.M.E. van Swieten, kapitein der infanterie (13 februari 1876), gesneuveld tussen Pagger Ajer en Atoe tijdens de Atjeh-oorlog onder generaal Pel

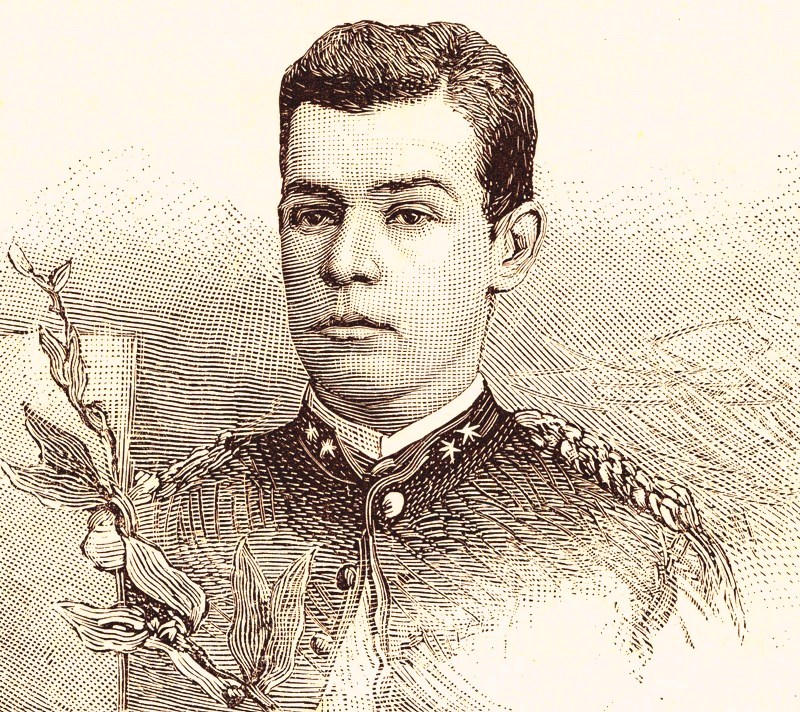
Eerste luitenant der infanterie D.J. Schäfer (1860-1886)
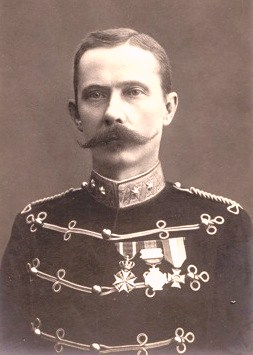
Luitenant-kolonel der infanterie Wilhelm Bernhard Johann Antoon Scheepens
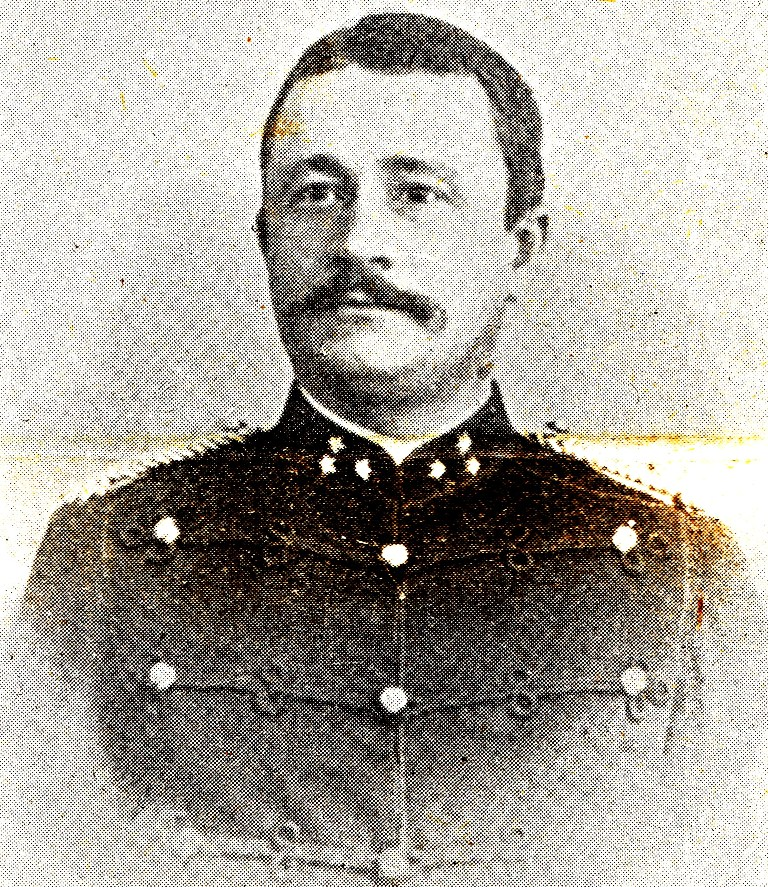
Kapitein der infanterie Gerard Marie Petrus Scheuer
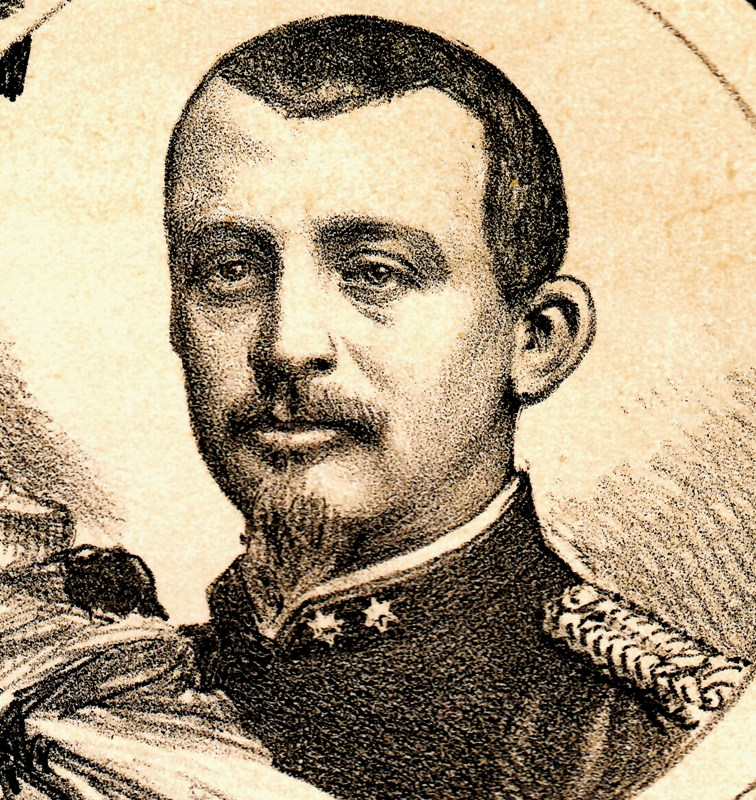
Eerste luitenant der infanterie Jan Antoon Lambertus Schoenmaeckers
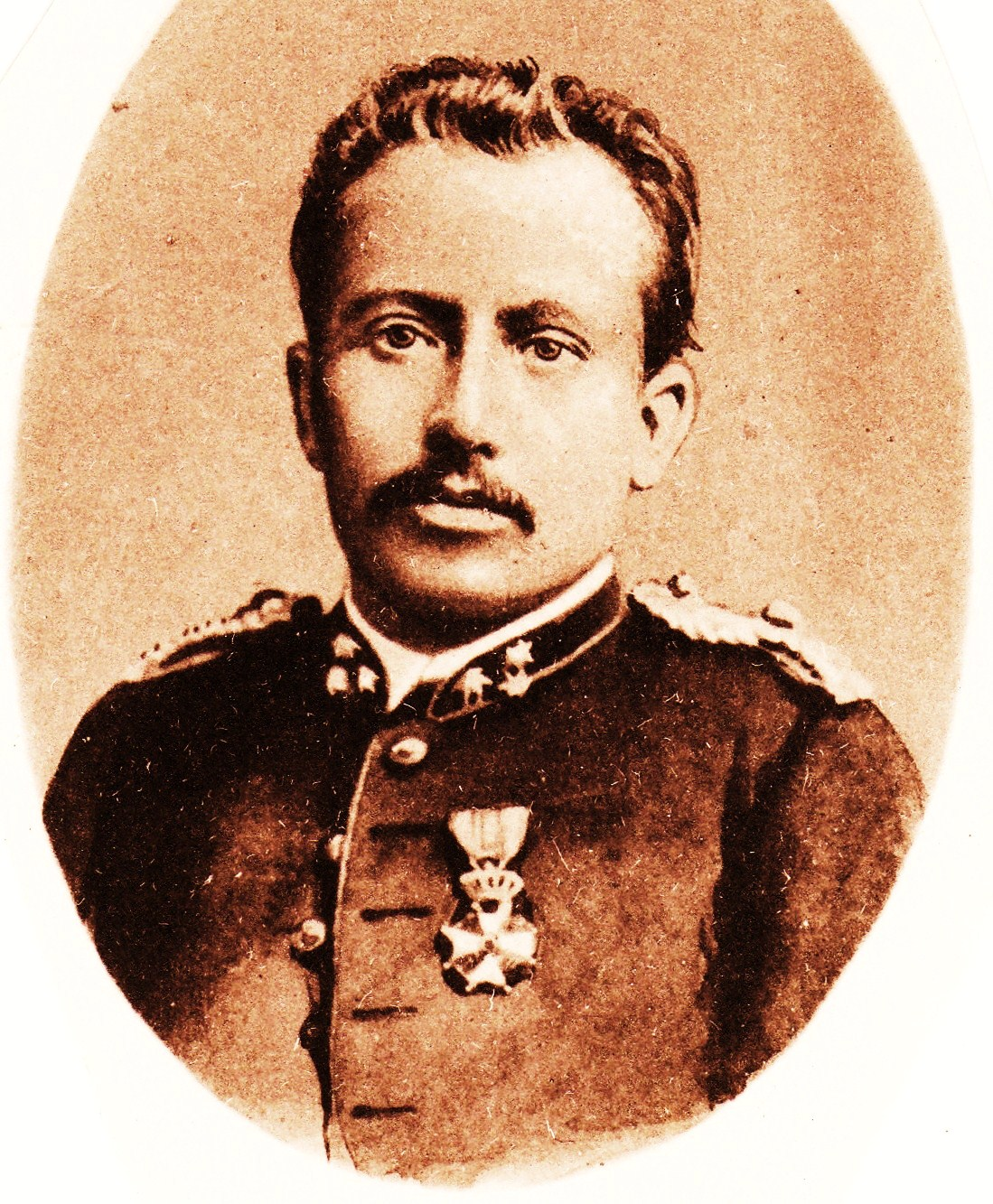
Kapitein der infanterie Hendrik Eduard Schoggers
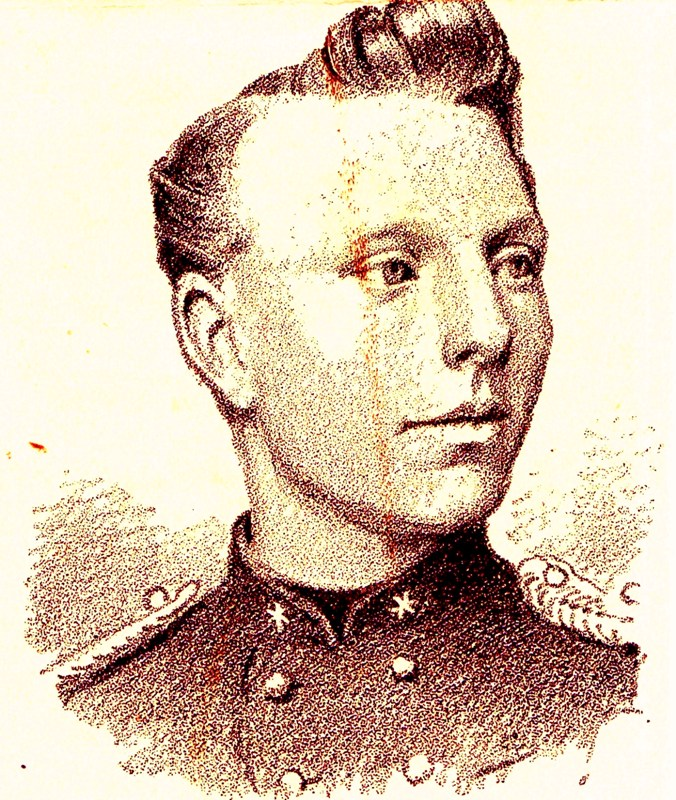
Eerste luitenant der infanterie J.J.G. Schuit
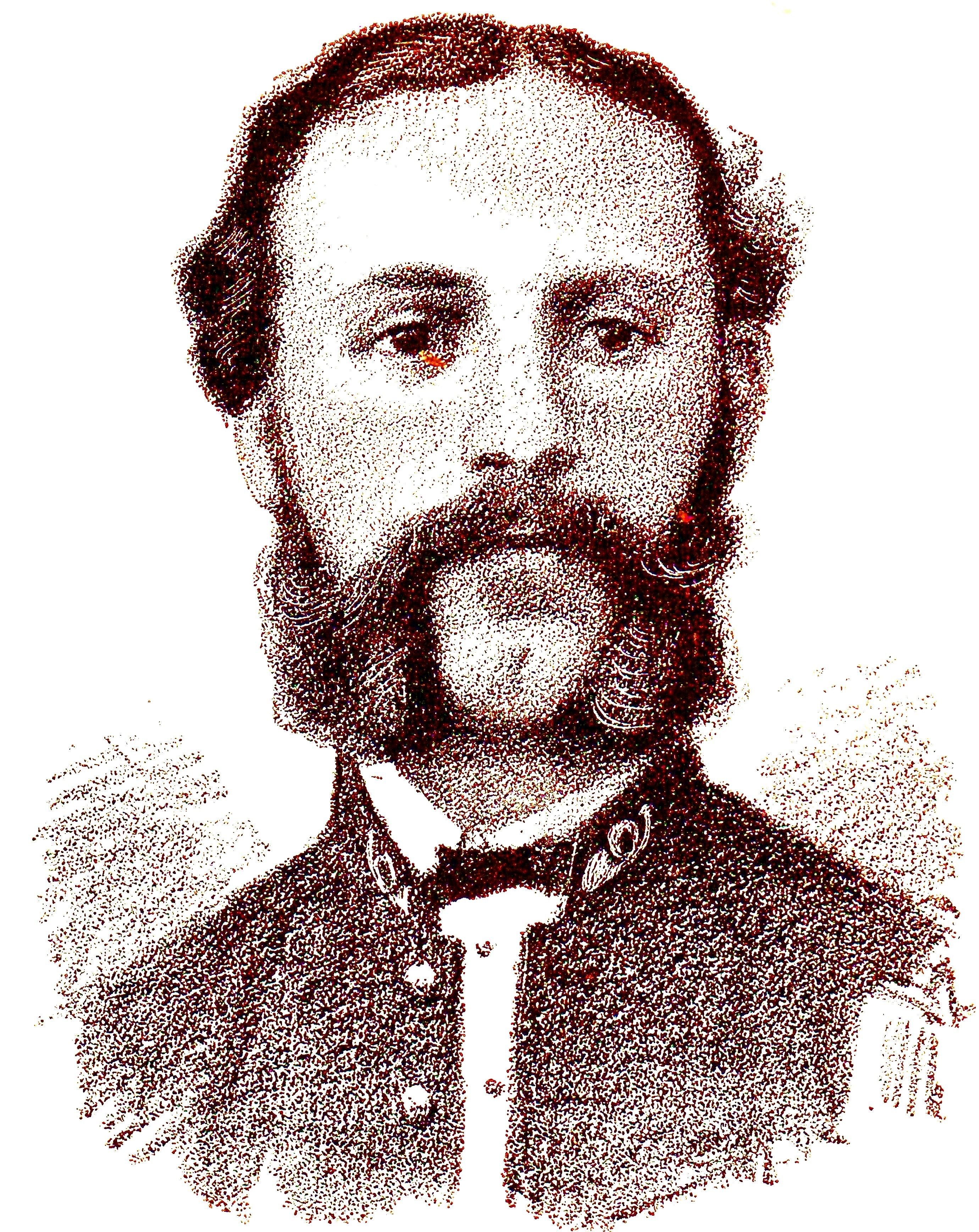
Kapitein der infanterie Christiaan Evert Sepp
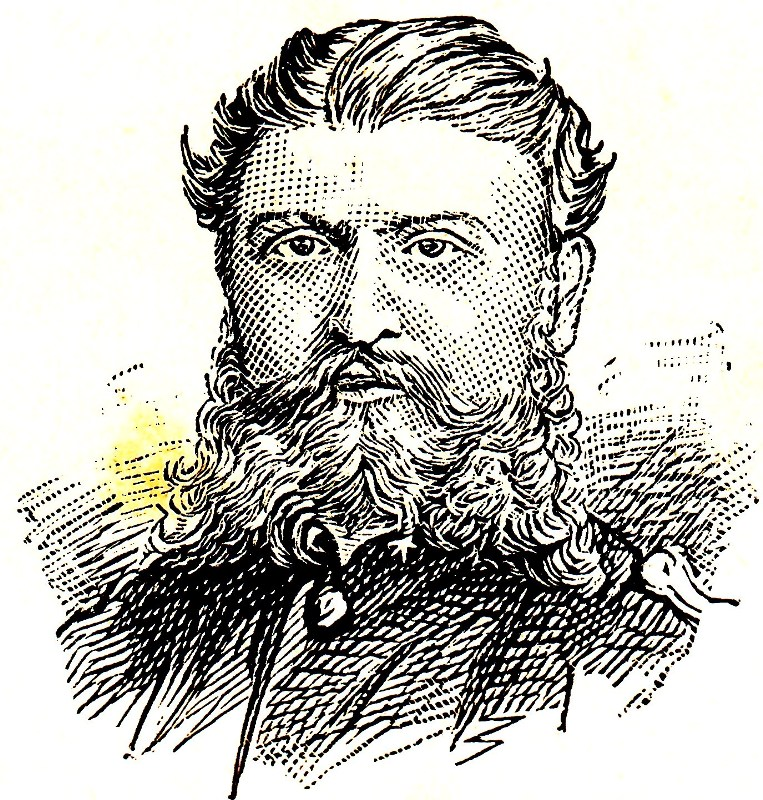
Eerste luitenant der infanterie G.C.C. Simmermacher (1843-1876)
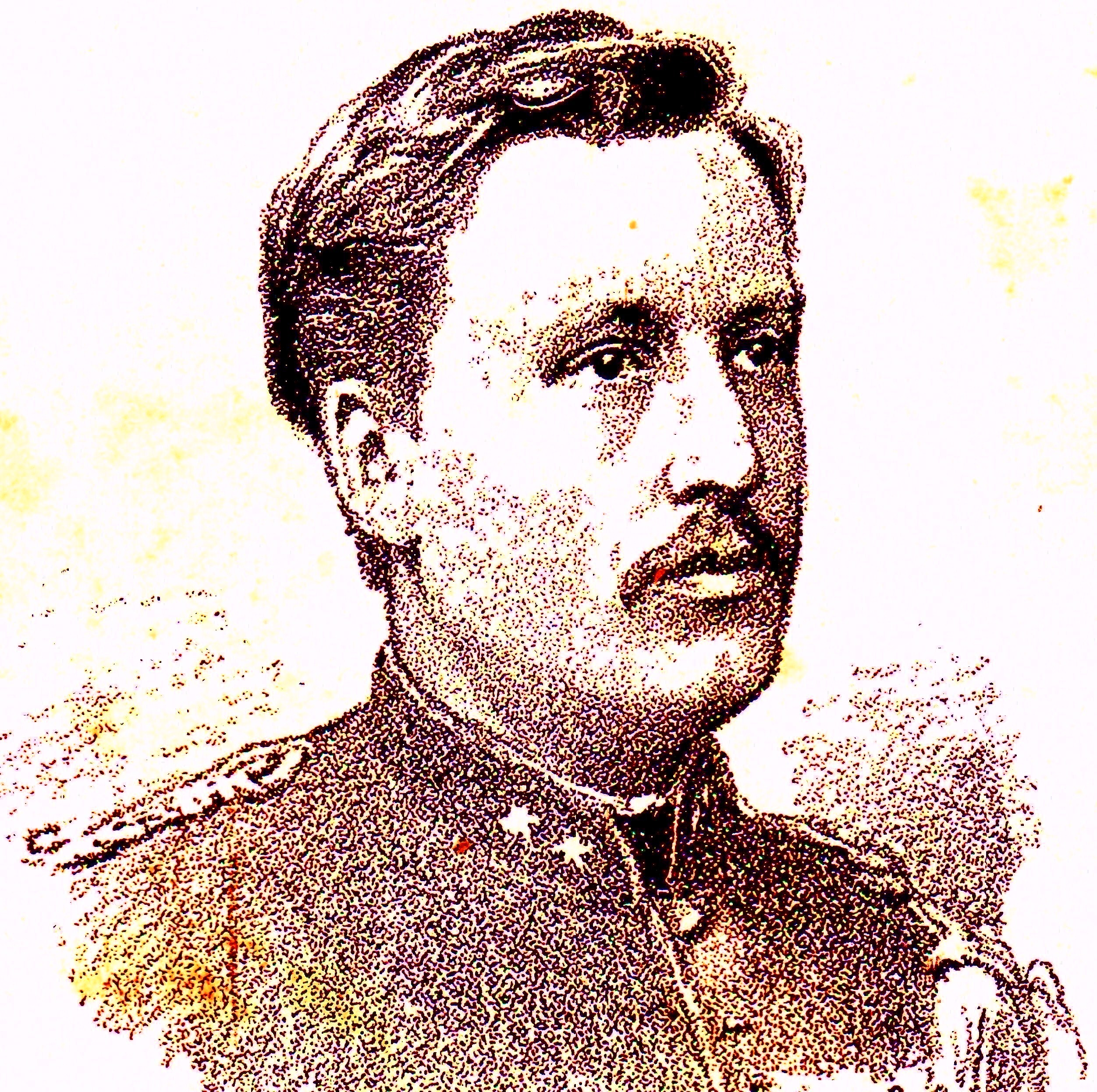
Eerste luitenant Diederik Gregorius Sloet van Zwanenburg
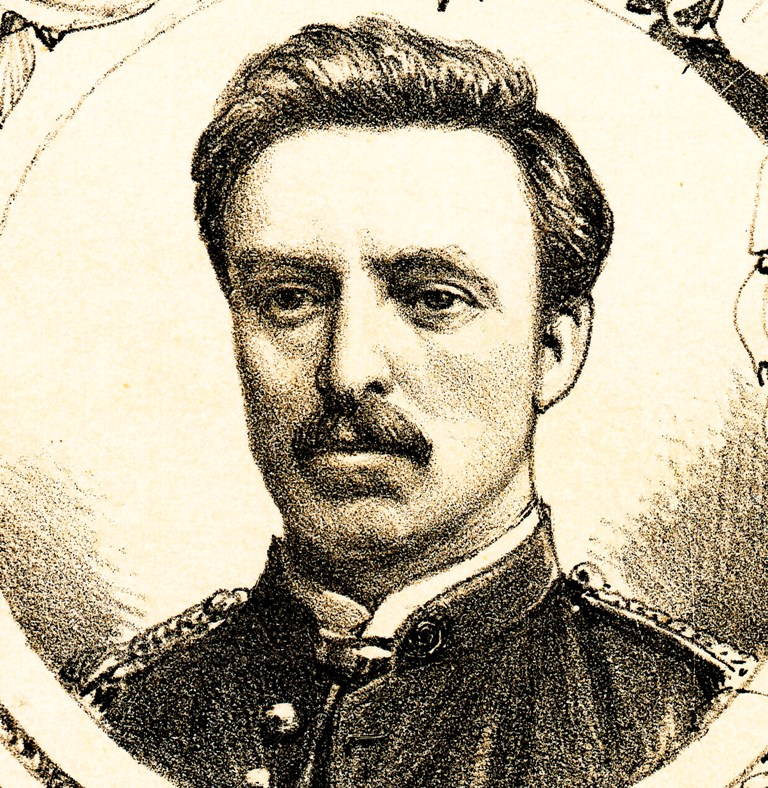
Jan Pieter Smit, eerste luitenant der mariniers (1837-1874)
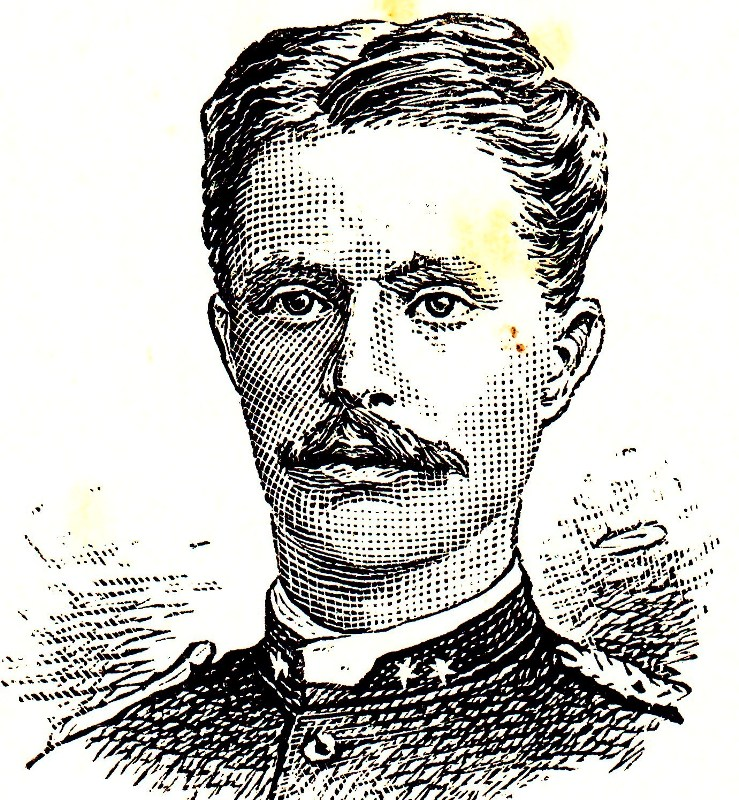
H. Snijder, eerste luitenant der infanterie (1851-1884)
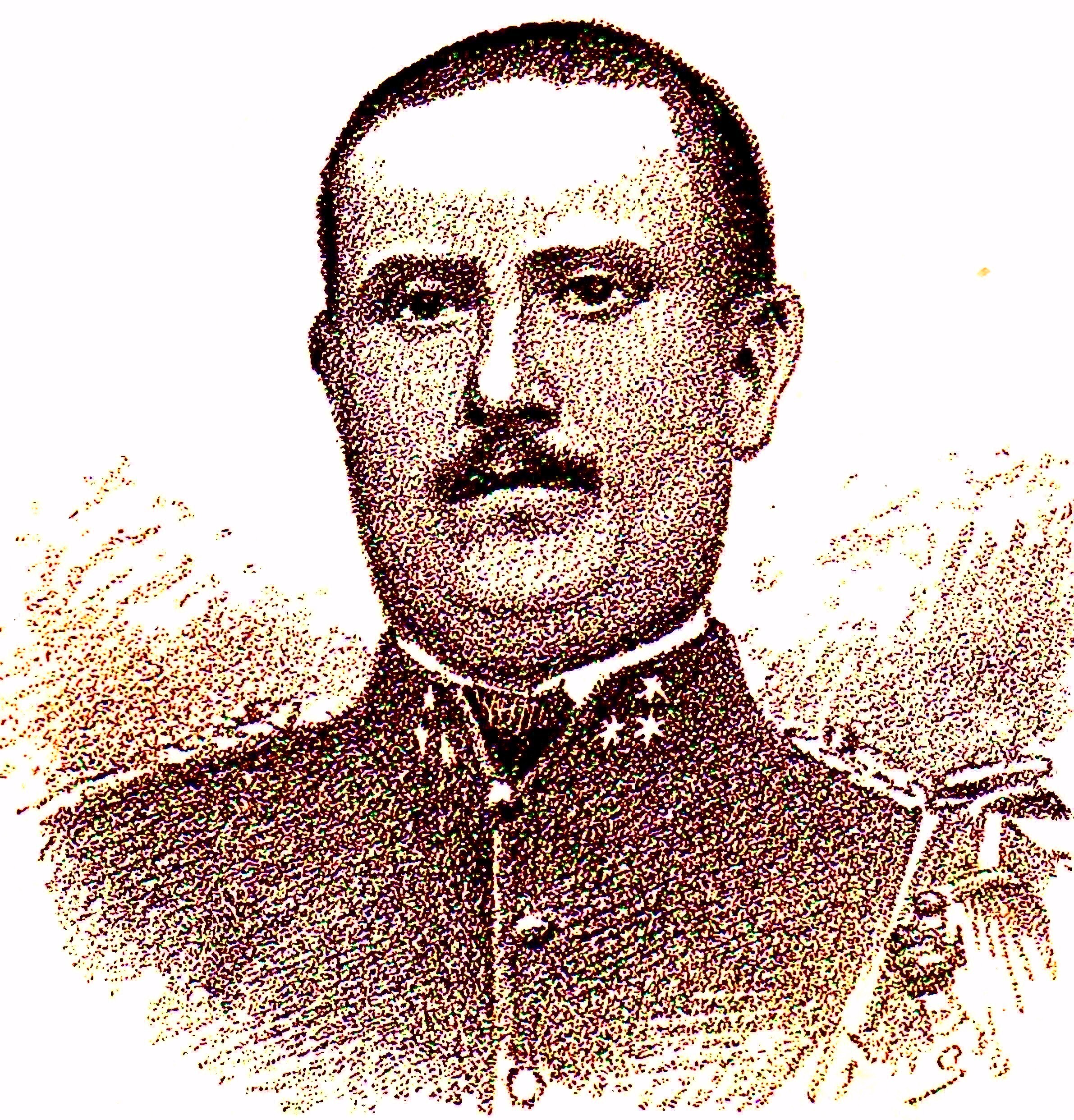
J.M.E. van Swieten, kapitein der infanterie

## T
- W.C. Tijl, eerste luitenant der cavalerie (3 maart 1874), overleden aan een op 15 februari verkregen wond; overleden op reis van Atjeh naar Padang tijdens de tweede expeditie naar Atjeh
- L. Thonus, eerste luitenant der infanterie (2 oktober 1883), gesneuveld te Lepong tijdens de Atjehoorlog 1883-1892)

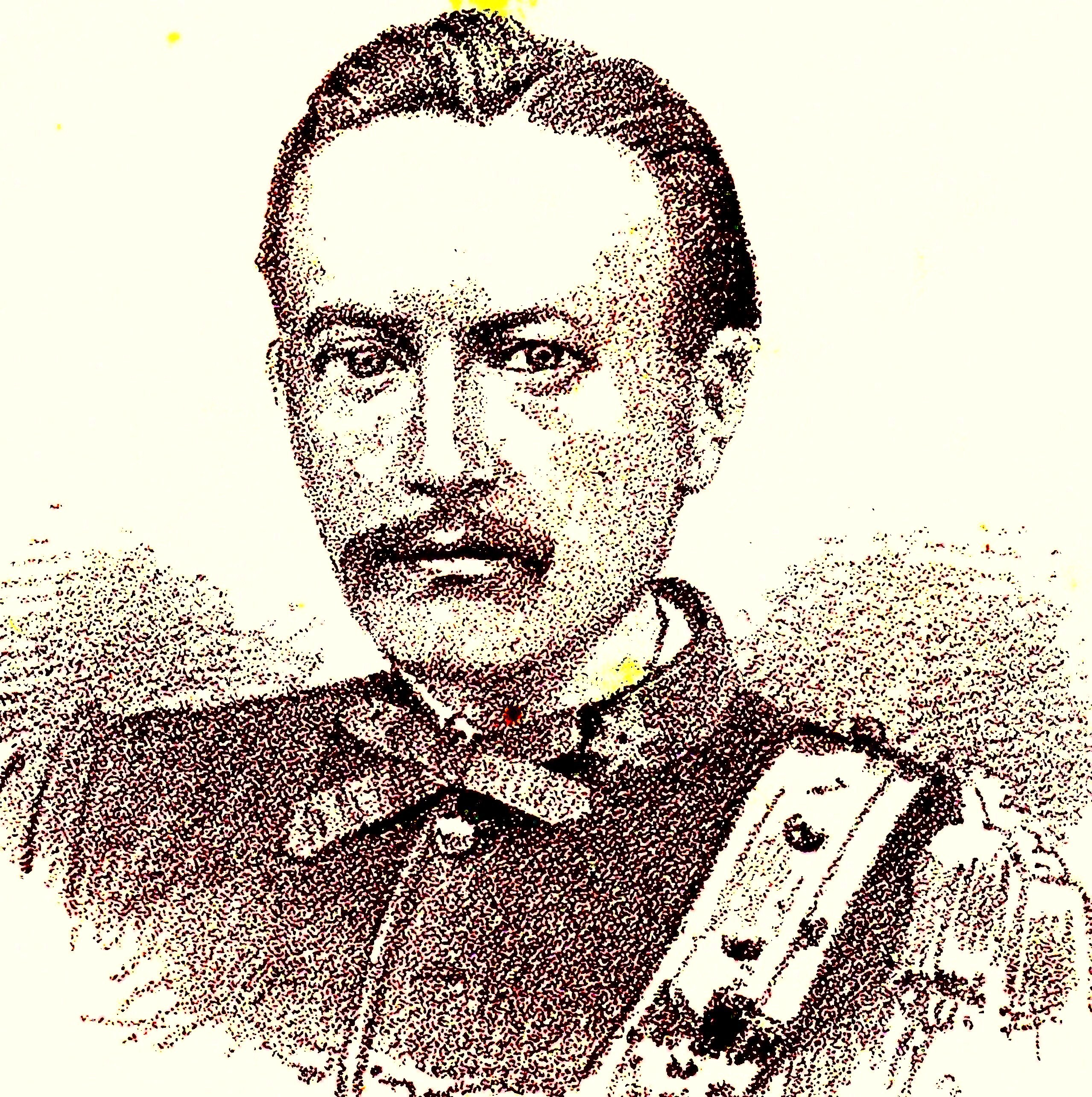
Eerste luitenant der infanterie Wilhelmus Cornelis Tijl
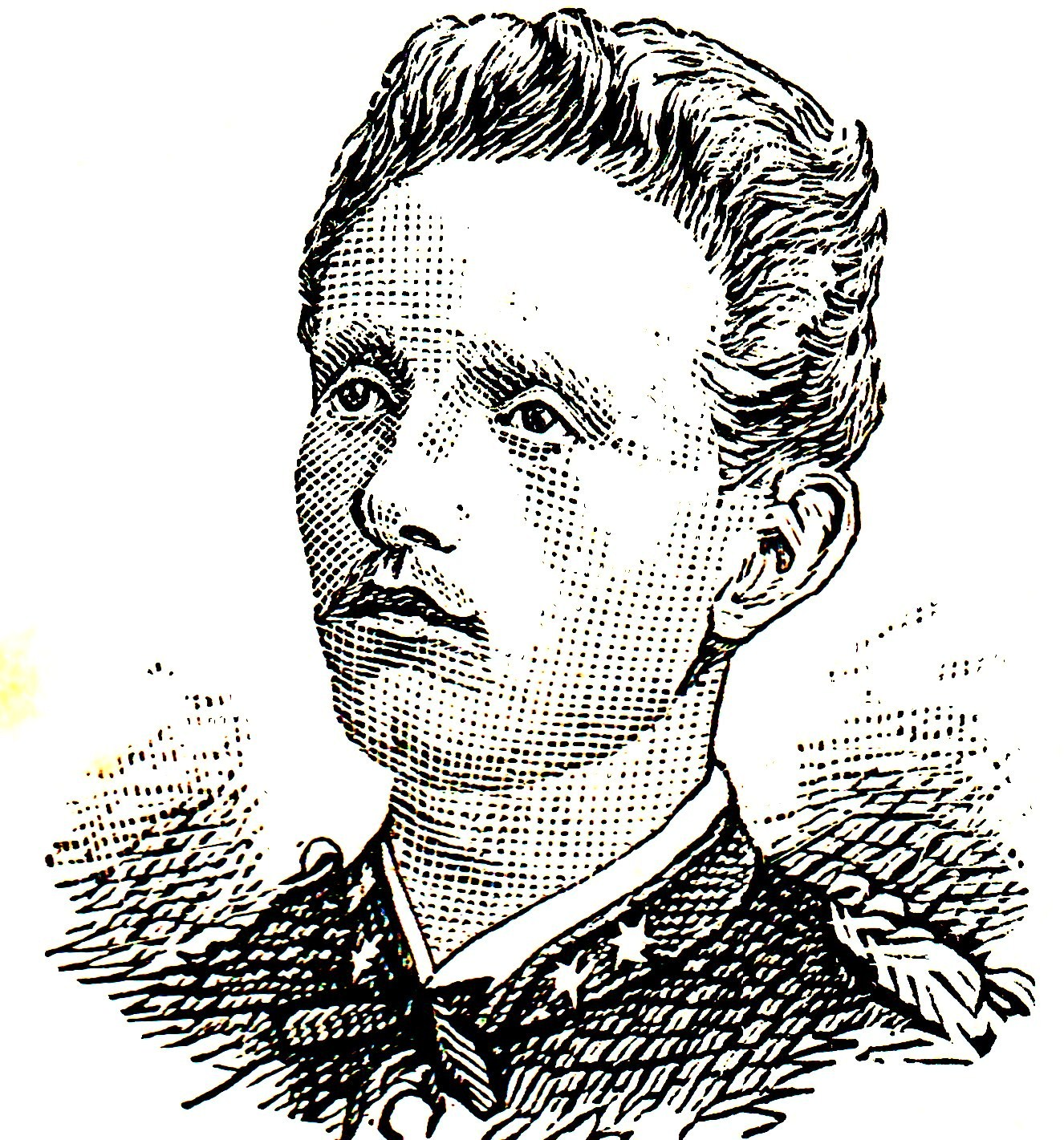
L. Thonus, eerste luitenant der infanterie (1854-1883)

## V
- J.H.C Vastenou, eerste luitenant der infanterie (19 februari 1908), ridder in de Militaire Willems-Orde
- F.J.F. Veerman, eerste luitenant der infanterie (26 juli 1889), gesneuveld bij het gevecht te Kota Pohama tijdens de Atjehoorlog (1883-1892)
- G.J.C Verkuijl, tweede luitenant der infanterie (15 juli 1880), gesneuveld te Samalanga tijdens de Atjeh-oorlog (periode 1877-1881)
- H.M. Vis, eerste luitenant der infanterie (5 mei 1899), gesneuveld in de VII-Moekims tijdens de Atjeh-oorlog (periode 1896-1901)
- J. Vogelenzang, eerste luitenant der infanterie (14 april 1873), gesneuveld tijdens de eerste expeditie naar Atjeh
- W.H. Voorman, kapitein der infanterie (18 december 1873), overleden aan een op 14 december verkregen wond, op reis van Atjeh naar Batavia tijdens de tweede expeditie naar Atjeh
- J.W.C. Vuijk, eerste luitenant der infanterie (31 maart 1896), gesneuveld tijdens het gevecht bij Senelop tijdens de Atjehoorlog (1896-1901)

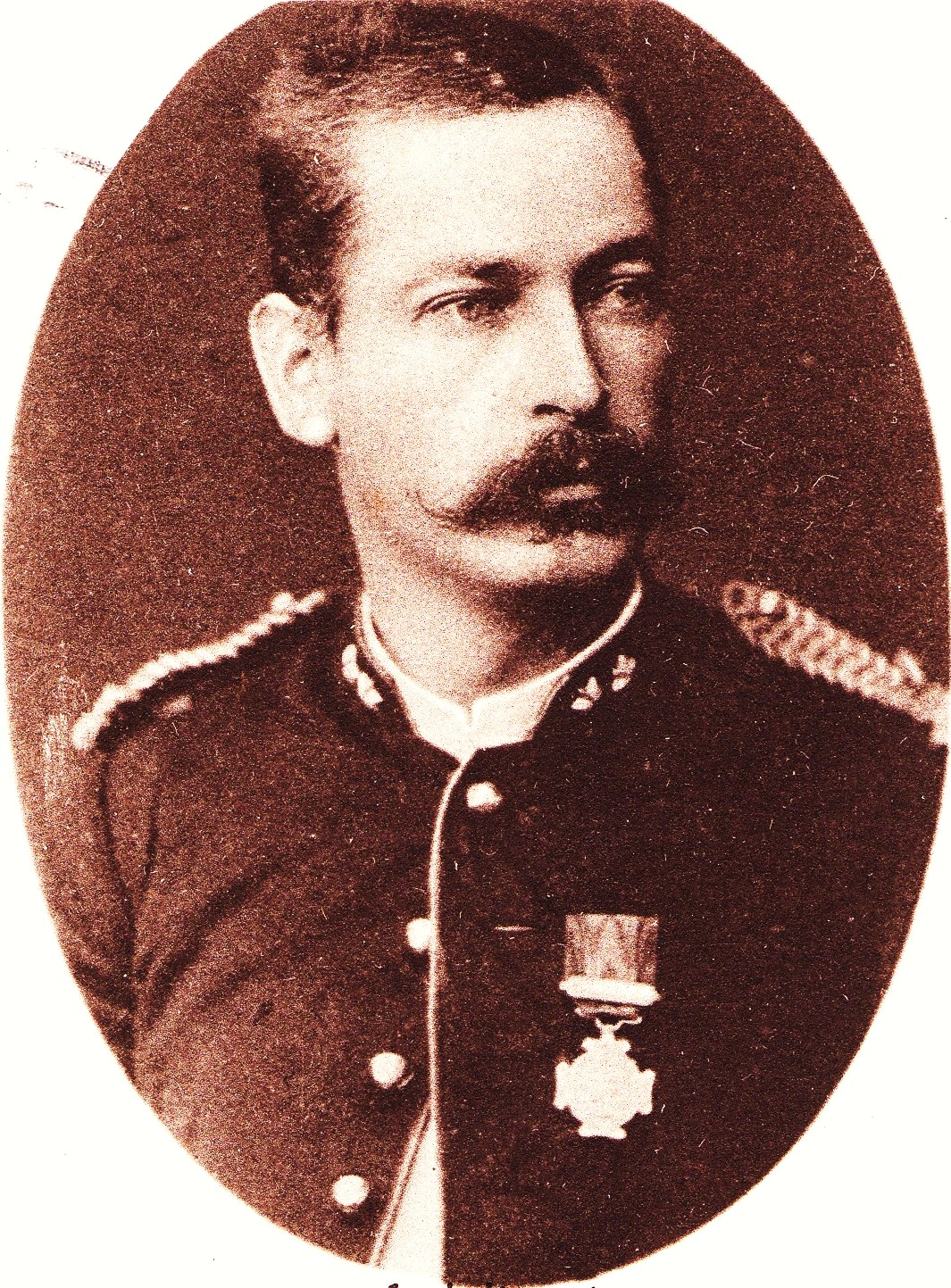
Eerste luitenant Franciscus Johannes Frederikus Veerman
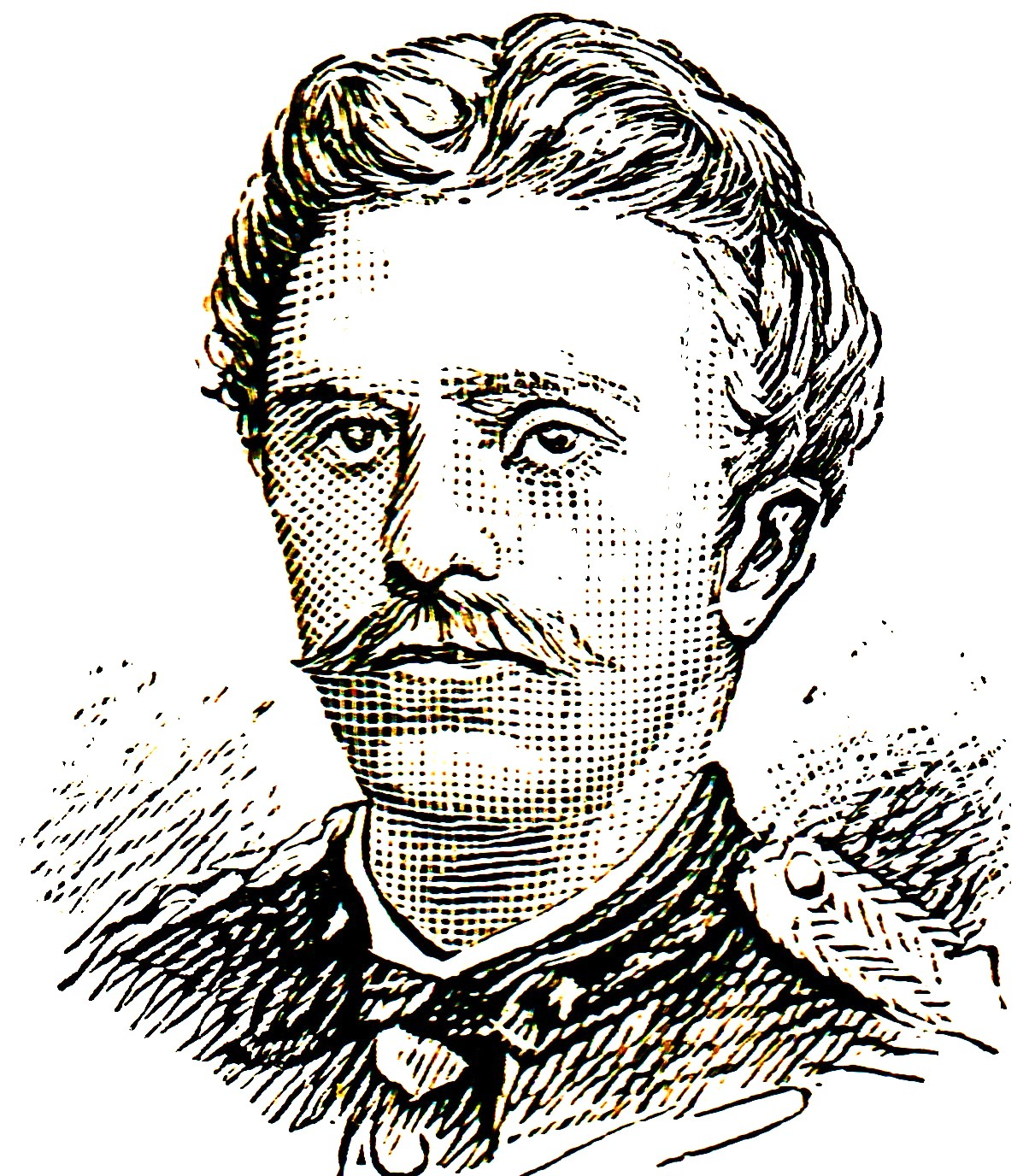
G.J.E. Verkuijl, tweede luitenant der infanterie (1854-1880)
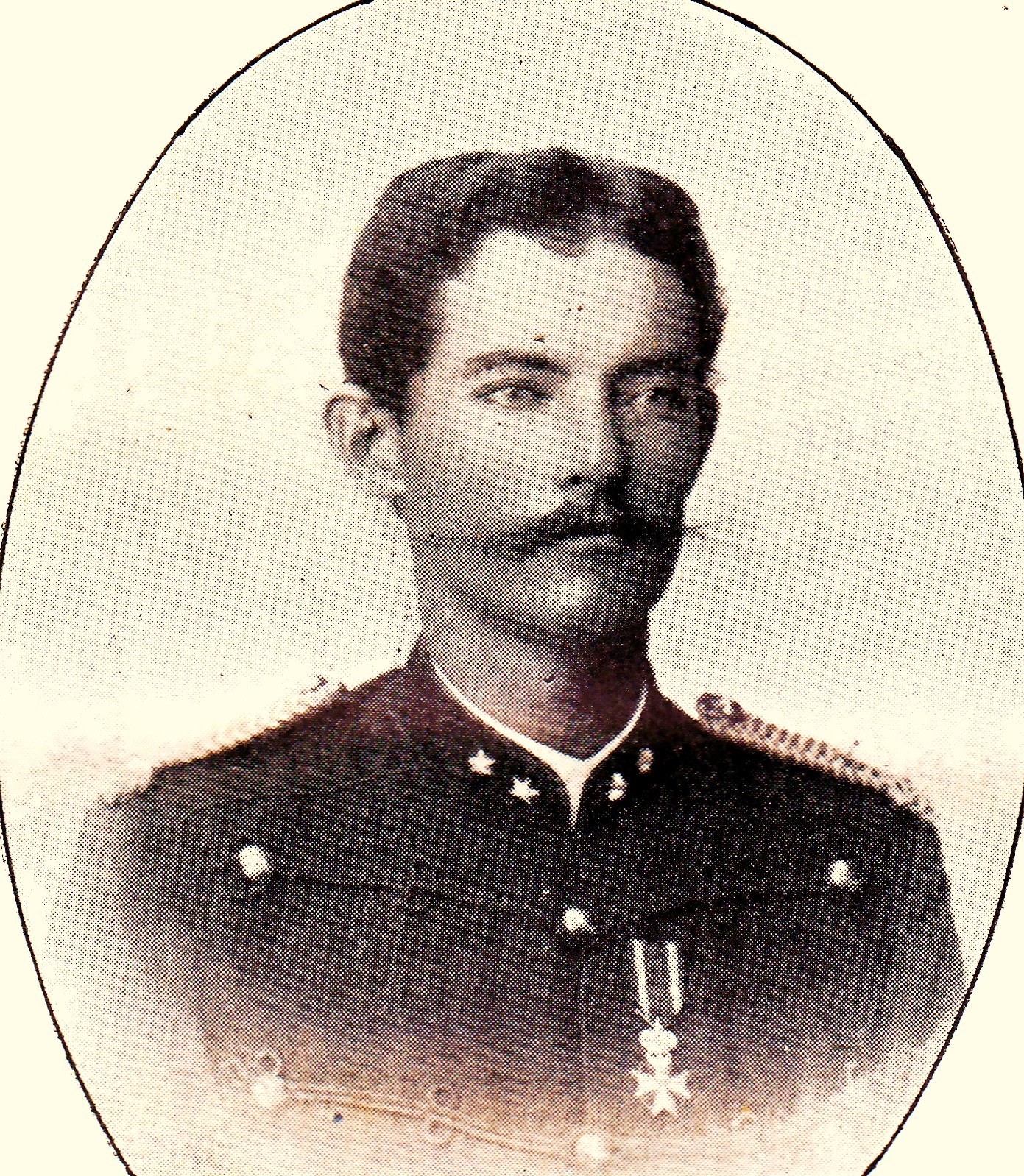
Eerste luitenant Henri Mari Vis
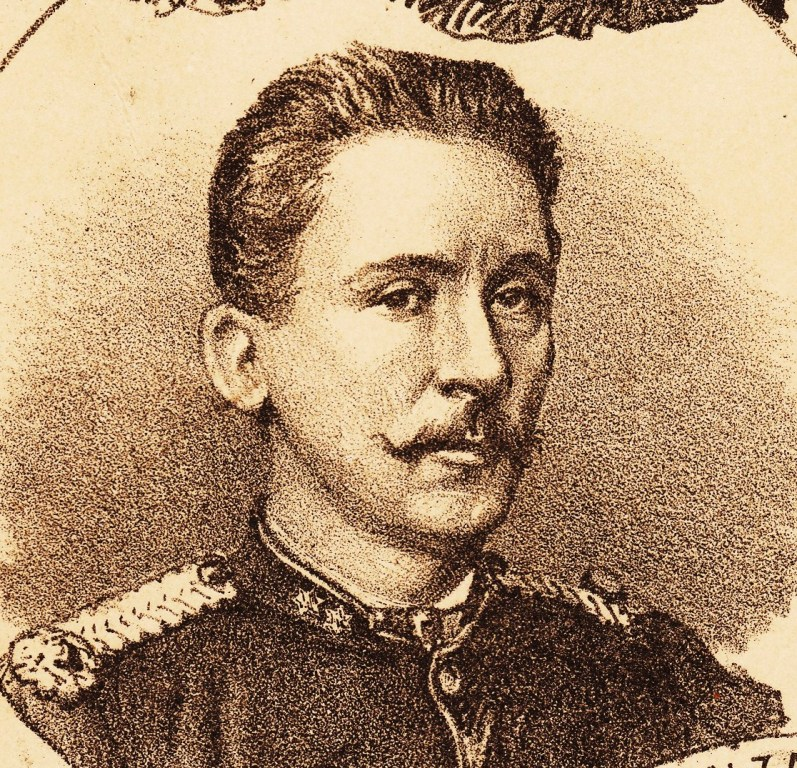
Jasper Vogelenzang, eerste luitenant der infanterie
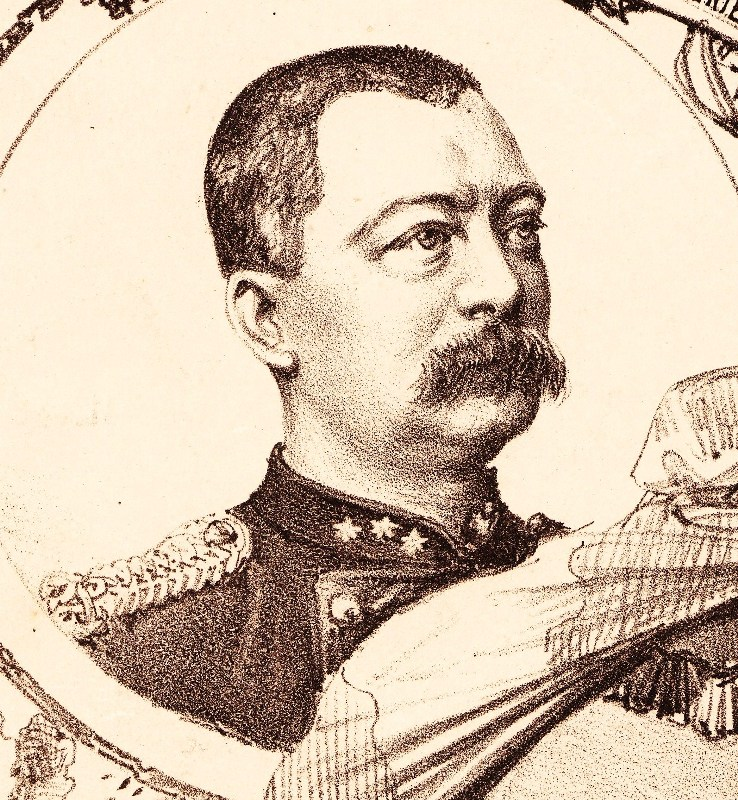
W.H. Voorman, kapitein der infanterie
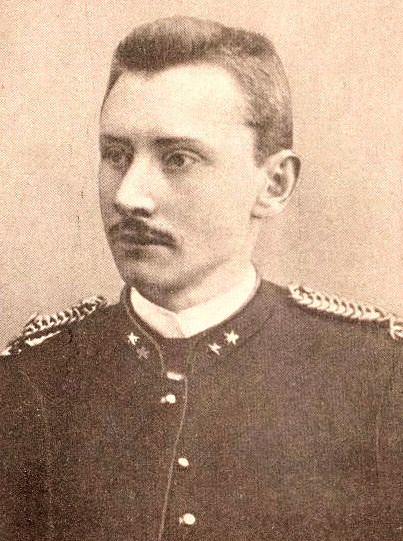
Eerste luitenant Johan Wilhelm Cornelis Vuyk

## W
- A.J.C. Waalwijk, eerste luitenant der infanterie
- C.F.A. Wagener, eerste luitenant der infanterie (20 september 1897), gesneuveld bij Kroeng Raba tijdens de Atjeh-oorlog (periode 1896-1901)
- G.J.A. Webb, kapitein der infanterie (24 januari 1902), gesneuveld te Leubeuë Minjeu
- J.J.P. Weijerman, eerste luitenant der infanterie (20 oktober 1893), gesneuveld tussen Toenkoep en Kroeng Kale tijdens de Atjehoorlog (1892-1896)
- K.H. Westendorp, eerste luitenant der infanterie (13 maart 1895), overleden aan zijn op 7 maart 1895 voor de vijand verkregen wond tijdens de Atjeh-oorlog (1892-1896)
- H. van Wicheren, kapitein der infanterie (9 maart 1891), gesneuveld te Pantei Perak aan verwondingen opgelopen tijdens de mars naar Kadang tijdens de Atjehoorlog (1883-1892)
- J.C.M. Wijmer, eerste luitenant der infanterie (4 september 1875), gesneuveld te Longbatta-Zuid tijdens de Atjeh-oorlog onder generaal Pel
- J. de Willigen, tweede luitenant der infanterie (1908)
- Jhr. A. Wttewael van Stoetwegen, eerste luitenant der infanterie (1 april 1876), te Kota Radja overleden aan een op 27 februari voor de vijand verkregen wond tijdens de Atjeh-oorlog (periode 1876-1877)
- J.B.A.K. Wolff, officier van gezondheid tweede klasse (22 januari 1877), gesneuveld te Silang tijdens de Atjeh-oorlog (periode 1876-1877)

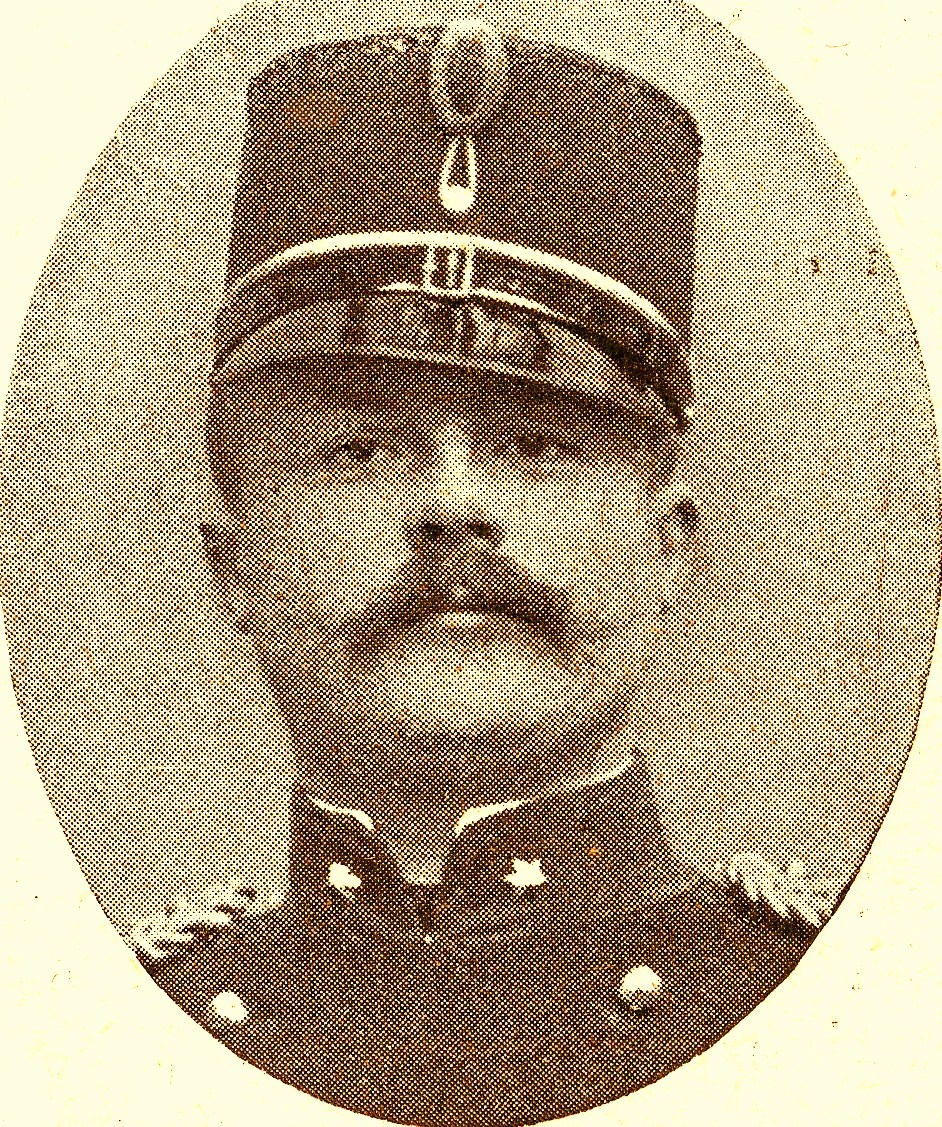
A.J.C. Waalwijk, eerste luitenant der infanterie
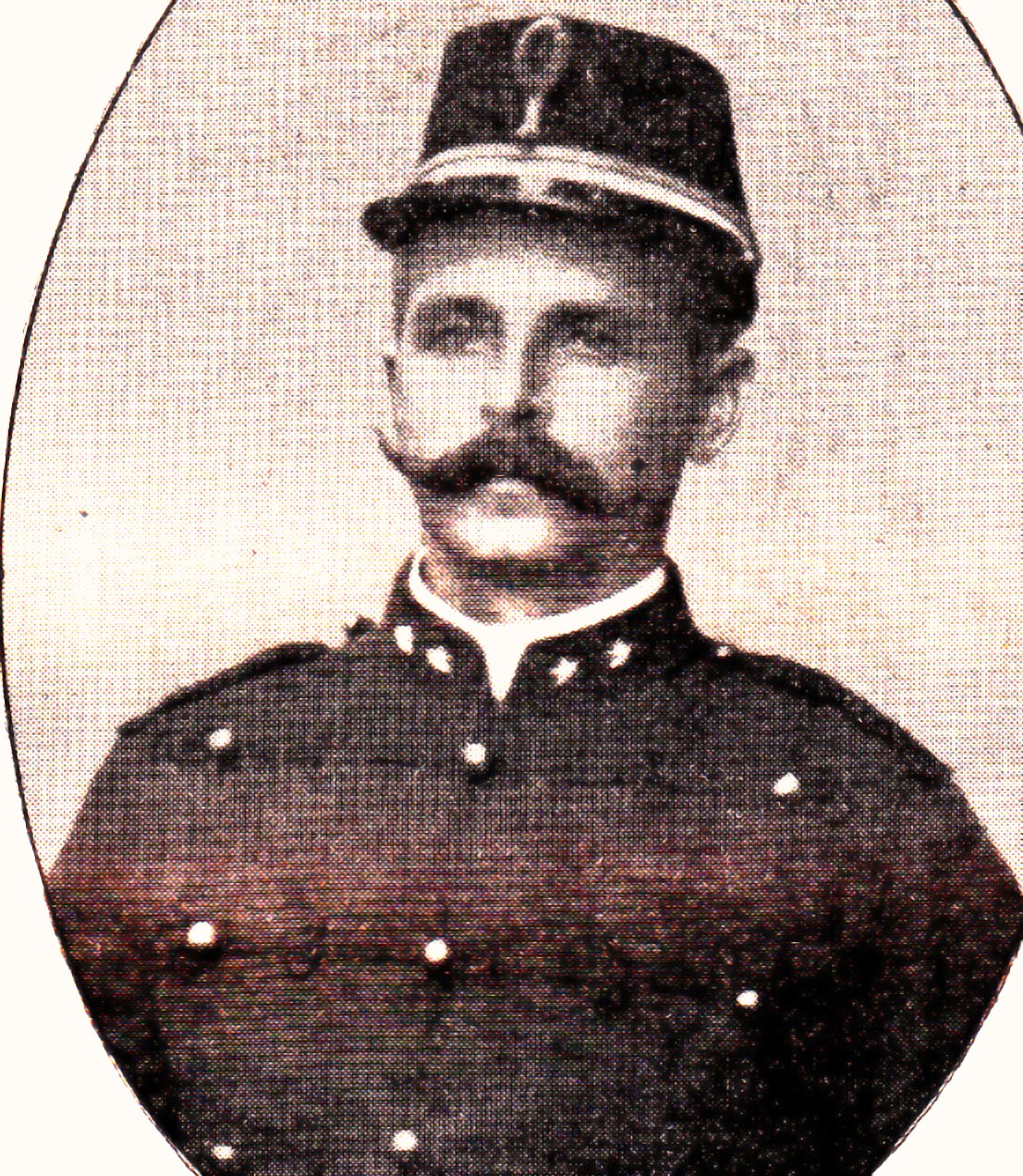
Eerste luitenant Carl Friedrich August Wagener
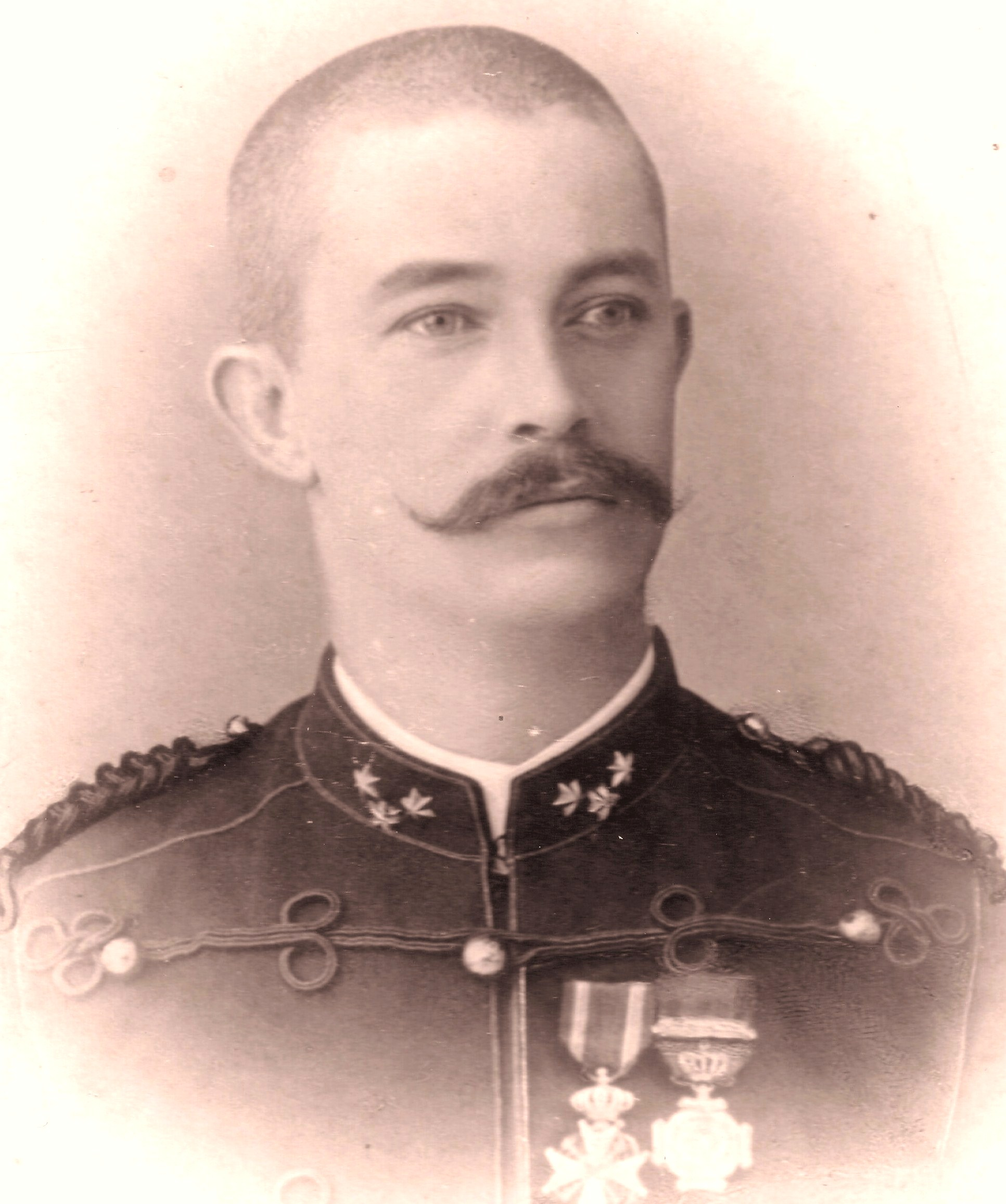
Kapitein George Johan Albert Webb
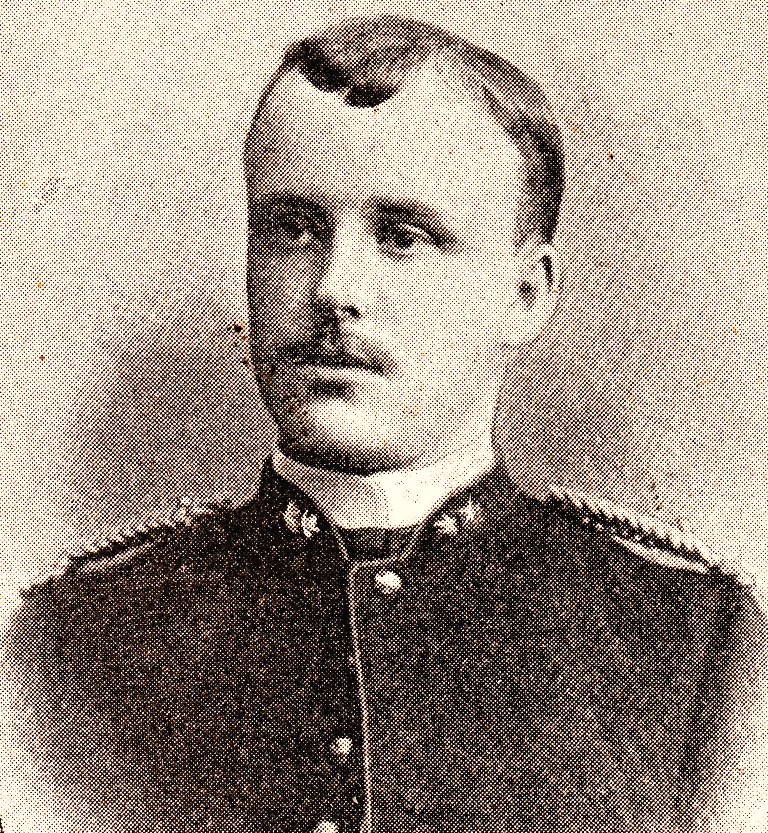
Jan Jacob Petrus Weijerman, eerste luitenant der infanterie (1870-1893)
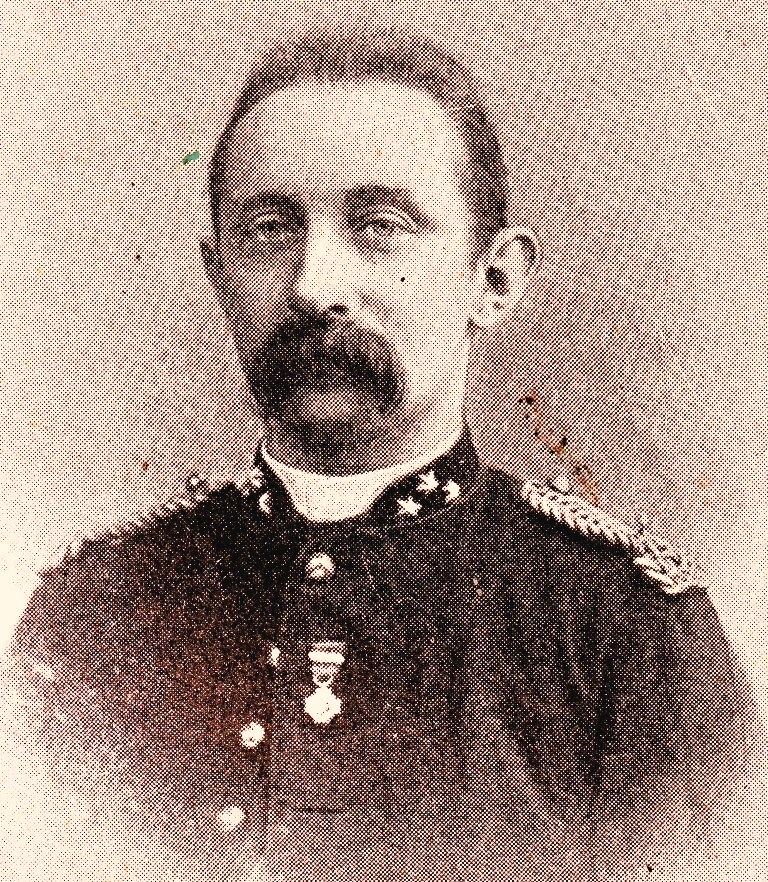
H. van Wicheren, kapitein der infanterie
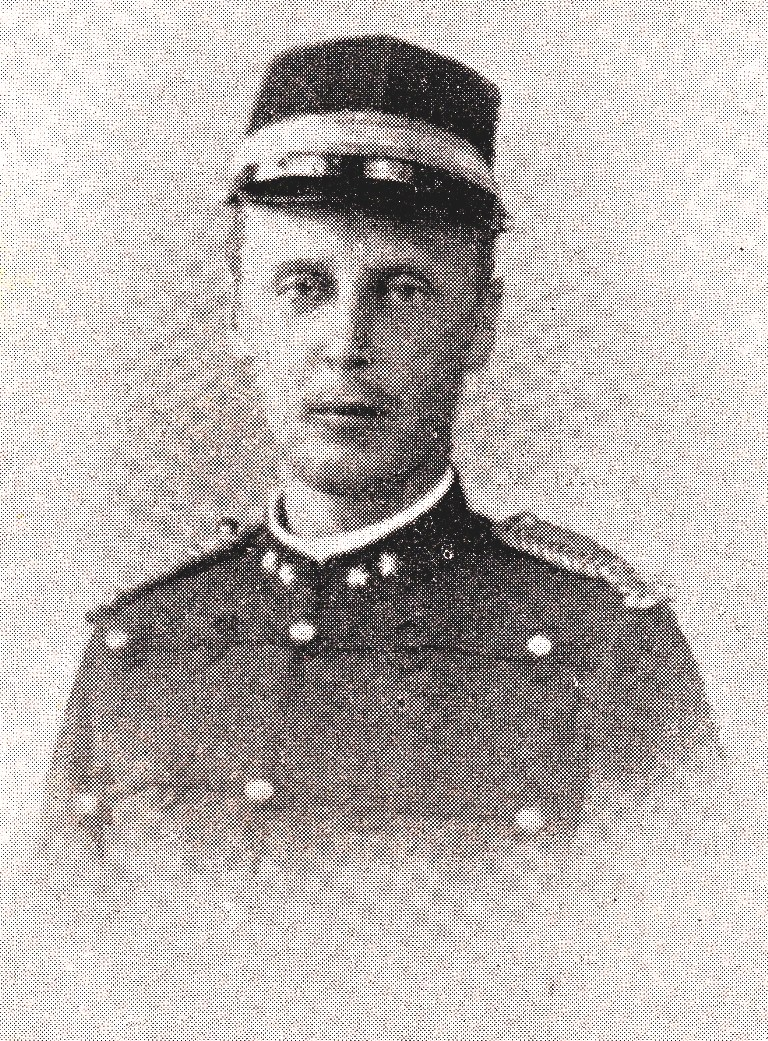
Karel Herman Westendorp, eerste luitenant der infanterie (1865-1896)
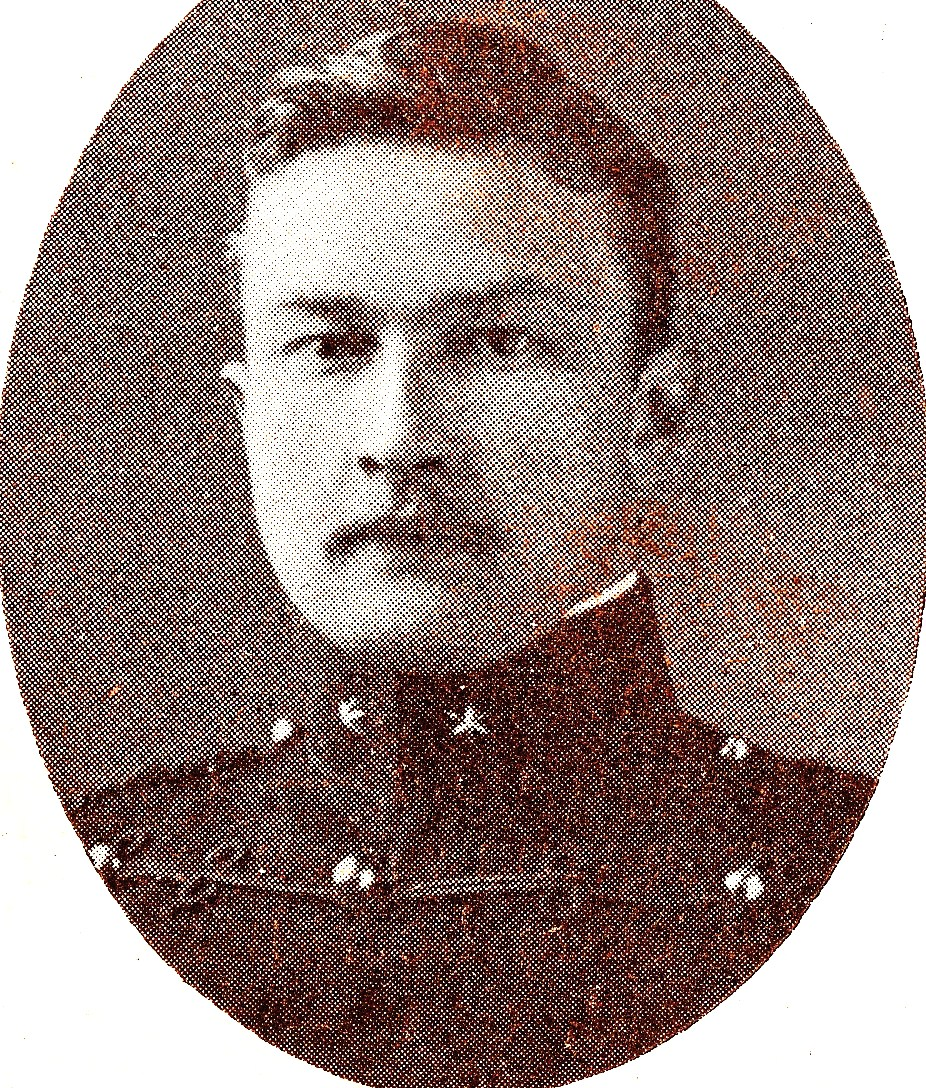
J. de Willigen, tweede luitenant der infanterie
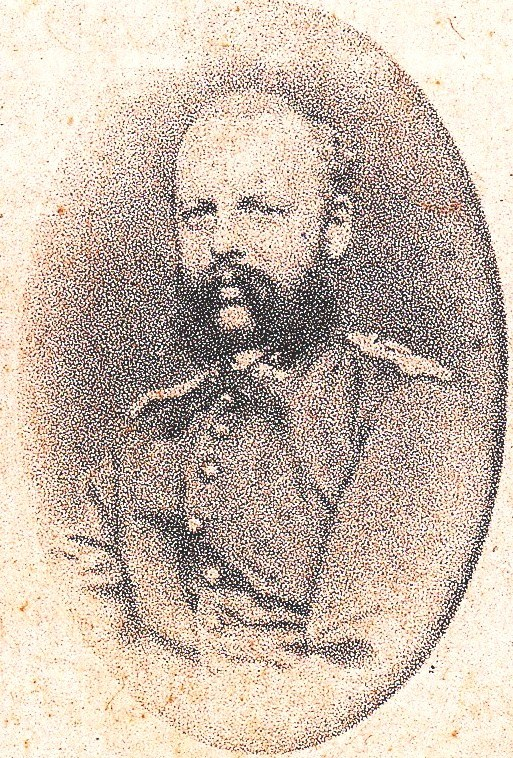
A. Wittewael van Stoetwegen, eerste luitenant der infanterie
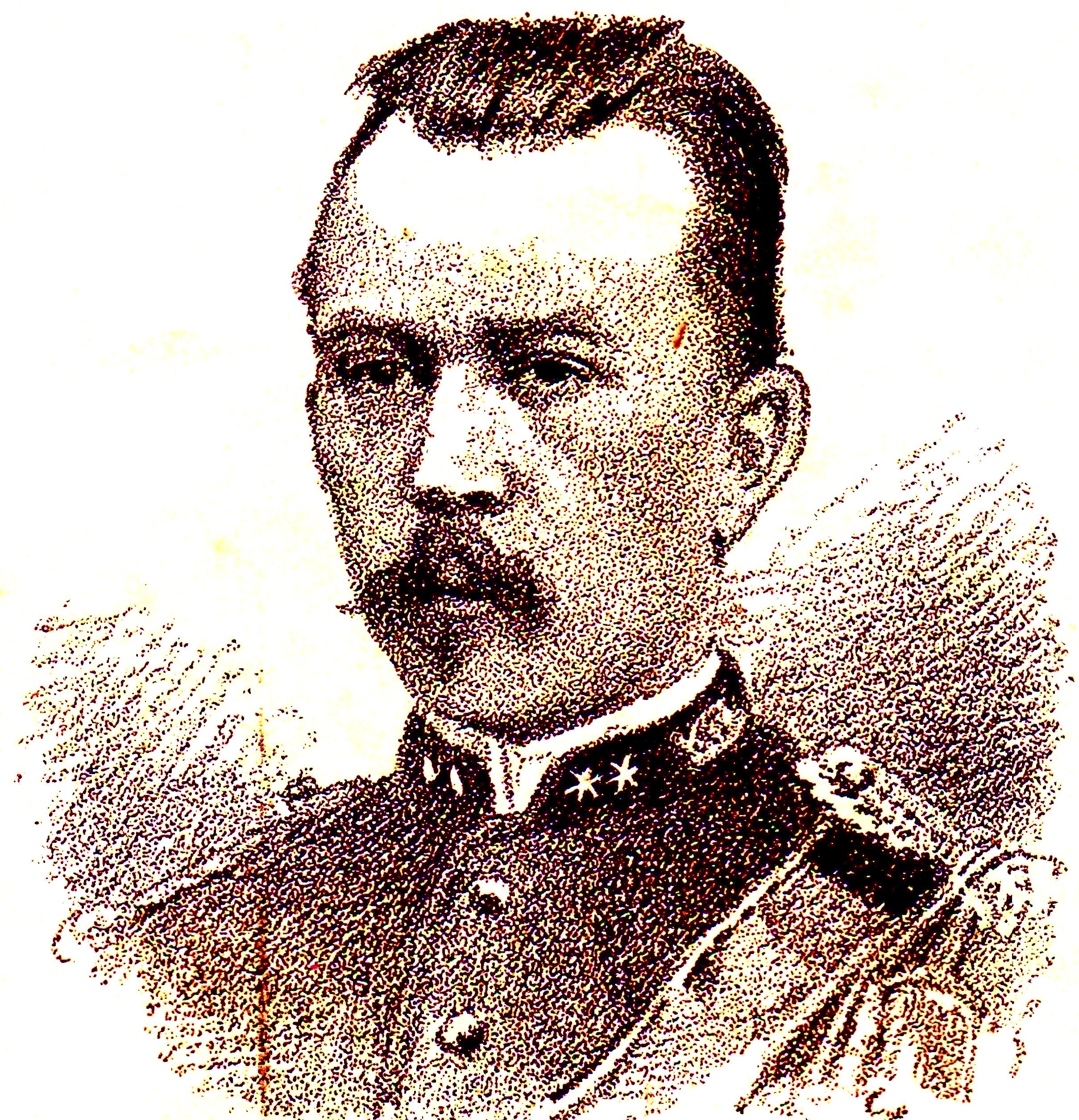
Johan Baptist A.K. Wolff, officier van gezondheid tweede klasse

## Z
- J.B. Zon, eerste luitenant der artillerie (1896), gesneuveld tijdens de Atjeh-oorlog (periode 1896-1901)
- I.J. van der Zee, eerste luitenant der infanterie (1904)
- B.H. Zimmer, adelborst der marine (1873), gesneuveld tijdens de tweede expeditie naar Atjeh
- C.J. Zwager, tweede luitenant der artillerie (10 juli 1874), overleden aan een op 28 juni verkregen wond tijdens de verovering van Garouw tijdens de Atjeh-oorlog onder generaal Pel

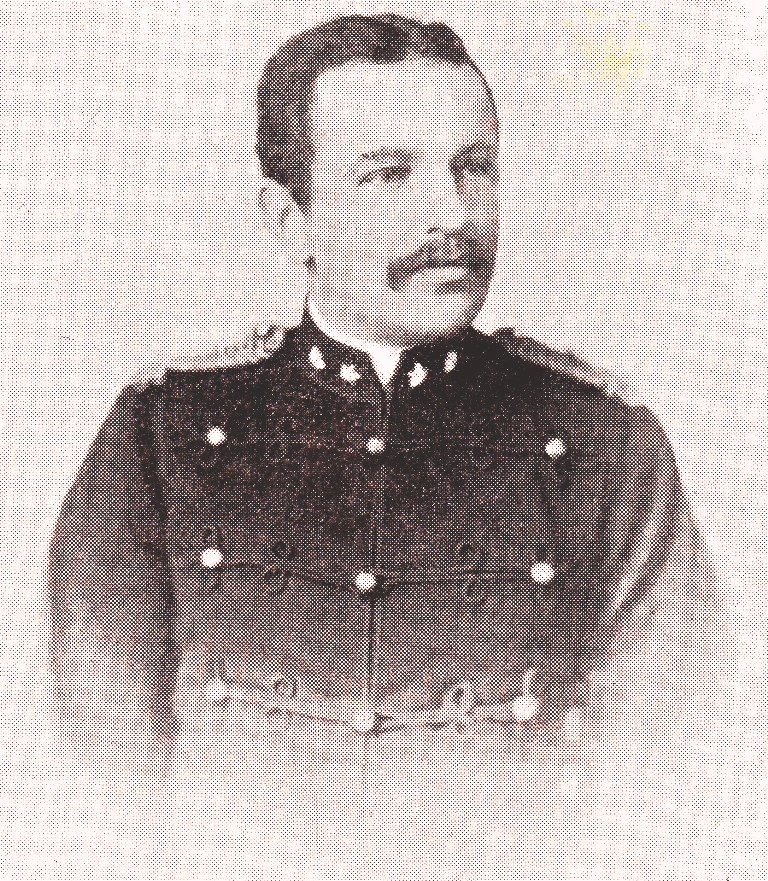
Jacob Benedictus Zon, eerste luitenant der artillerie
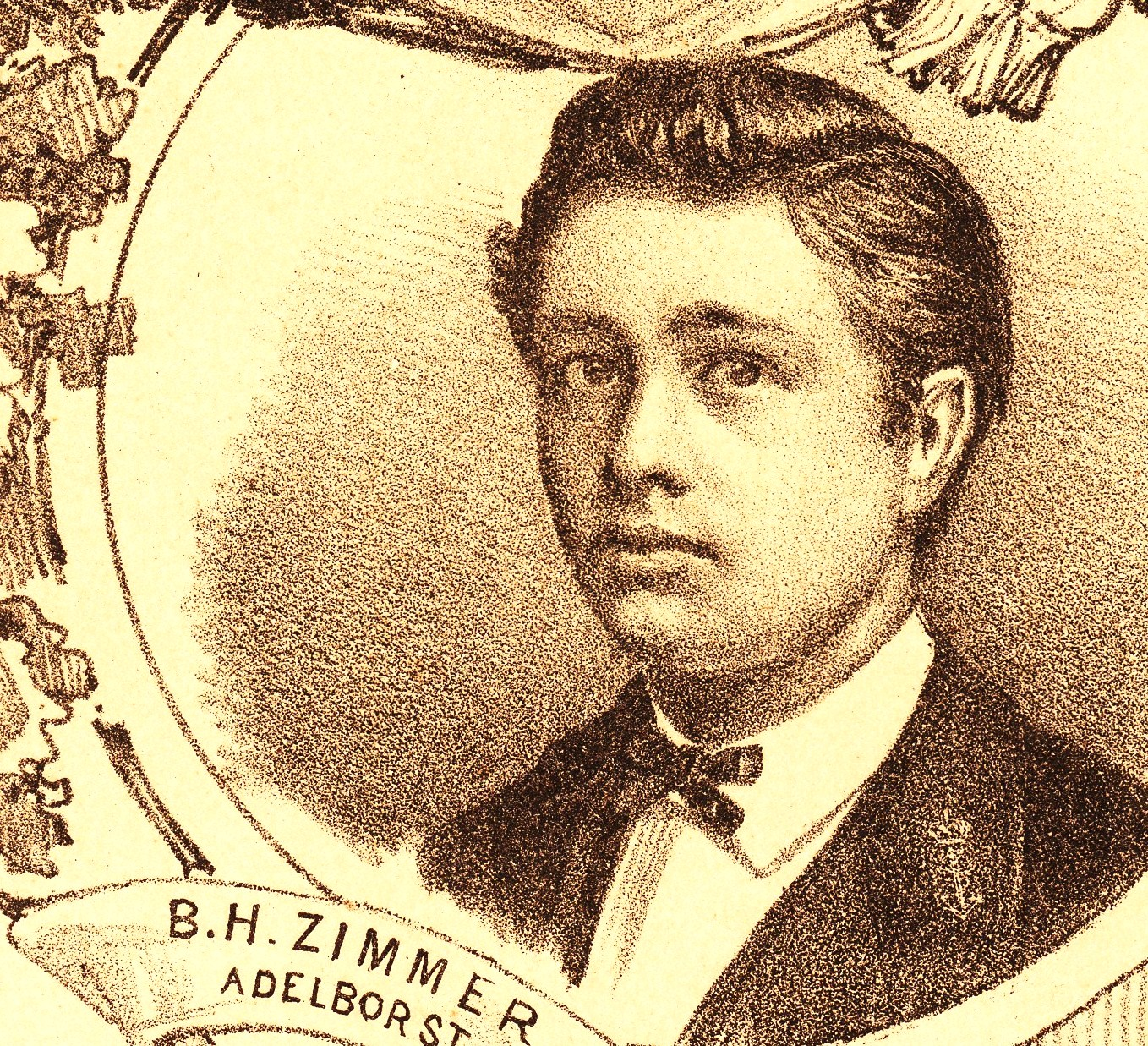
B.H. Zimmer, adelborst der marine
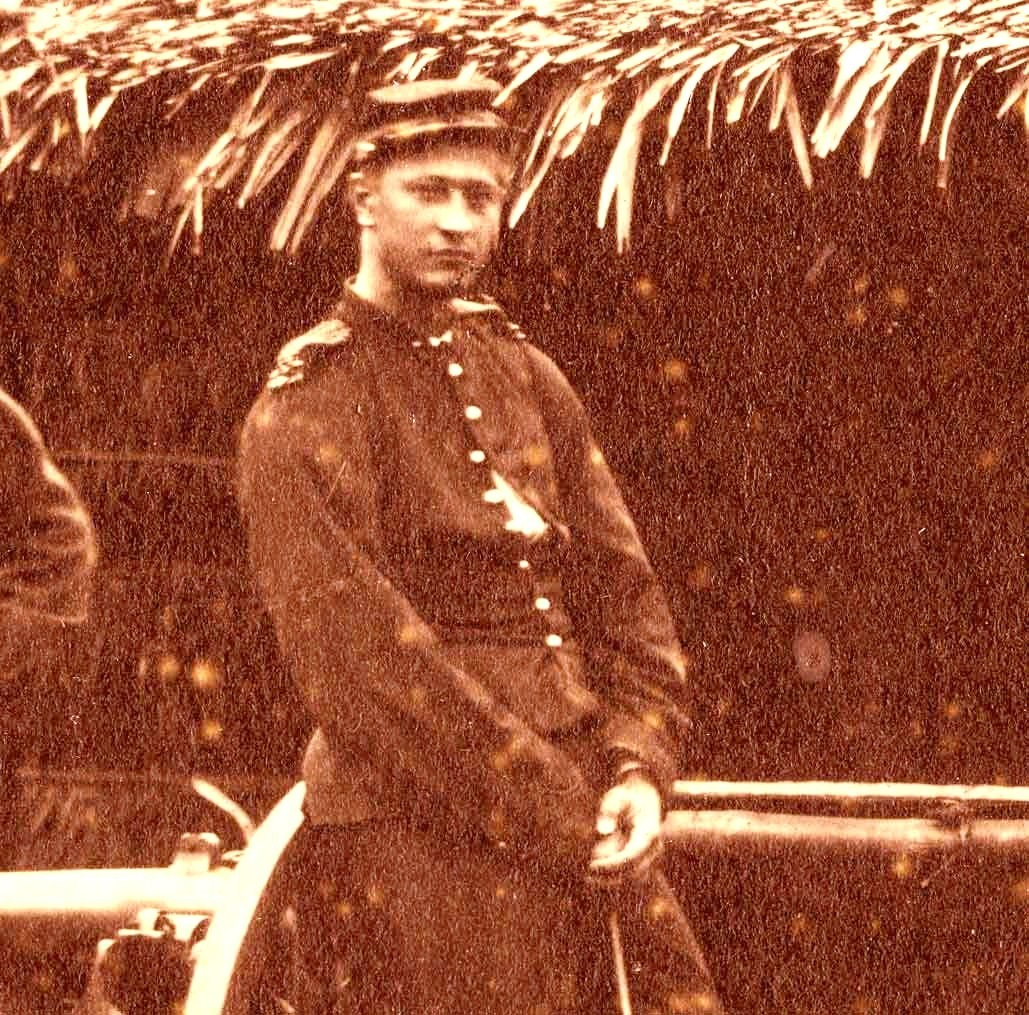
Tweede luitenant Carolus Johannes Zwager

## Appendix
1. ↑  Said, Muhammad. 1961. Atjeh Sepandjang Abad. Medan